# Українське національне вбрання
Українське народне вбрання — національний одяг українців, створений на всіх відтинках історії України.
Історія українського народного вбрання починається з князівств Русі. Свідчення цього можна знайти на фресках Софійського собору в Києві, в Іпатіївському літописі або в знаменитому «Слові о полку Ігоревім», де згадуються такі предмети вбрання, як кожух, сорочка, свита, корзно (старовинний плащ), ногавиці, клобук, вінець тощо. Відомості про шаровари, як властивий для середньовічних русинів одяг доби Руси, містять численні писемні згадки, насамперед у східних джерелах.
Український національний одяг здебільшого має однакові складові. Весь одяг різнився залежно від пори року (літній і зимовий), суспільного стану населення українських земель (шляхта, козаки (військовики), міське населення, посполиті, сільське населення, чумаки), від природо-кліматичних особливостей місцевості, тобто одяг населення лісової смуги (Полісся) відрізнявся від одягу гірського населення (гуцулів, бойків, лемків) та від лісостепових (Поділля, Наддністрянщина, Слобідська Україна) або степових земель (Запорожжя, Бессарабія). Вбрання було також святковим (повний стрій) або на щодень. За основу національного вбрання береться повний святковий стрій. Основні елементи українського народного вбрання були сформовані ще в княжі часи та пізніше майже не змінювалися, про що свідчать назви одягу, які були відомі ще з князівських часів: свита, кожух, сорочка. Українське вбрання має в собі риси скіфського та візантійського одягу. На незначні зміни в одязі впливали також історичні часи та зміни в державності чи межах українських земель. Так, одяг княжої доби мав риси візантійської культури, а одяг козацької доби був змінений під впливом пристосування до військового вбрання.

## Національний одяг козацької доби
Появу козаччини історики відстежують із початку п'ятнадцятого століття. Після зруйнування останньої Січі (1775 р.), український одяг козацьких часів під впливом культури іншої держави прийшов до занепаду і почав поступово змінюватись. Найбільшого розквіту козацький одяг досяг у сімнадцятому столітті. Під час відродження Української Народної Республіки було сформоване українське військо і деякі полки та курені були одягнуті в козацький одяг старовинного типу. Основним верхнім одягом козацьких часів був жупан та кунтуш. Жупан — це одяг, пошитий до стану, з вузьким комірцем-стійкою, який защіпався на дрібні срібні чи золоті ґудзики або на гаплики. Кунтуш — це одяг, пошитий також до стану, з округлим коміром із трикутним вирізом спереду та з розрізаними рукавами, які часто закладались позаду. Жупан міг одягатися самостійно, або поверх жупана одягався кунтуш. Жупан або кунтуш пов'язували широким шовковим поясом. Кунтуш та жупан носили до кінця 18 століття та в деяких місцевостях до середини 19 ст. Козацька старшина носила також кирею (мантію), яку накидали зверху по кунтушу і яка застібалась біля шиї на застібку. Одяг козацької доби відрізнявся від одягу 19 ст. (народного) не кроєм, а тканинами. Кунтуш і жупан були як чоловічим, так і жіночим одягом. Такий одяг носили на території усіх русько-українських земель. Чоловіки носили широкі штани та чоботи, а жінки — шовкові спідниці та запаски. На голові, як чоловіки так і жінки, носили шапки. Окрім того, одружені жінки носили також кибалки і намітки. Український національний одяг козацької доби має багато спільних рис із польським одягом цього періоду, оскільки польський одяг під впливом «сарматської доби» змінився і став наближеним до українського козацького одягу.

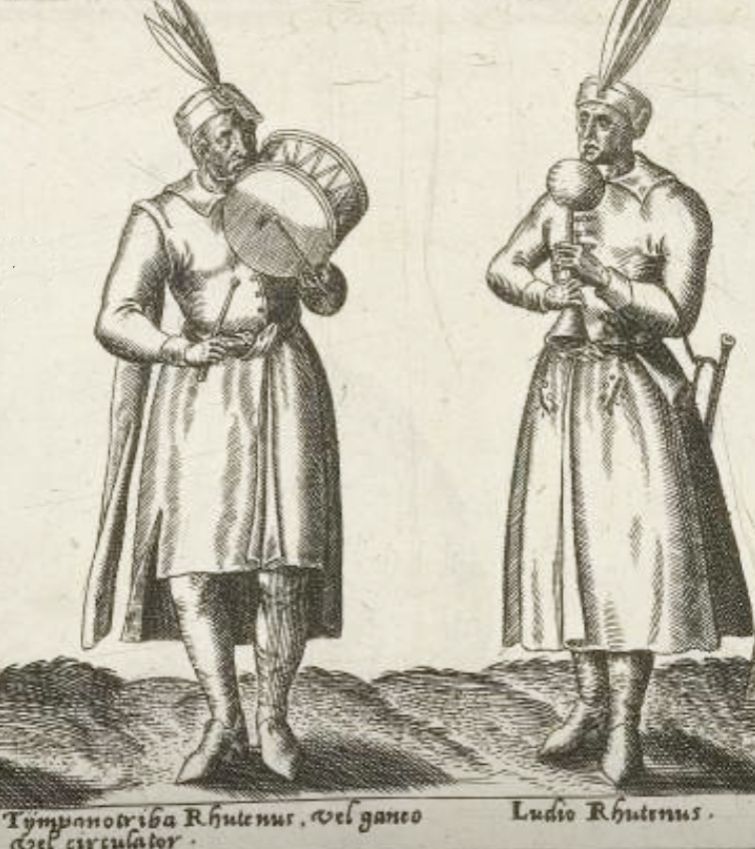
Русини 1563 (Піетро Бертеллі)
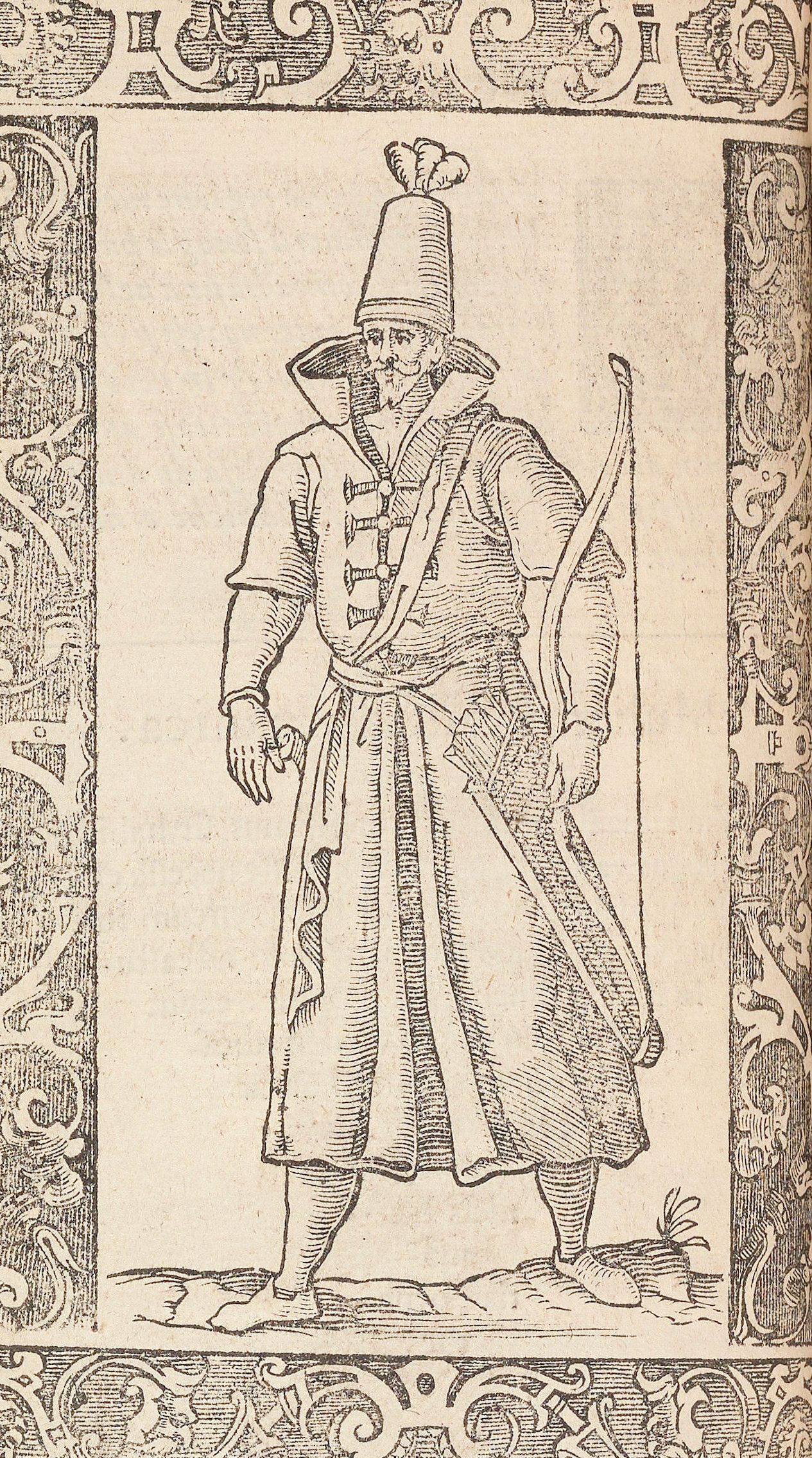
Русин із книги Чезаре Вечелло (Венеція, 1598)
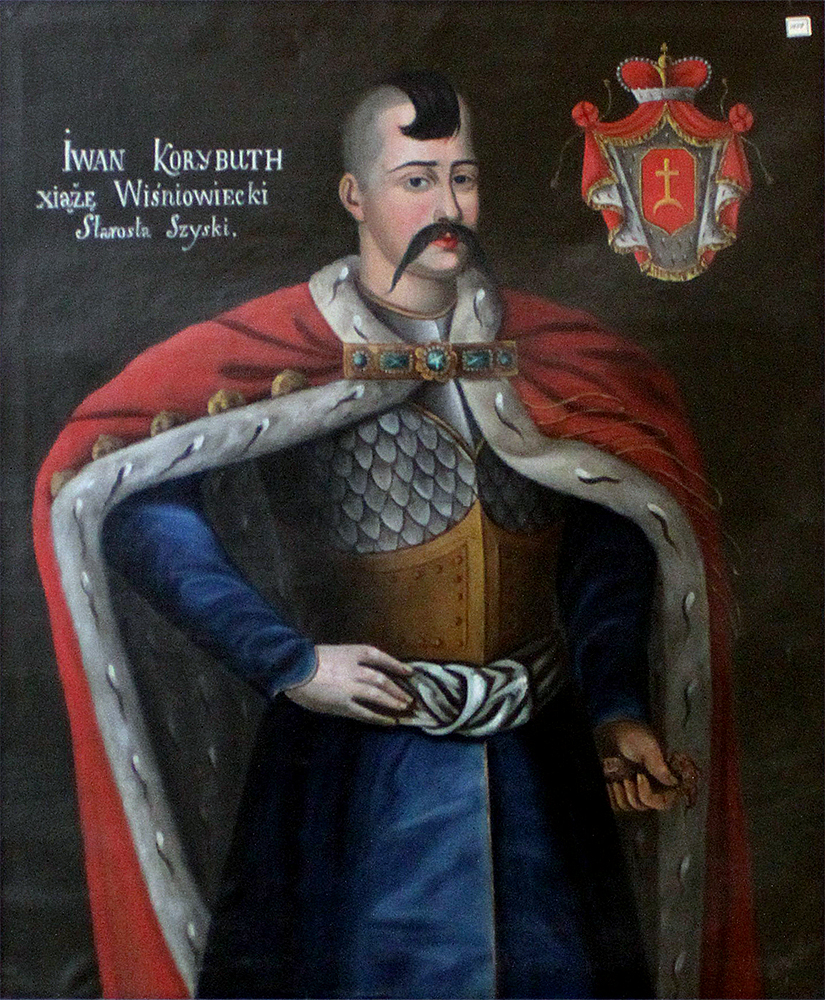
Іван Князь Вишневецький (1490—1543)
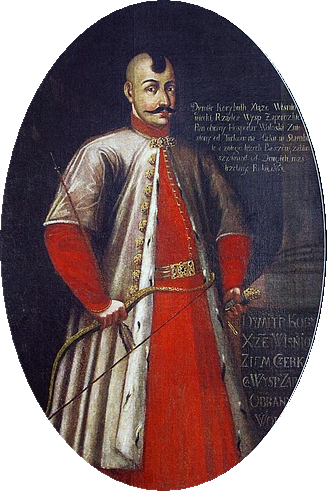
Дмитро Князь Вишневецький  (~1517 — † ~1564)
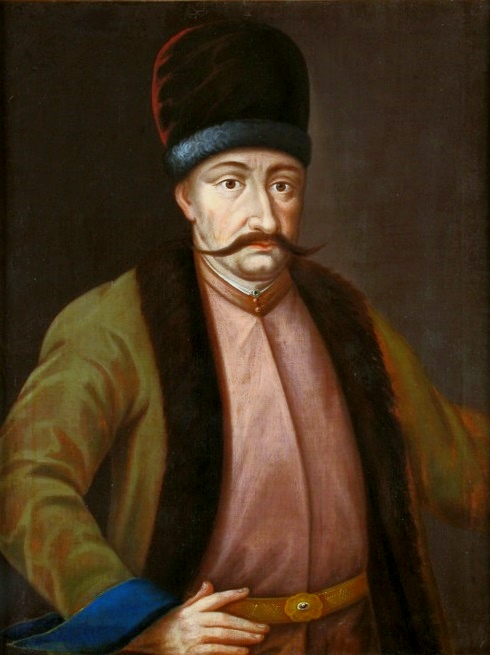
Гетьман Богдан Хмельницький (~ 1650)
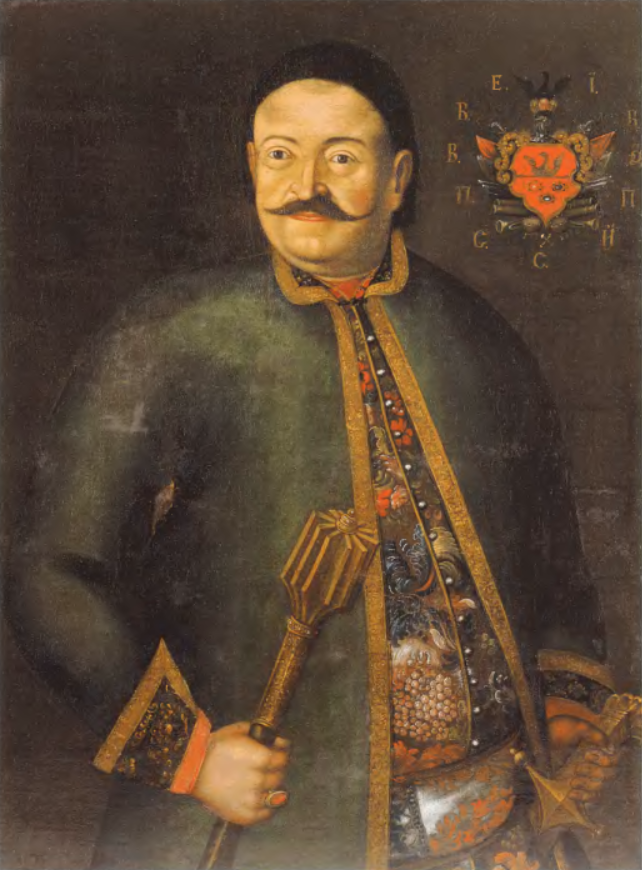
Переяславський полковник Семен Сулима (1739 — †1766)
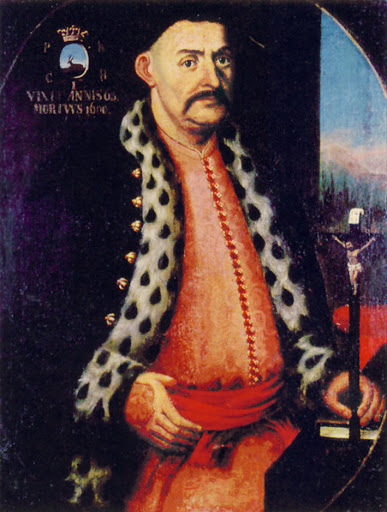
Львівський шляхтич Павло Козловський
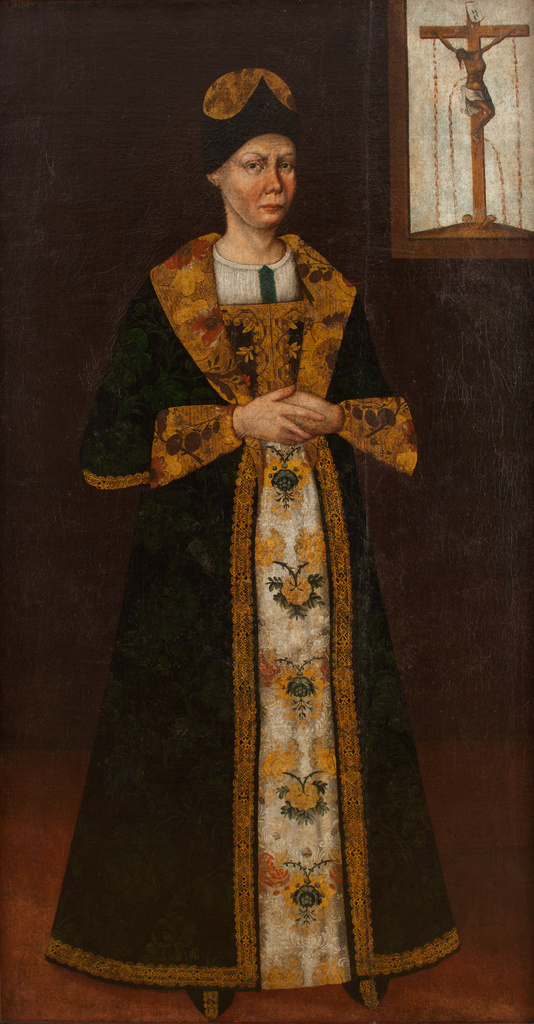
Марія Мазепа (~1664- ~1707)
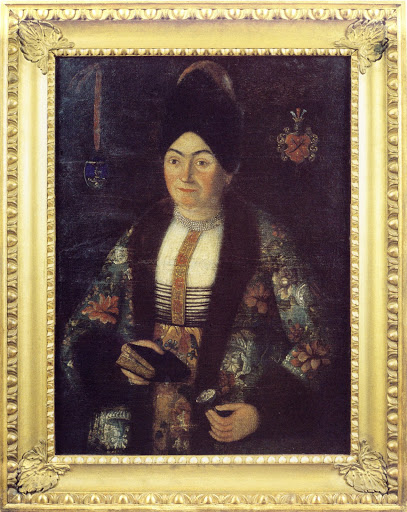
Параска Сулима
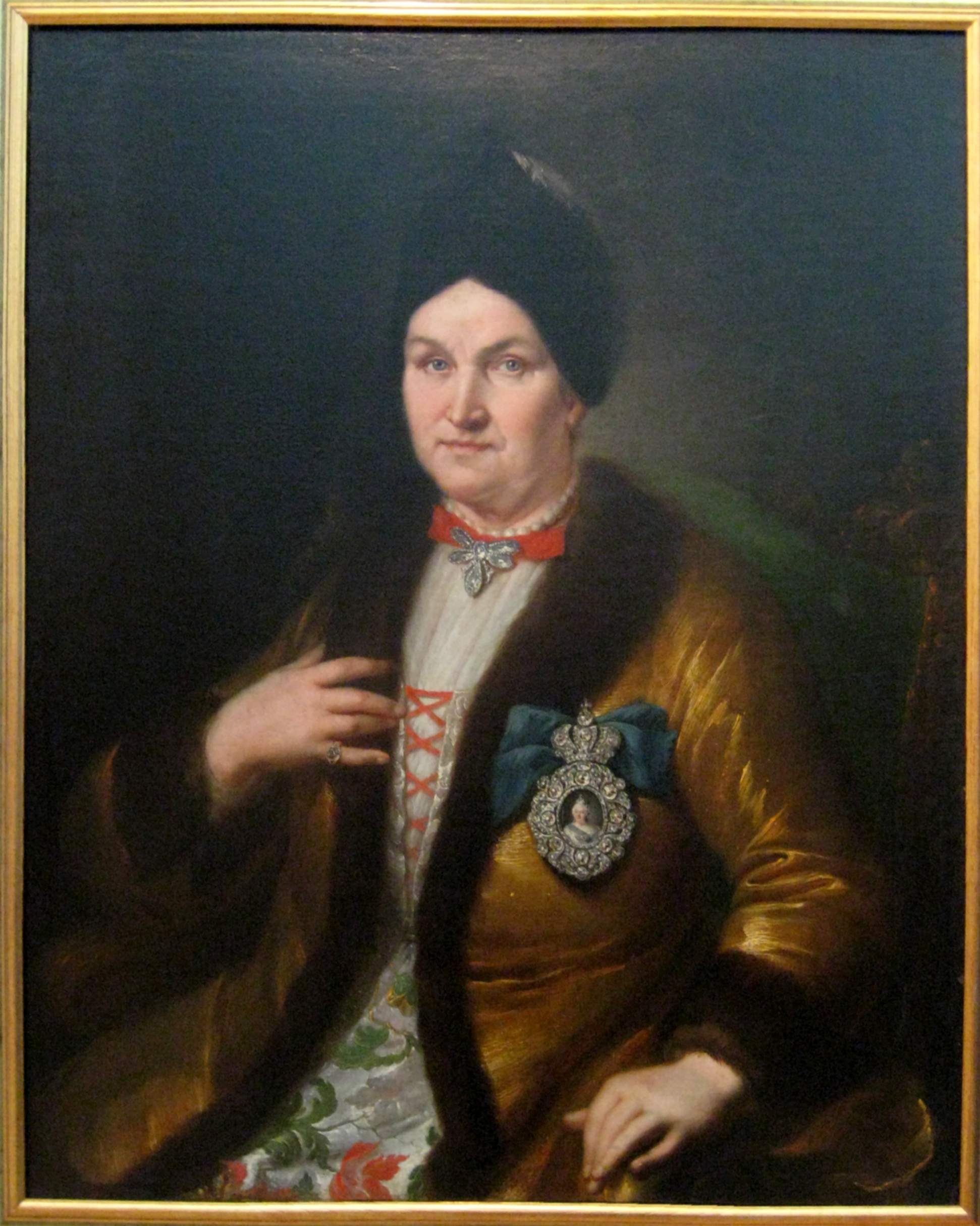
Наталія Розумовська (?— †1762)
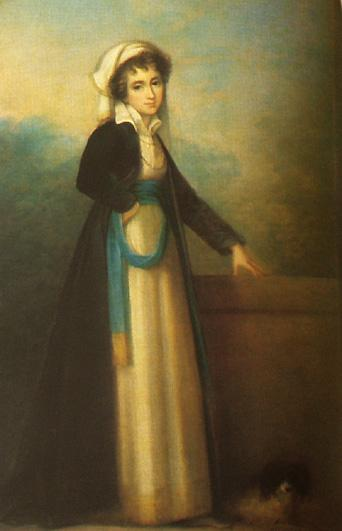
Ізабела Княгиня Чорторийська (1746-1835)

## Український стрій
У 1598 венецієць Чезаре Вечелло одним із перших європейців у своєму каталозі «Давньої і сучасної одежі з усього світу» дав опис чоловічого костюму русинів (українців):
| «Русь має кордони з московитами, лівонцями та литовцями. Провінції ці між собою часто воюють… Русини носять високі шапки, з прикрасою зверху, Їхня довга одежа має застібки на грудях аж до пояса, напіврукави і дуже високий комір. У бою вони здебільшого користуються луком та шаблею».[6][7] |

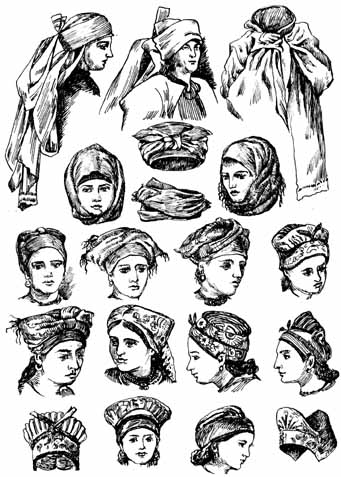
Традиційні жіночі головні убори українок

Одяг козацький 16 ст. дещо мав відмінності від строю 19 ст. Козаки носили тоді гранатового кольору суконні жупаники з вузькими комірами, які защіпалися на гаплики, такі жупаники вдягали в широкі штани до очкура. Під жупаником була біла сорочка з вузьким комірцем, яка защіпалася шпонкою з блискучим камінчиком. По штанах козаки носили широкий ремінний пас, на який був завішаний воловий ріг та на довгому мосяжному ланцюжку був завішаний ніж, з двох сторін були завішані шкіряні сумки, одна на кулі, інша на кресало, також за пояс був запханий пістолет. Зверху по жупанику одягали кунтуш з вильотами та рукавами закинутими на плечі. У руках або за поясом носили ціпок і на ліве плече була завішана бурка. Голову голили, чуб заплітали та закладали за праве вухо, вуса підкручували. На голові носили чорний йолом з каракуля з довгим суконним або оксамитовим вилишкетом, такої самої барви як і жупаник. Господарі в ті часи носили гранатові жупани, обшиті по швах золотими або срібними галонами та сиві каракулеві шапки.
У XIX ст. одяг українців описав Антоній Якса-Марцинківський. За його словами, найкраще одягалися по ліву сторону Ірпеня. Дівчата чи жінки носили тут охвату з сукна жовтого кольору в чорні поздовжні смуги. Спереду одягали суконну гранатову запаску. Зверху одягали червоний пояс або жовту крайку. Жінки носили ще на голові очіпок в квіти, в вигляді шапочки, а поверху полотняну хустку в червоні поздовжні смуги, які зав'язували з тилу. Зверху одягали білу сорочку, а по сорочці білу суконну свиту. Зимою замість свити носили кожух і чоботи. Біля Канева, Корсуня, Сміли охвати носили чорного кольору, а запаски синього.
В свята жінки носили шовковий вишитий очіпок і зверху пов'язували його білою наміткою. Сорочку жінки носили білу, вишиту на рукавах червоними або синіми бавовняними нитками. На шиї носили коралі і пацьорки. Спідниця святкова була з вовни яскравих кольорів. Старші жінки носили ще плахти в клітинку. Менш заможні носили домоткані зелені або макові літники. На ногах носили жовті або червоні чоботи. Дівчата носили на голові вінки з квітів, павичевого пір'я та блискіток зі стрічками. Замість перкалевих фартухів дівчата носили яскраво червоні запаски, а якщо носили перкалеві фартухи то до них пов'язували пояси, кінці яких висіли спереду. По лівій стороні Дніпра носили зелені юпки, які називали куртки, а також жовті сап'янці або пасові чоботи, а також черевики на корках.
Чоловіки одягали чорну або білу свиту. Зверху одягали білий кожух з округлим коміром з чорного каракулю. Чорну каракулеву шапку носили менш заможні, заможніші носили шапку сивого кольору.
Чоловіки носили завжди шапки з каракулю, сорочку з комірцем стійкою. На сорочку одягали «юпку», а молоді парубки одягали короткий напівкаптан. Жіночі сорочки були вишиті на рукавах «заполоччю» та на подолі (ляховкою). Стан обгортають двома кусками тканини: плахтою та запаскою. Плахта могла були в клітку парчова, а запаска завжди гладка. Коли виходили з дому одягали ще гірсет без рукавів, або юпку як в чоловіків тільки коротшу. В дорогу одягали також свиту, як у чоловіків тільки довшу. На голові носили стрічку за яку закладали квіти і в косу вплітали також стрічку. На ногах носили сап'янці (опис Ф. Вовка).

### XIX століття

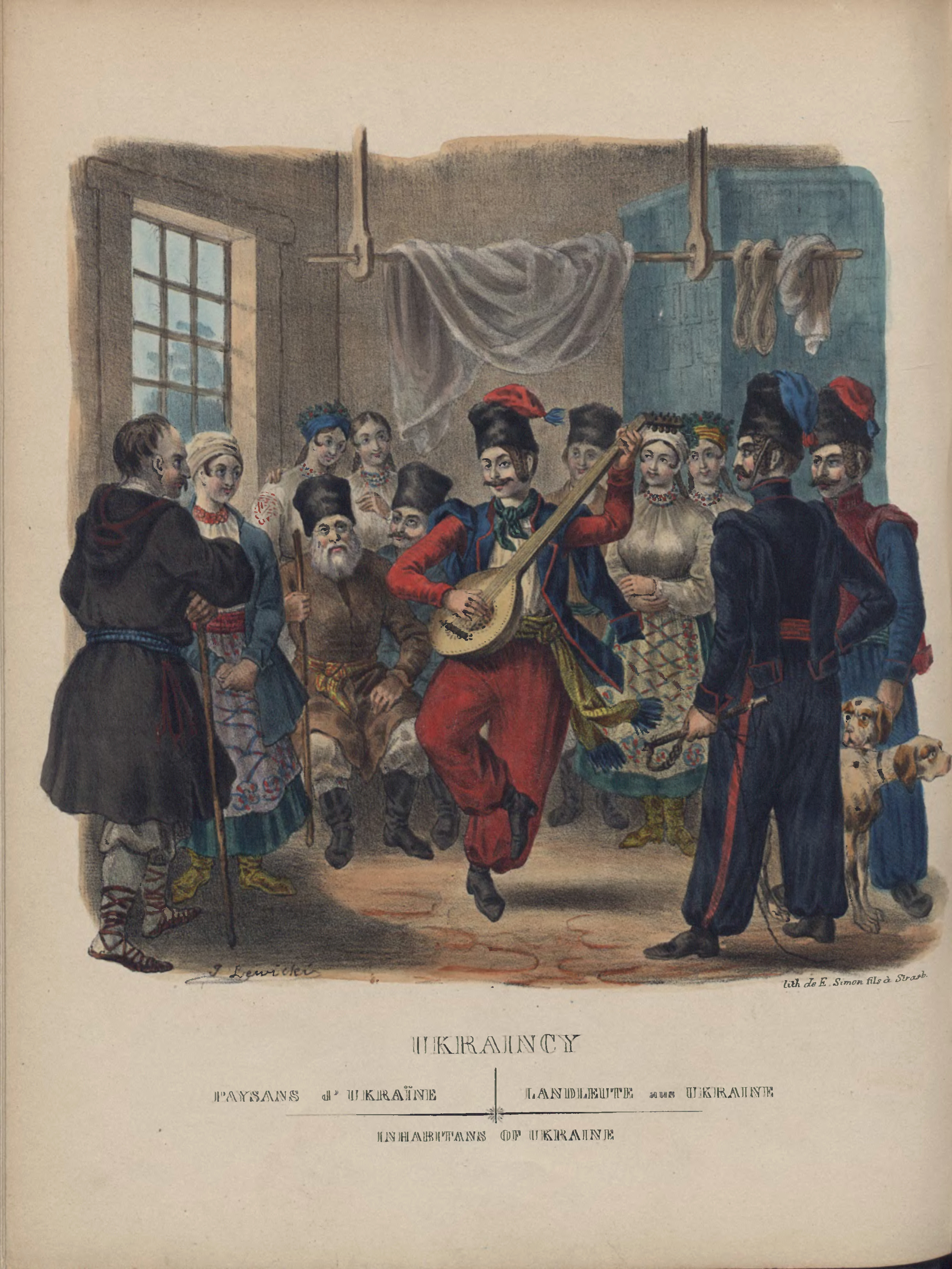
Українці 1841
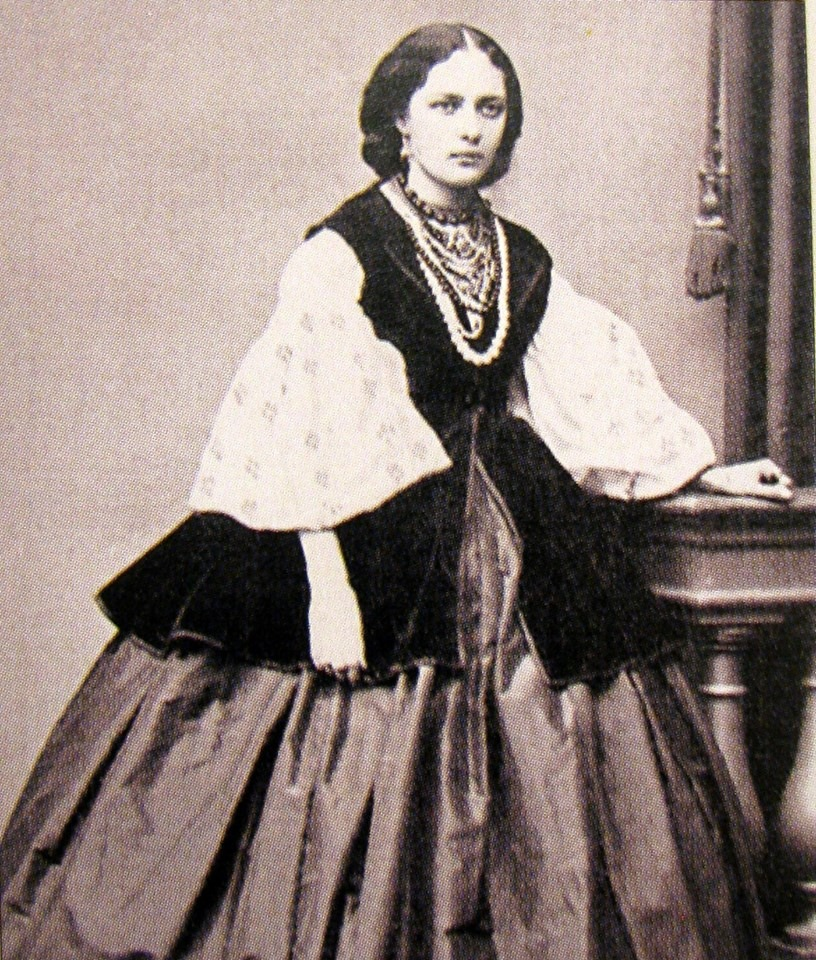
Пані з Полтави ~ 1850
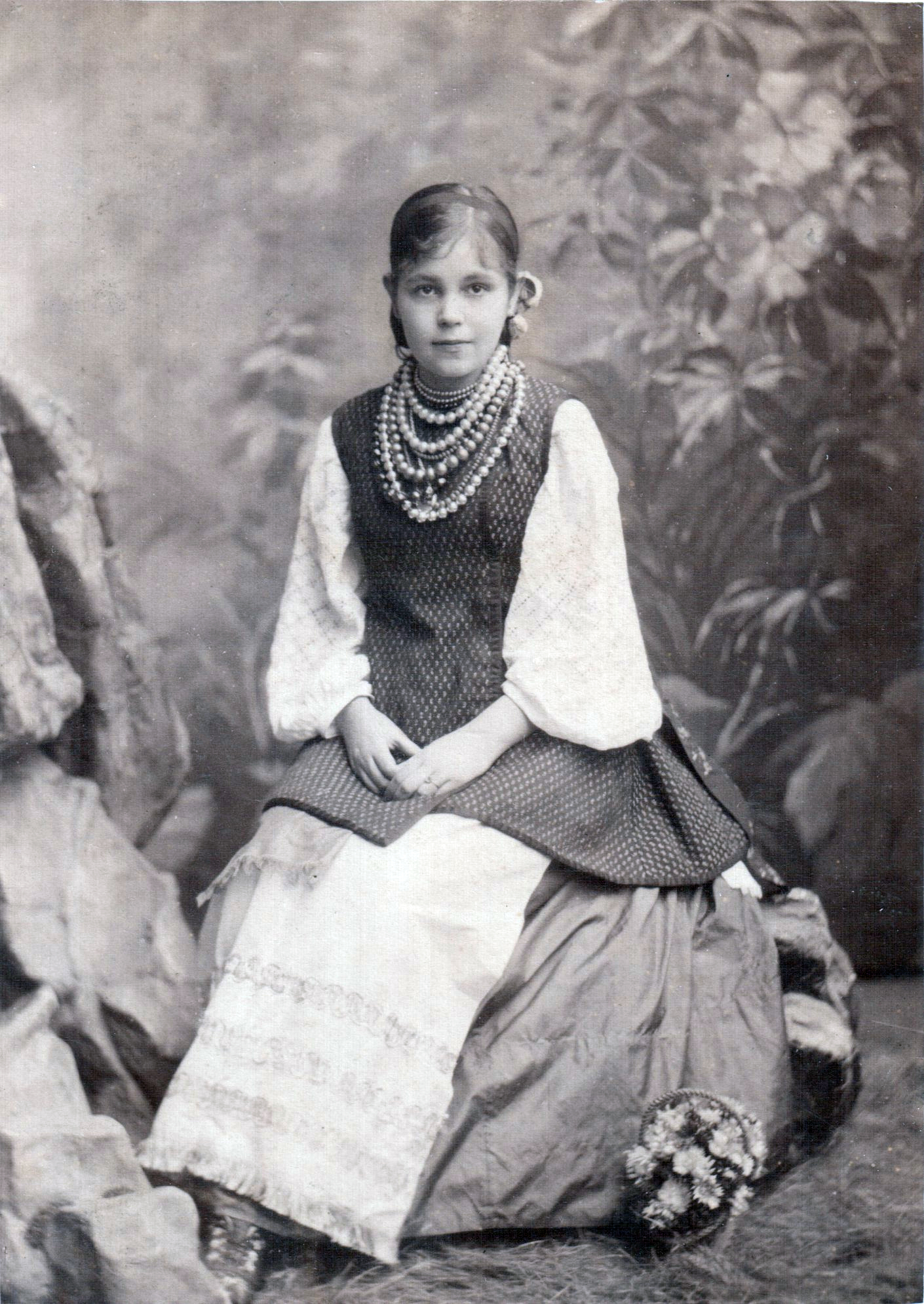
Людмила Старицька
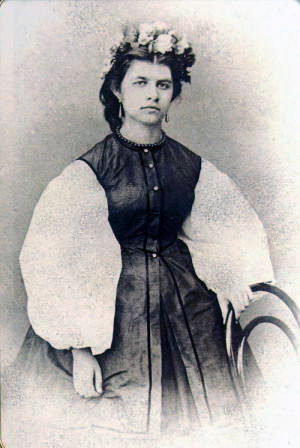
Олена Пчілка
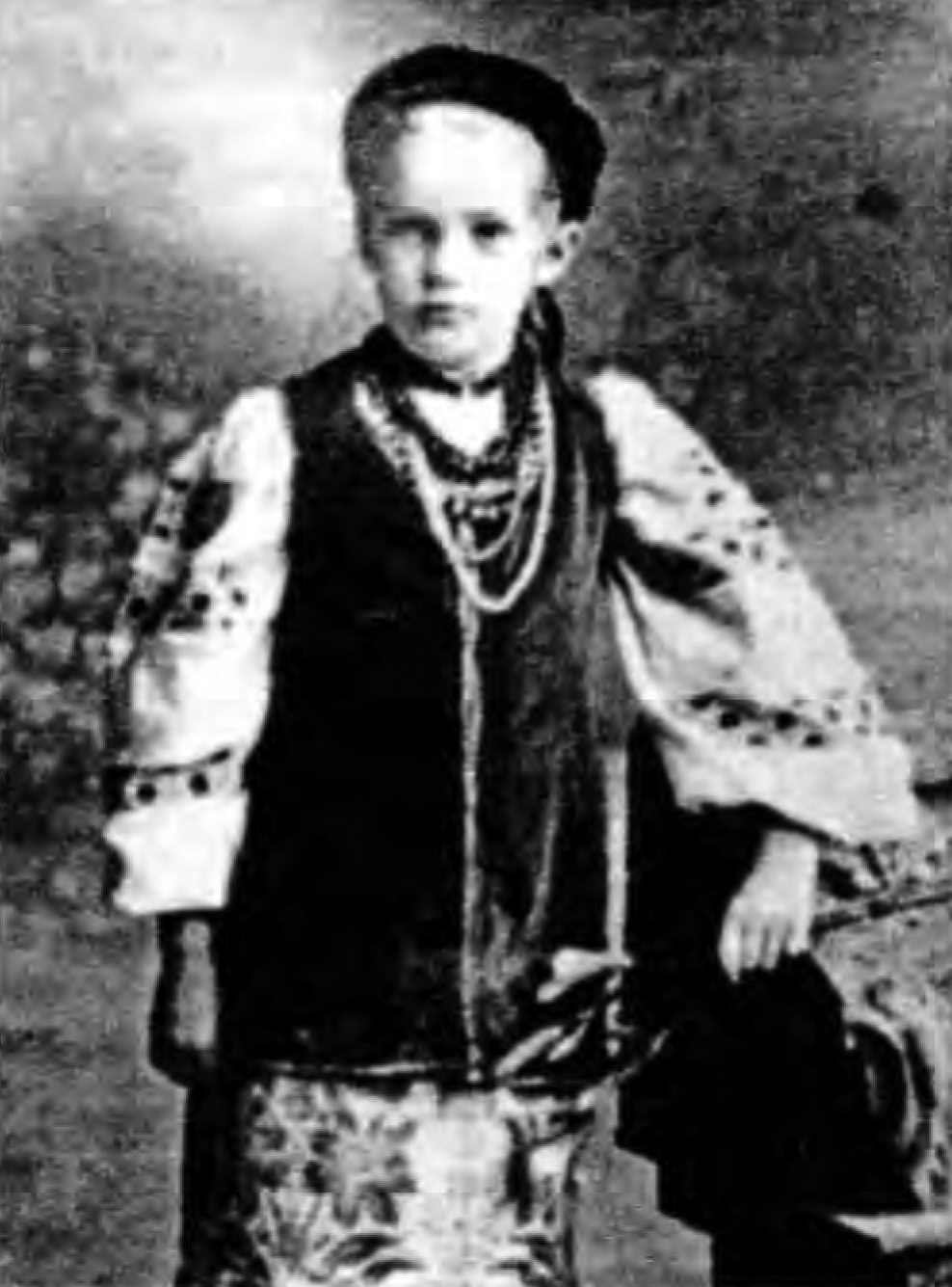
Катерина Грушевська в дитинстві
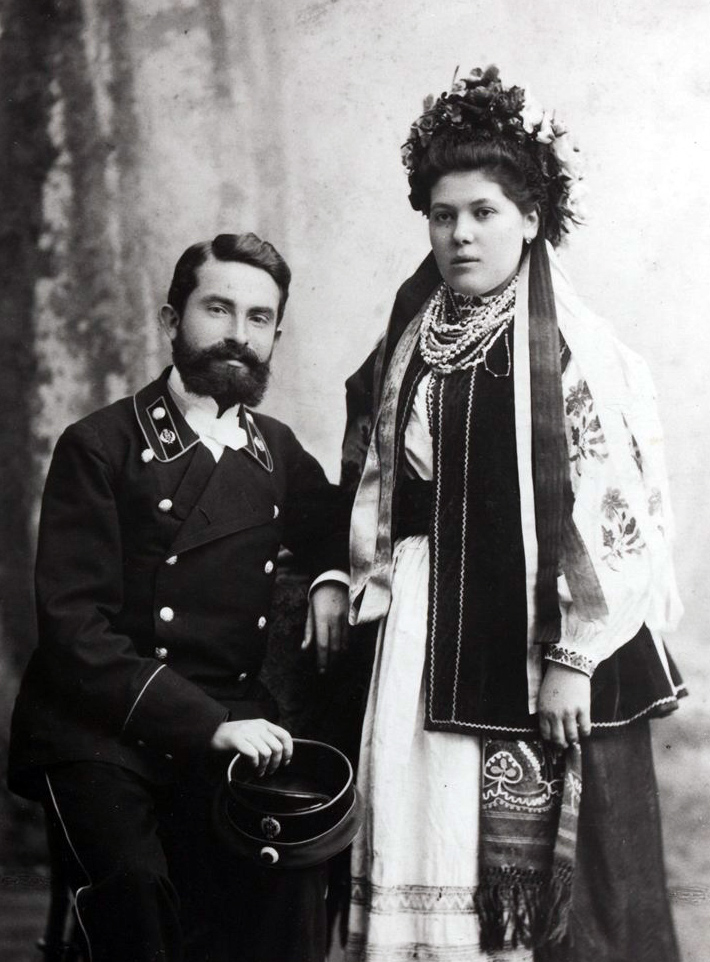
Софія Марченко та Михайло Лифар.
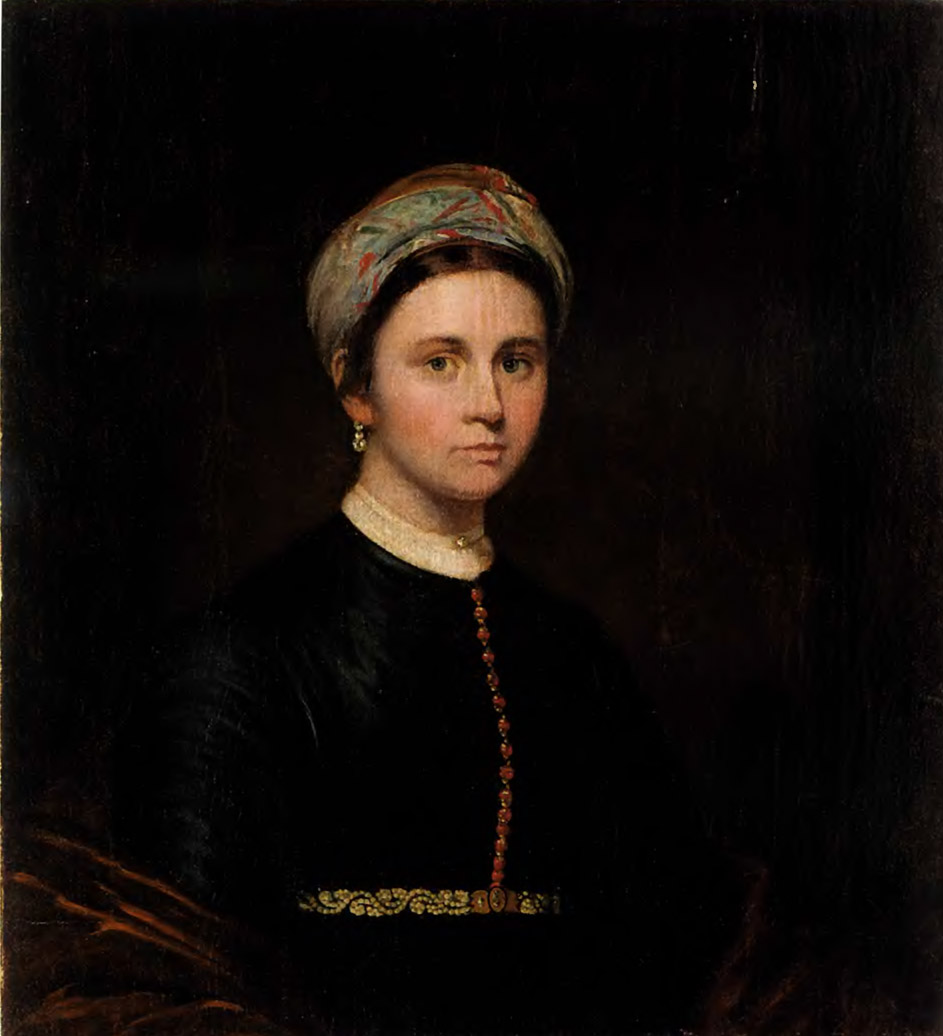
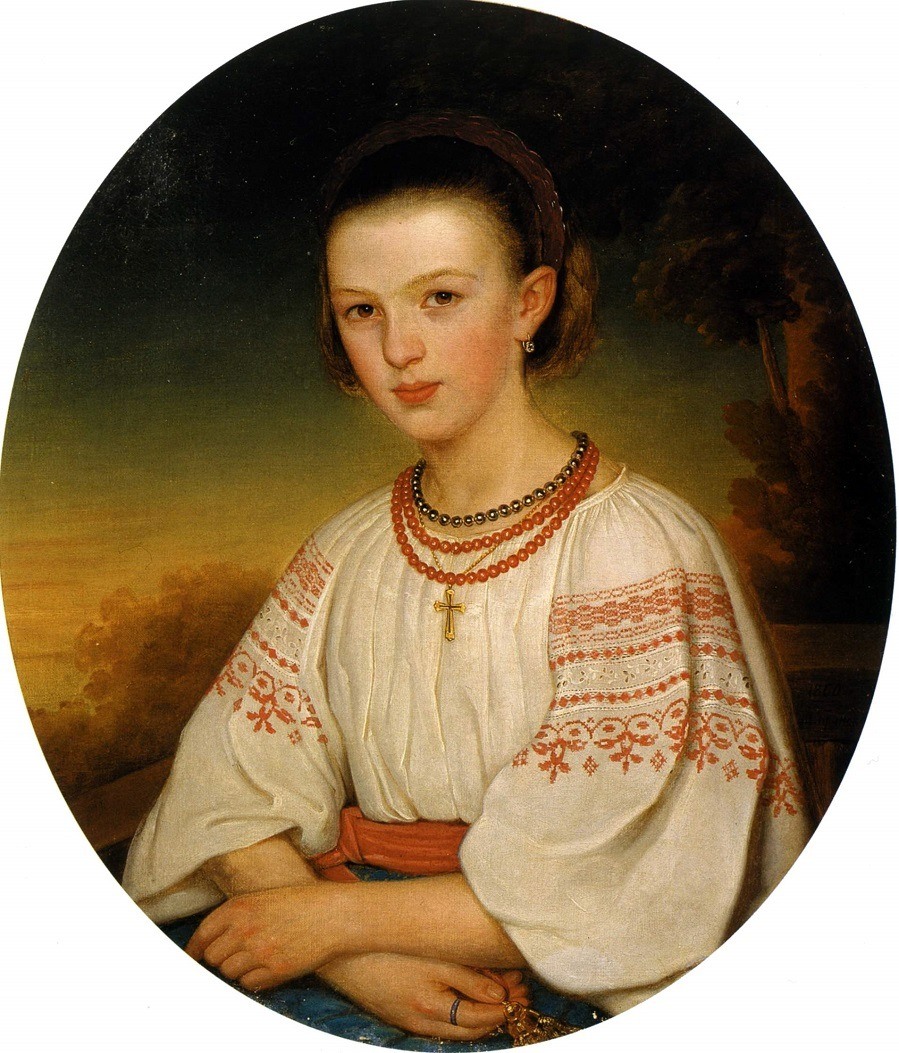
Ліза Дараган. 1860 p.
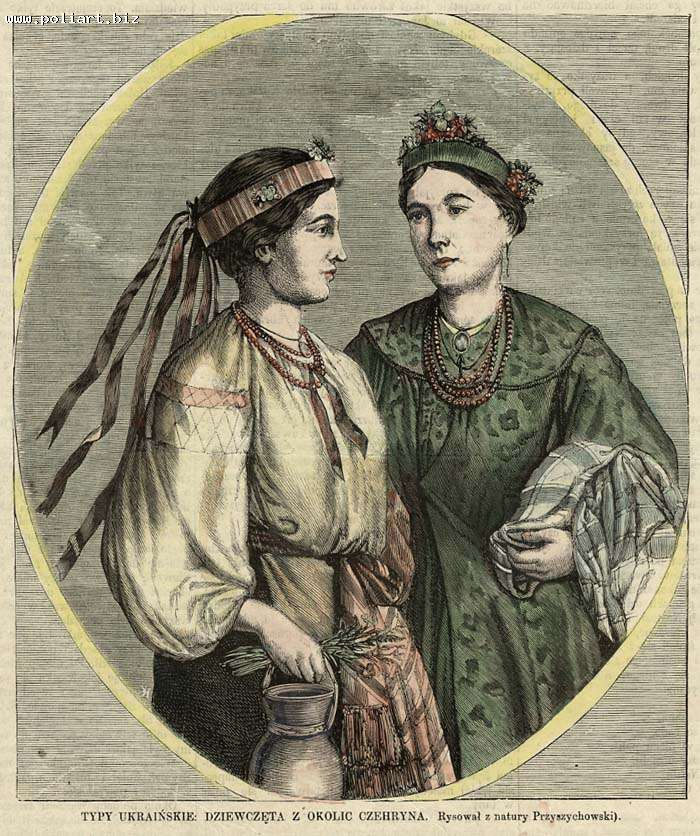
Дівчата околиць Чигирина 1863
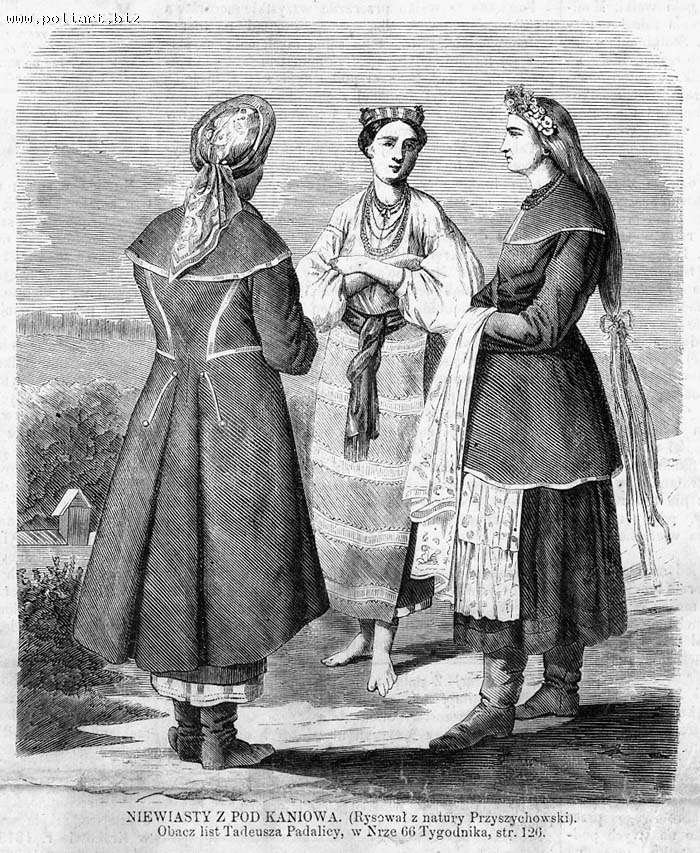
Дівчата з-під Канева
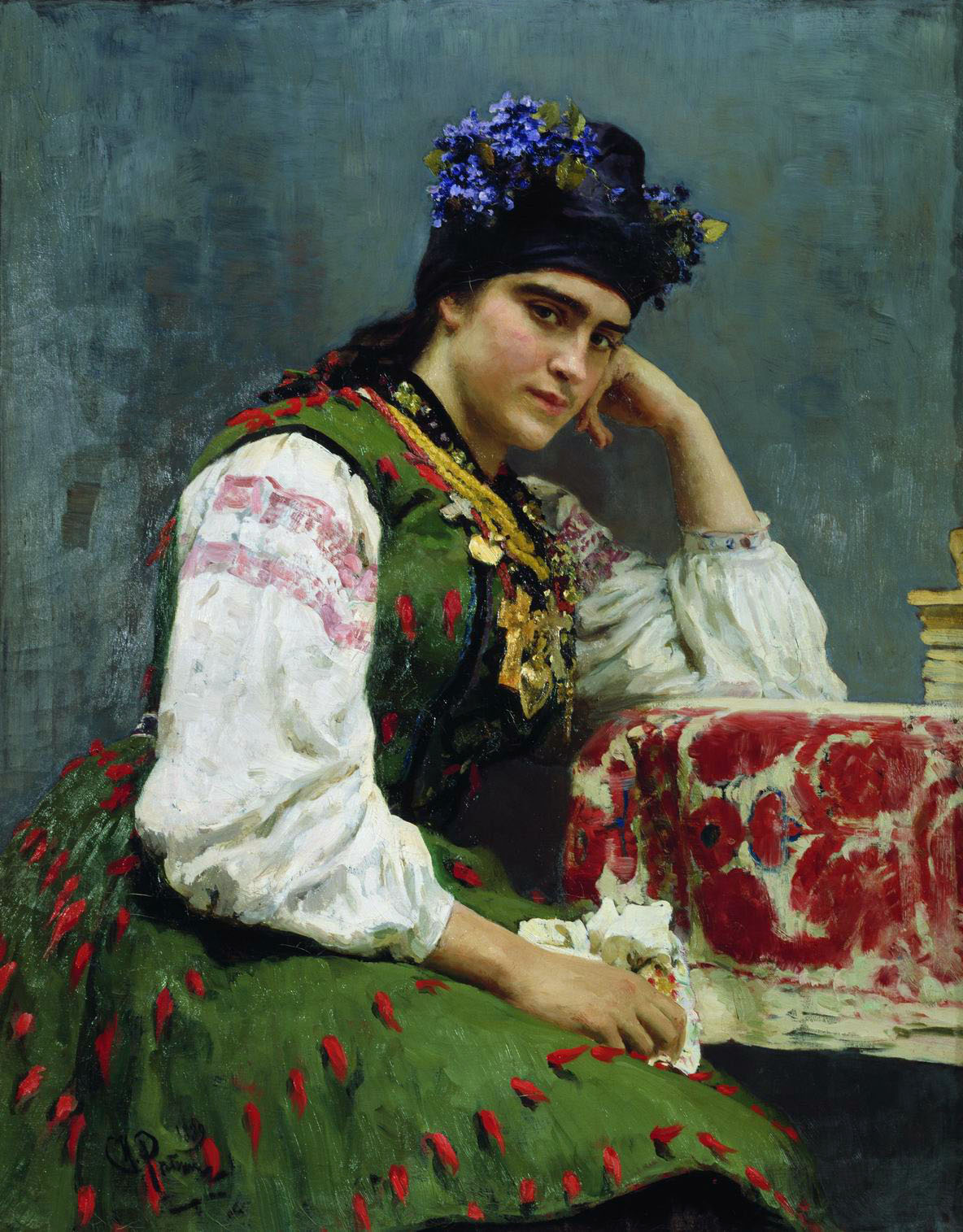
Портрет Софії Драгомирової 1889
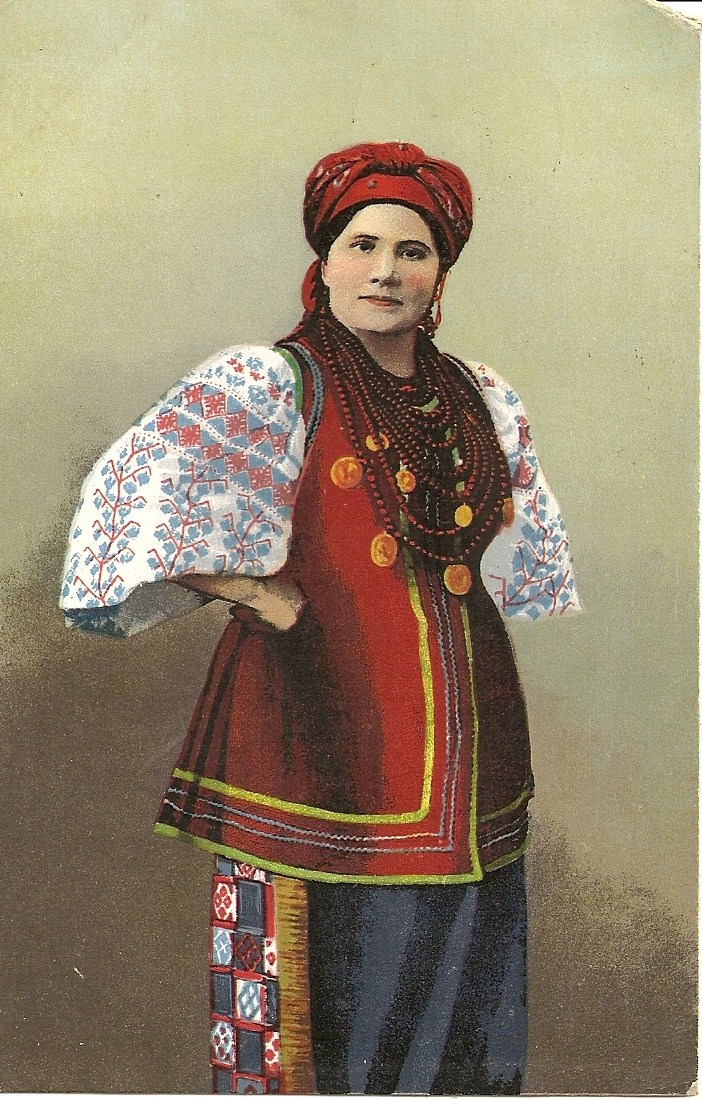
Український стрій

## Чернігівщина

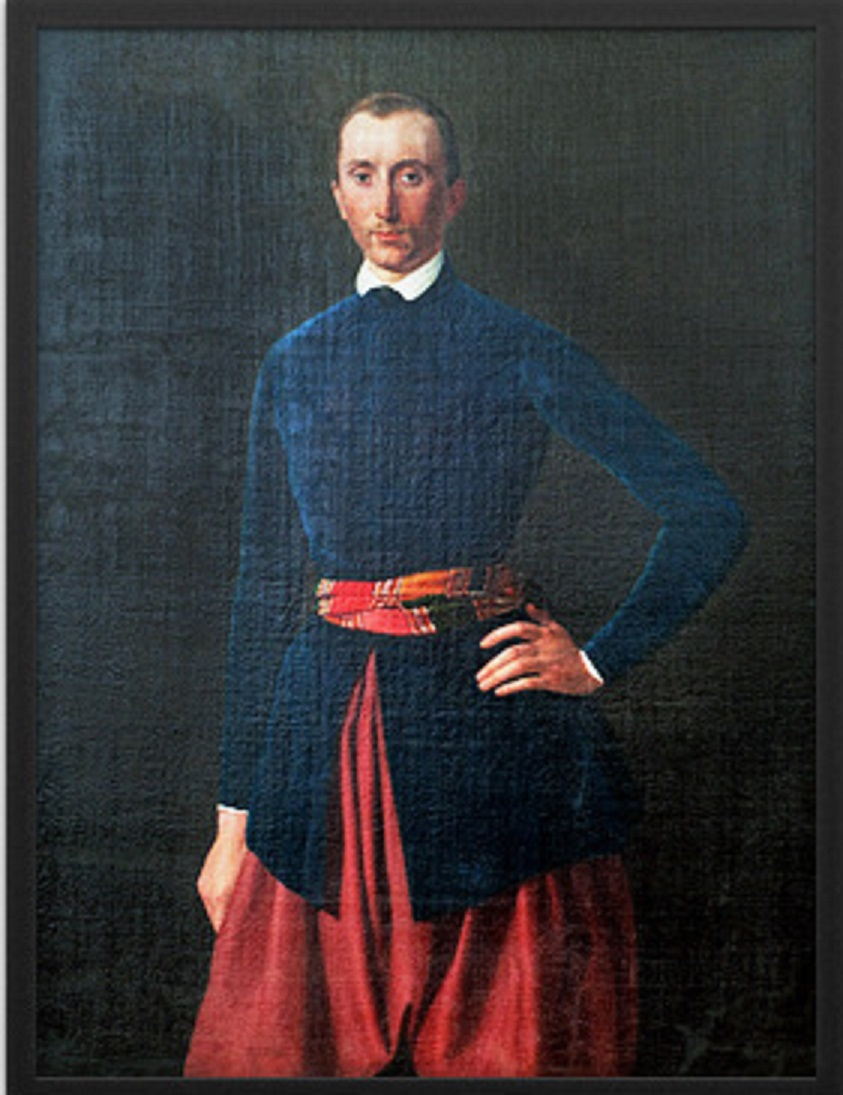
Григорій Галаган  в козацькому строї. 1843 p.
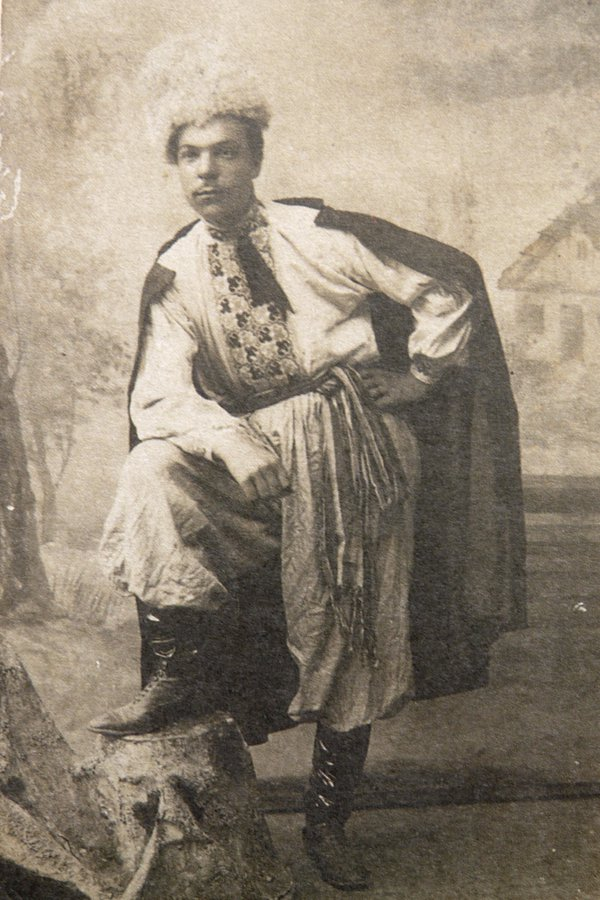
с. Сто́льне (Менський р-н, Чернігів. об.)
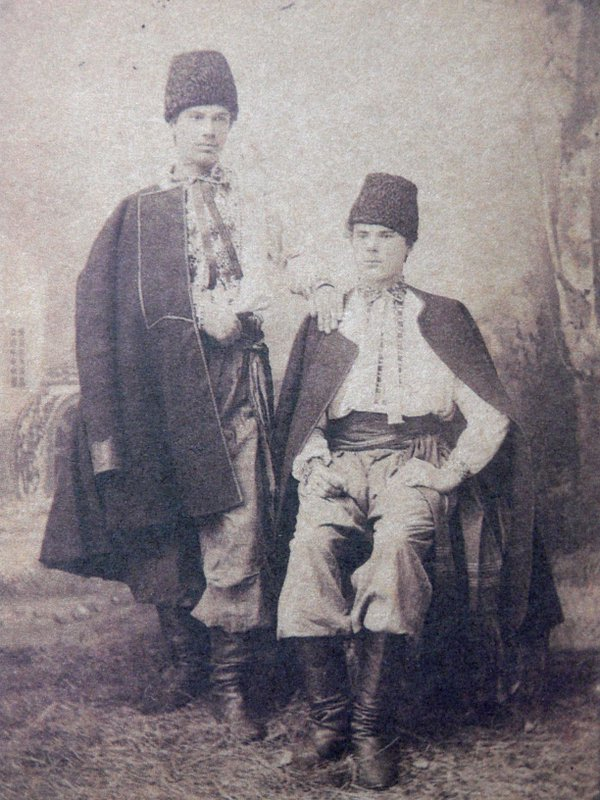
Грицько та Юхим. м. Чернігів, 1897 рік.
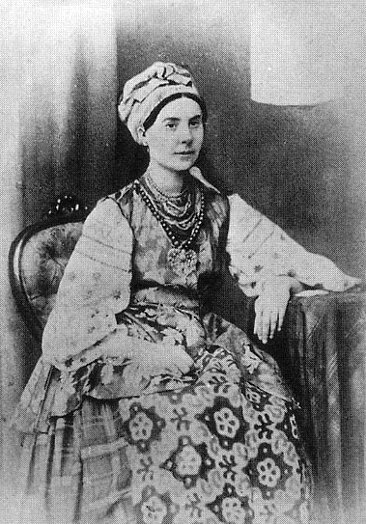
Ганна Барвінок (Олександра Куліш).1843 p.
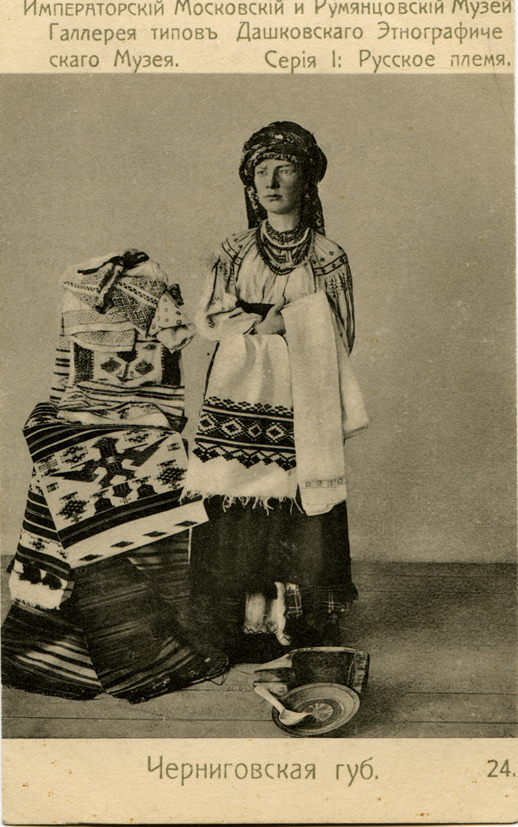
Чернігів
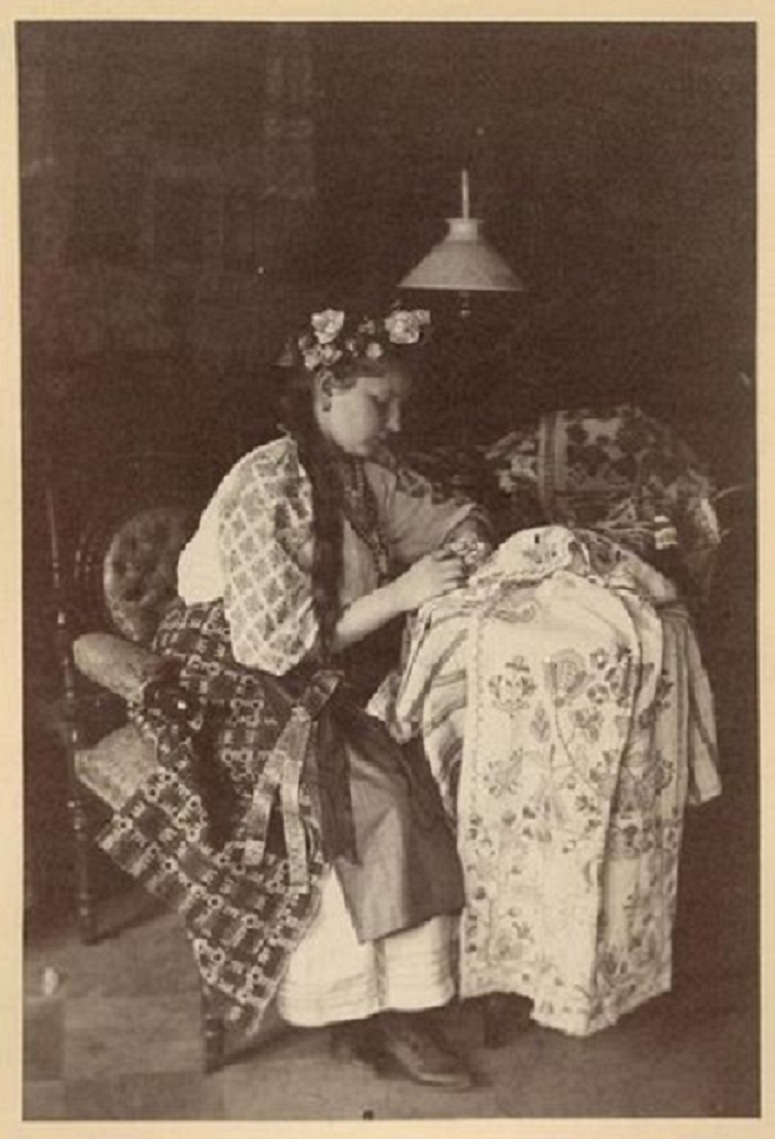
Дівчина. Чернігівська губернія, 1893

## Слобожанщина та Запоріжжя
Одяг Слобідського краю з незначними відмінностями був таким самим, як і на Полтавщині, Чернігівщині, Запоріжжі, Київщині, Черкащині.

Слобожанщина
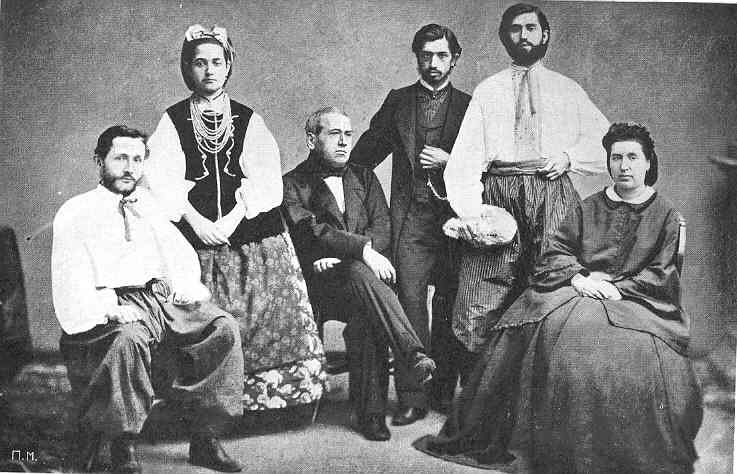
Григорій, Іван, Микола та Христя Алчевські
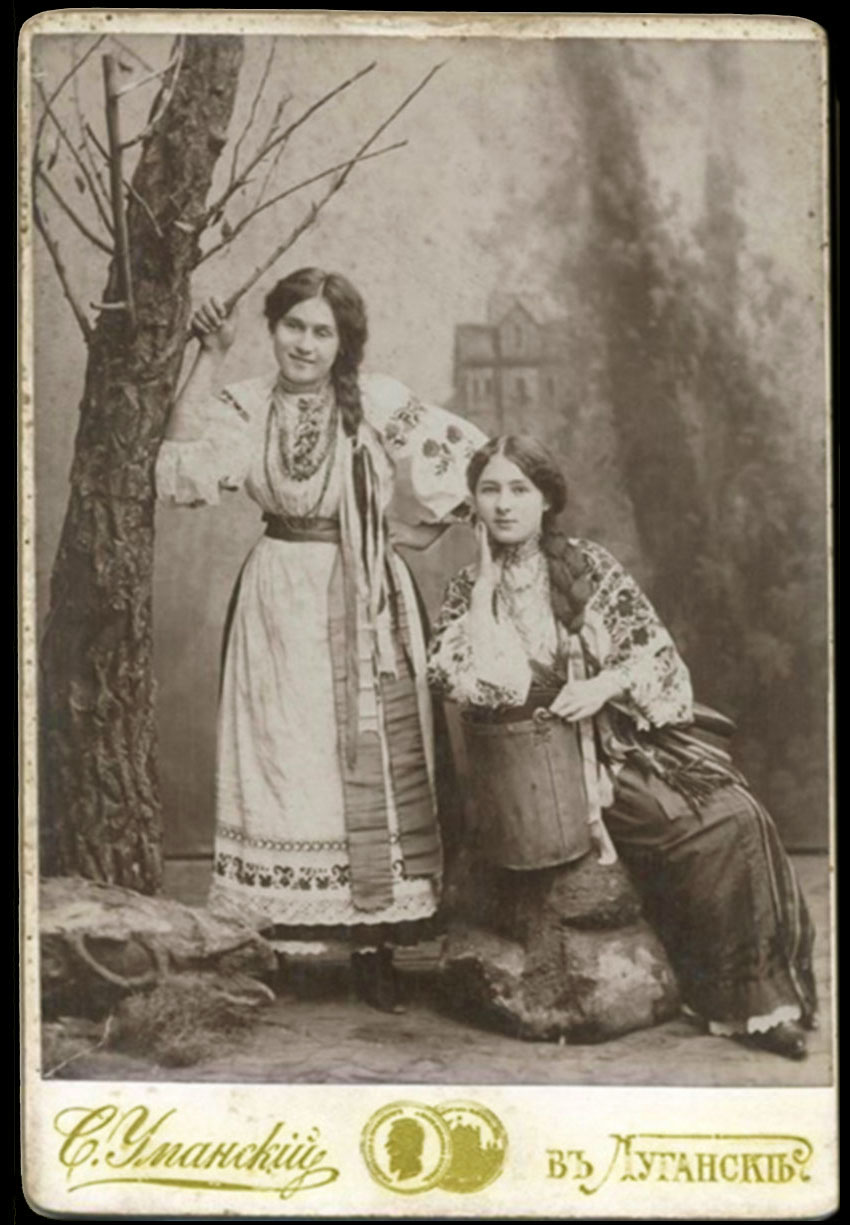
Українки з Луганська, початок XX століття
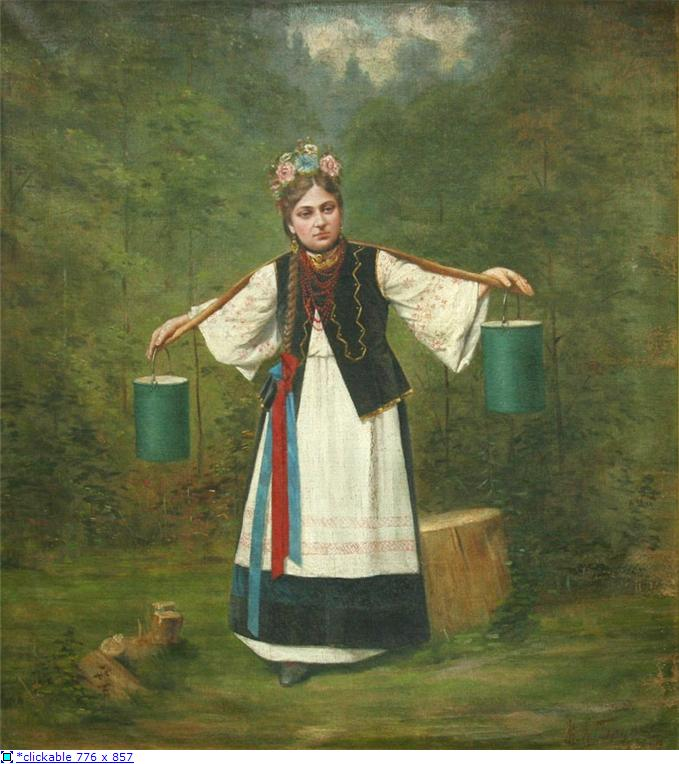
border
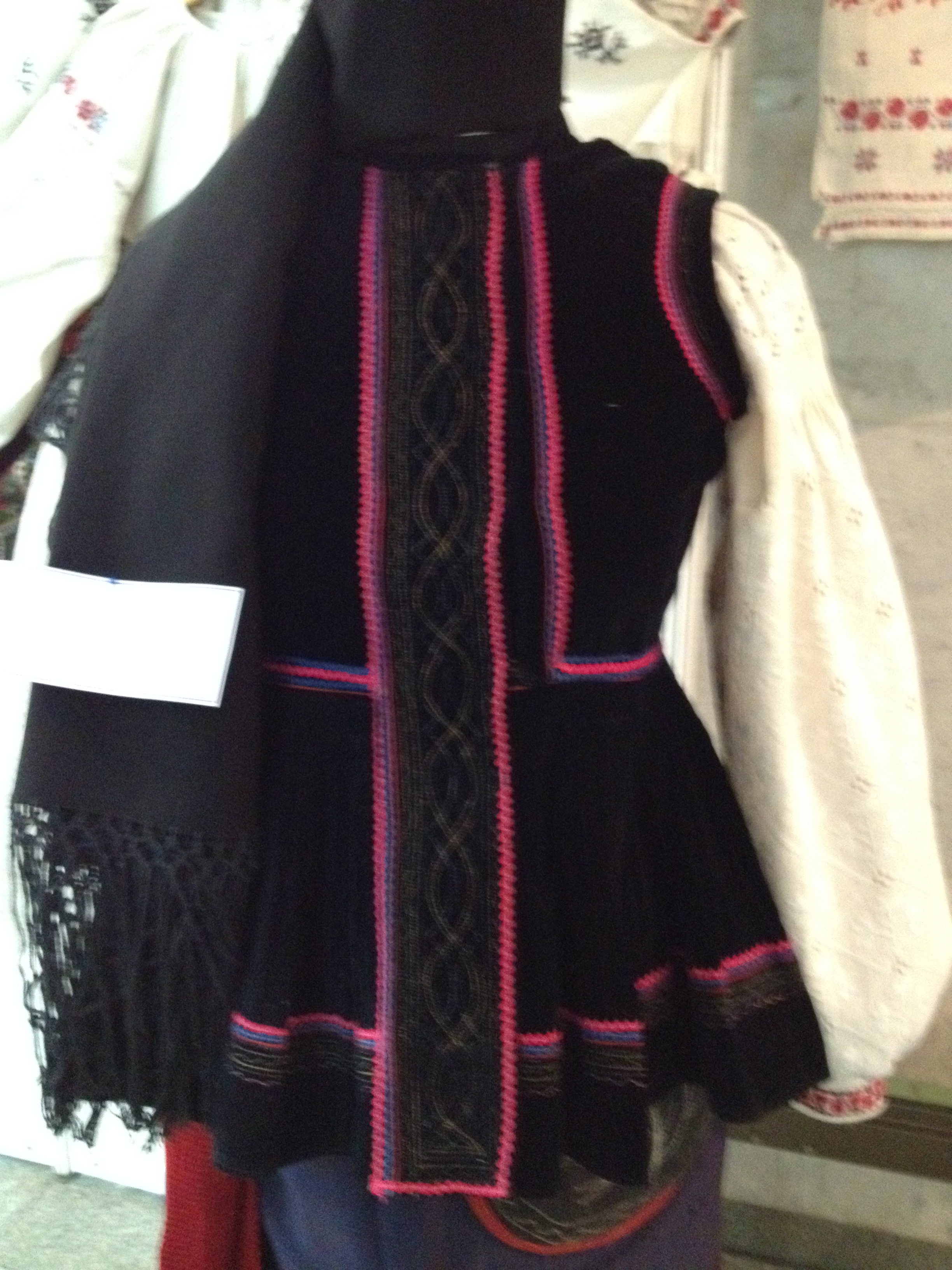
Корсетка, Луганщина
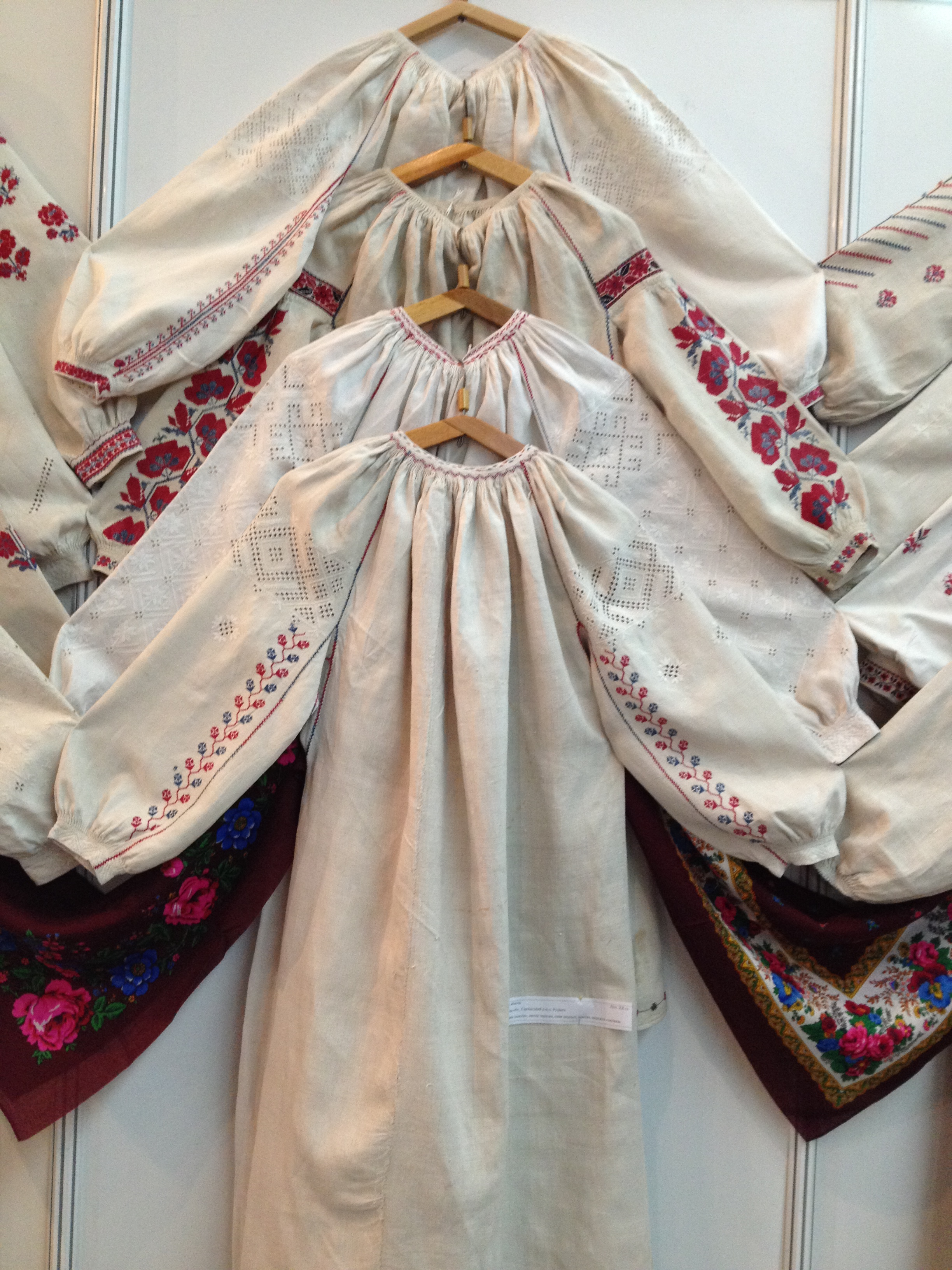
Жіночі сорочки, Луганщина
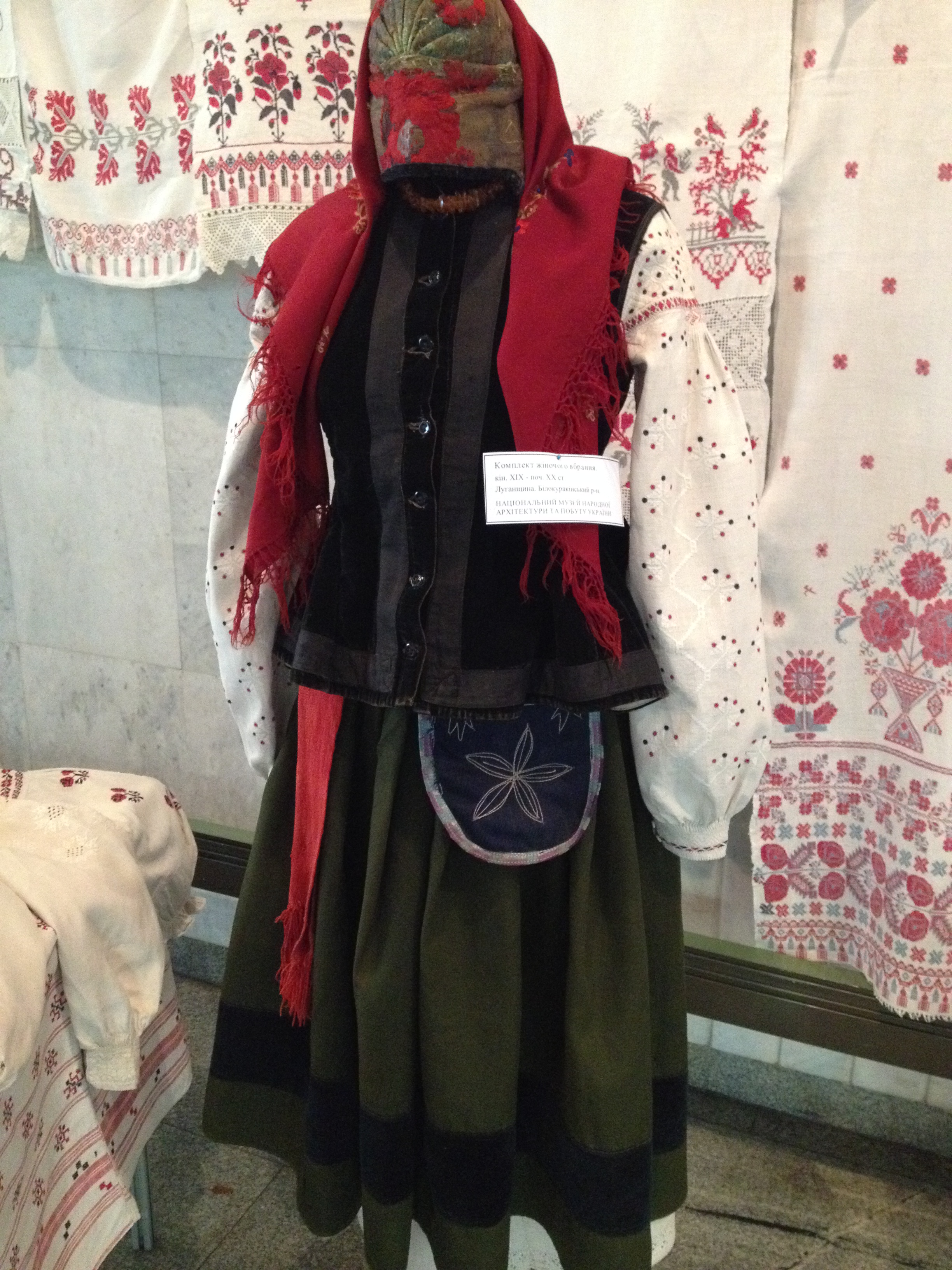
Жіноче вбрання, Білокуракинщина, Східна Слобожанщина

### Одяг шляхти
Українська шляхта носила одяг із шовку, оксамиту, тонкої вовни, яка поставлялась із Річі Посполитої, Австро-Угорської імперії, Османської імперії, Російської імперії. Носили лляні або шовкові сорочки, вишиті на рукавах та по долу червоною бавовною або шовком. Жінки зверху по сорочках обгортали стан плахтою, і по плахті носили шовкові або парчеві запаски (фартухи) або одягали дорогі, розшиті срібною або золотою ниткою спідниці. На шиї носили кілька ниток коралів або мониста, або перли чи алмази і кілька рядів золотих монет з золотим або срібним хрестом із коштовним камінням, замість хрестів носили також дукач, іконку або медальйон. Зверху по сорочці носили глухі глазетові або оксамитові корсети з розпашними полами, щоб видно було спідницю або обстроги — корсети без рукавів, розшиті золотими шнурами, зверху на корсети одягали кунтуші з вузькими рукавами. Кунтуші шились з парчі або люстрину в великі квіти. Літні кунтуші мали атласні підкладки і обшивки. Зимові кунтуші були підбиті дорогим хутром та обшивались соболем. Чоботи носили червоні, сап'янові, розшиті шовком і сріблом або золотом зі срібними підківками. Літом носили сап'янові черевики. Літом на голові жінки носили оксамитові кораблики, обшиті соболем, зимою круглі атласні або оксамитові шапочки з дорогим хутром. Старші жінки зверху по шапочці пов'язували намітку. Зимою носили жупани (шуби) і муфти з лисиці чи соболя, такі шуби покривались зверху дорогими тканинами.
Панянки (панночки) носили тільки шовкові плахти, передник; як верхній одяг були вузькі корсети з оксамиту чи штофу, обшиті золотими шнурками. Зверху носили атласні, а також оксамитові або парчеві з яскравою підкладкою кунтуші, обшиті шнурками. Волосся зачісували гладко в косу з стрічками. На руках носили золоті персні з коштовним камінням. На ногах носили черевики з тонкого сап'яну, розшиті золотом (сріблом). В руках тримали вишиту червоним шовком хустку. Рум'ян та білил ніколи не вживали.
Козаки носили широкі штани, каптанок, підперезаний поясом. Поверх каптанка носили черкеску з відкидними рукавами, на голові носили високі смушеві шапки з кольоровим верхом із сукна, на поясі на ретязьку носили ніж та шаблю, здебільшого криву. Полковники та козацька старшина оторочували свою одежу дорогим хутром або золотим (срібним) шнурком. Гетьмани в руках мали булаву, а полковники — пернач.

### Одяг посполитих
Посполиті (тобто прості люди) носили свитки (чорні, білі, сірі) з сукна. Свитку з каптуром називали — кобеняк. Зимою носили кожухи, багатші носили байбарак — кожух покритий сукном. Окрім цього носили також кунтуші, киреї, сіряки. На голові носили смушеві чорні або білі шапки, на ногах чоботи. Шаровари носили шерстяні або лляні. Сорочки на рукавах та на комірах були завжди вишиті червоною бавовною.

### Жіночий одяг
Жінки носили просту дергу чорного або коричневого кольору або суконну плахту в клітинку (клітки були червоного, синього кольору, або червоні з синіми.) з запаскою. Дергою обгортали стан по сорочці. Клітинки в плахтах вишивали часто шовком, а за козацьких часів срібною або золотою ниткою. На Полтавщині носили плахти жовтого, а на Чернігівщині зеленого кольору. Спереду до плахти носили яскравого кольору запаску або фартух. Зверху одягали свиту або корсетку, а зимою кожух, в старовинну носили жупани з іноді відкидним коміром розшитим червоними нитками. На ногах носили червоні, жовті або зелені чоботи.
За козацьких часів сорочки вишивали шовком. Дівчата в косу заплітали стрічку. Жінки носили на голові парчевий або шовковий очіпок. На Лебединщині довгасті «кораблики», на Охтарщині круглі очіпки.

### Запорожці
Носили дорогі каптани та жупани, розшиті на грудях та на рукавах золотим шнуром. Шаровари носили червоні, шириною до 5 аршинів, підпоясані шовковим поясом.
Такий одяг носили жінки запорозьких козаків. Жінки носили шерстяні плахти і до плахт запаски або передники. Як верхній одяг носили бавовняні або суконні каптани, багатші носили оксамитові. Верхнім одягом була свитка з китайки чи сукна. На ногах носили червоні або жовті сап'янові чоботи. Літні жінки на голові носили намітки, а одружені хустки. Дівчата носили на шиї до десяти ниток мониста, з золотими чи срібними дукачами а також скляні намиста та коралі. На ногах літом дівчата носили черевики, а зимою чоботи з сап'яну. На голові носили стрічки та живі квіти. Носили також багато перснів та сережок.

Запоріжжя
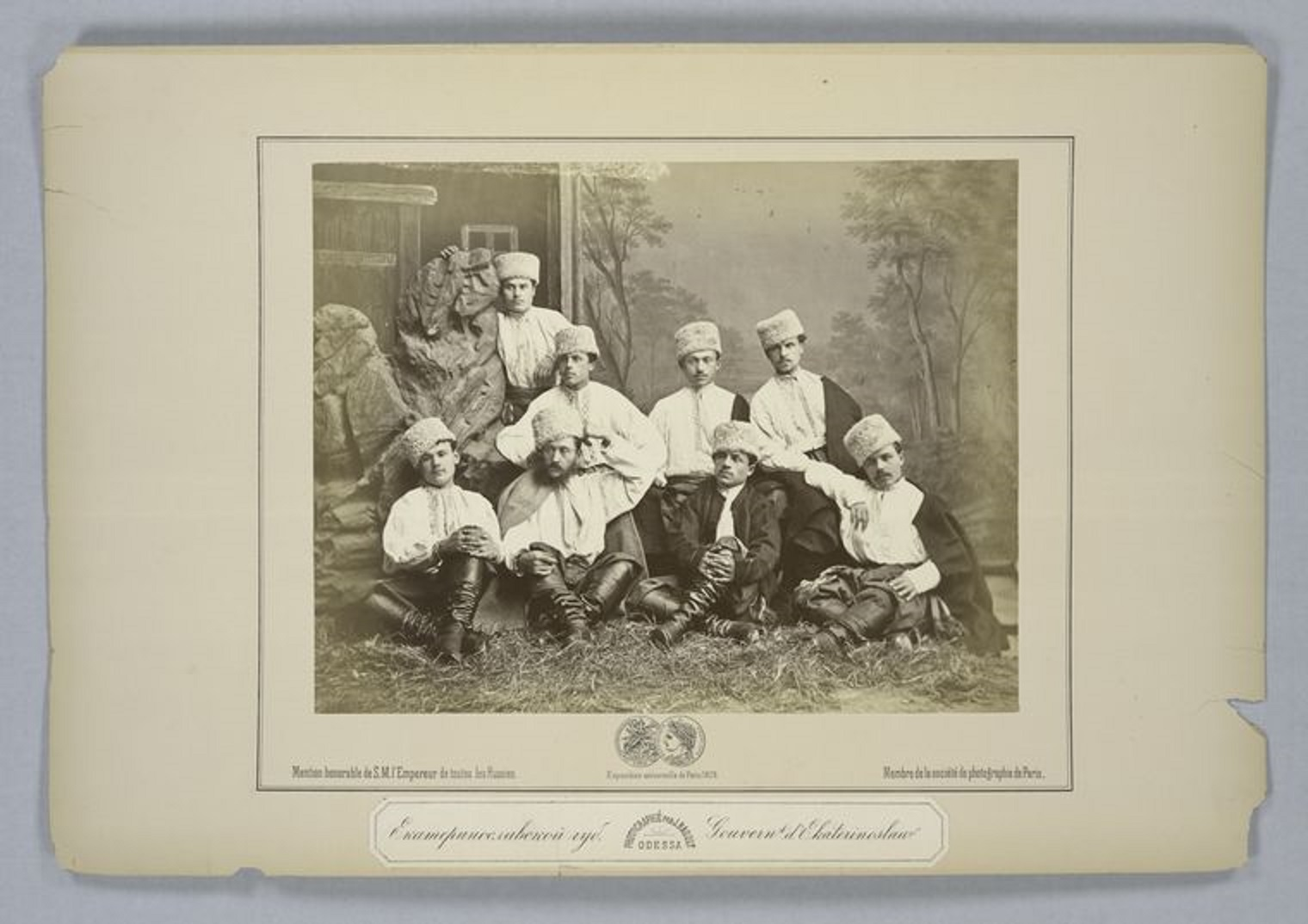
Катеринославська губернія, 1860 рік
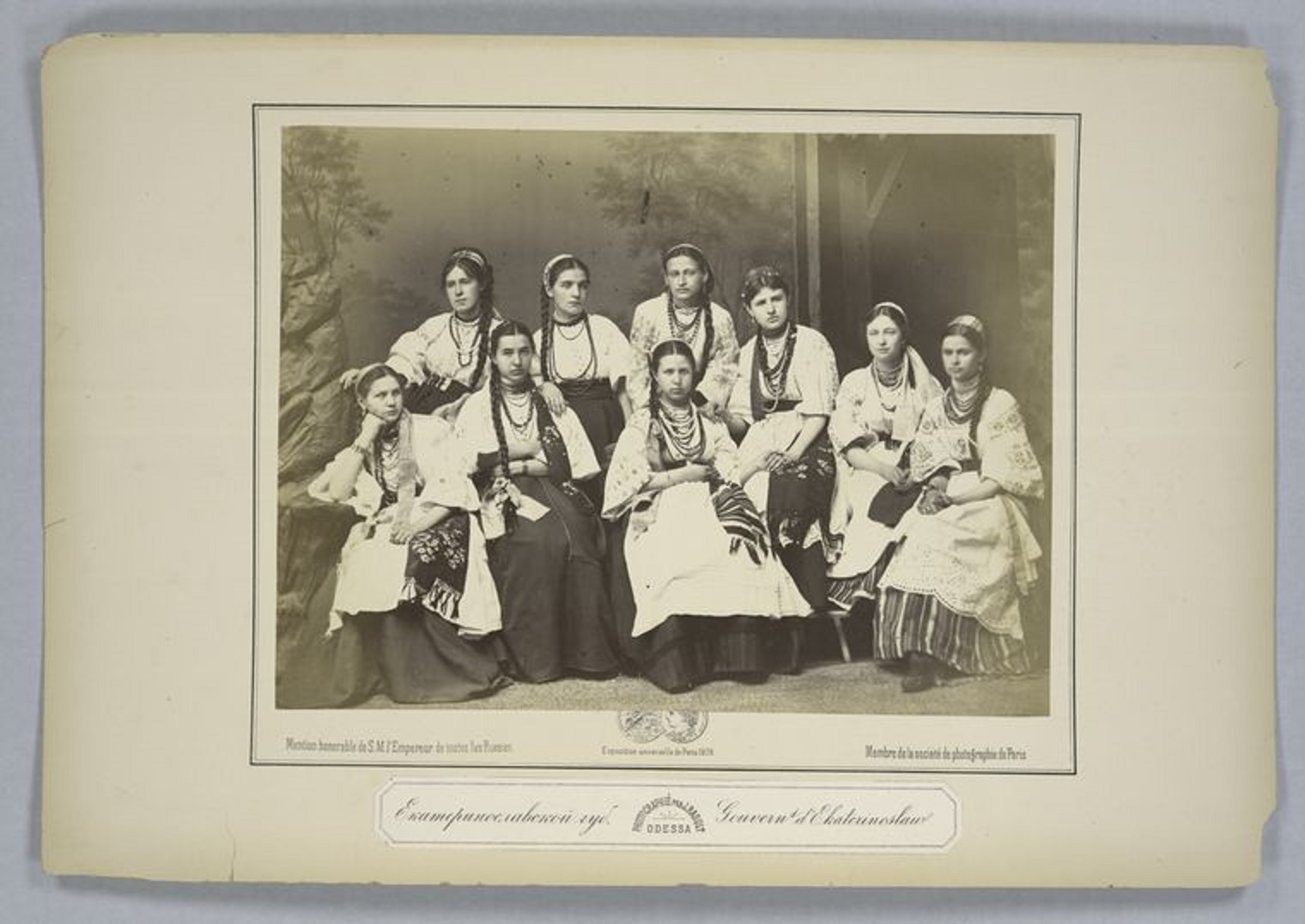
Катеринославська губернія, 1860 рік
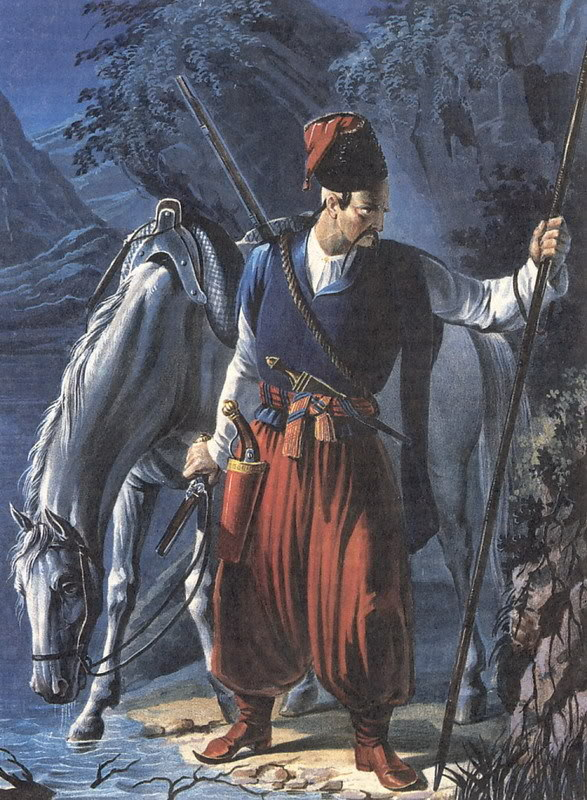
Запорізький козак
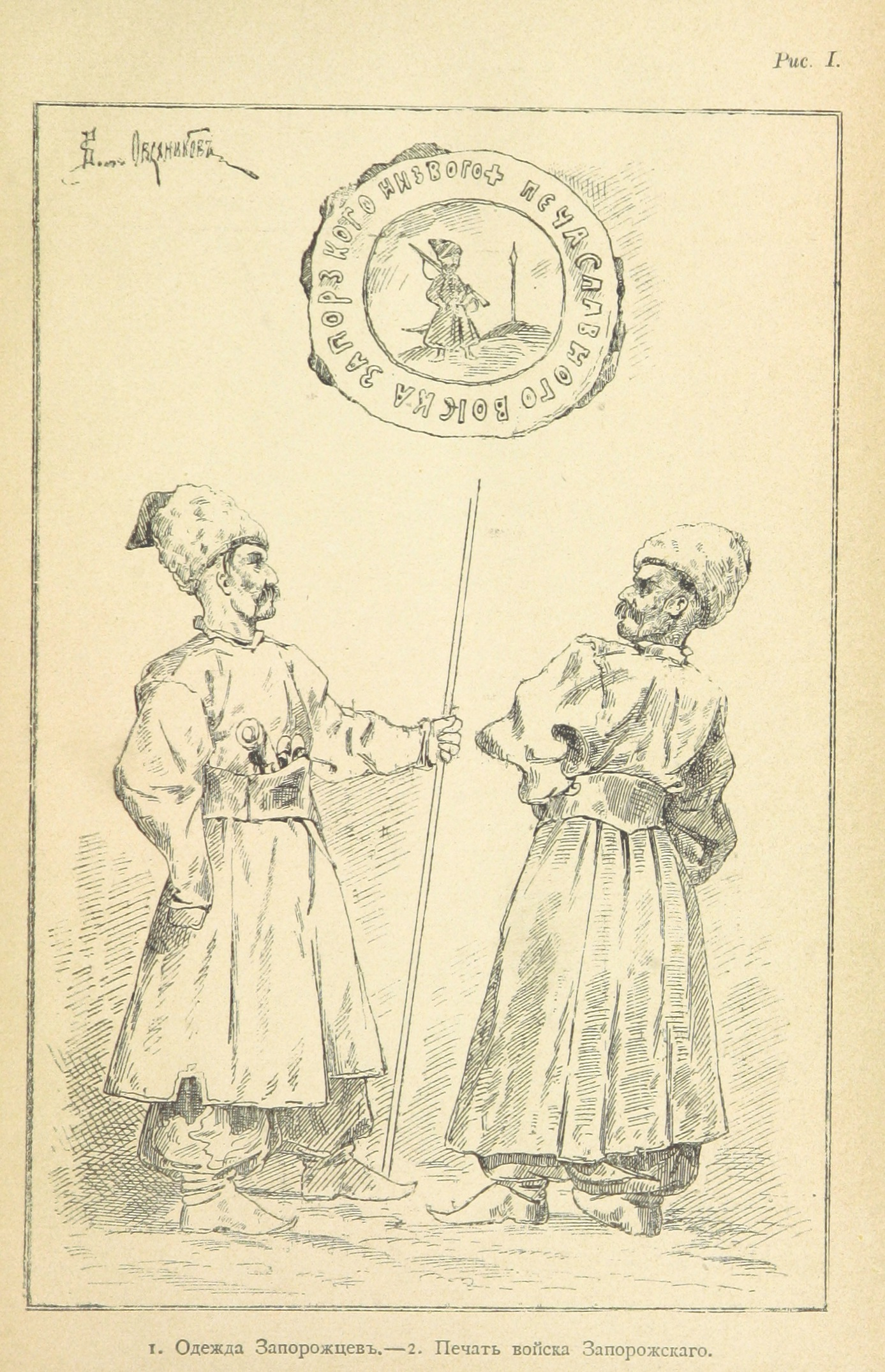
Запорожці. Стрій та герб
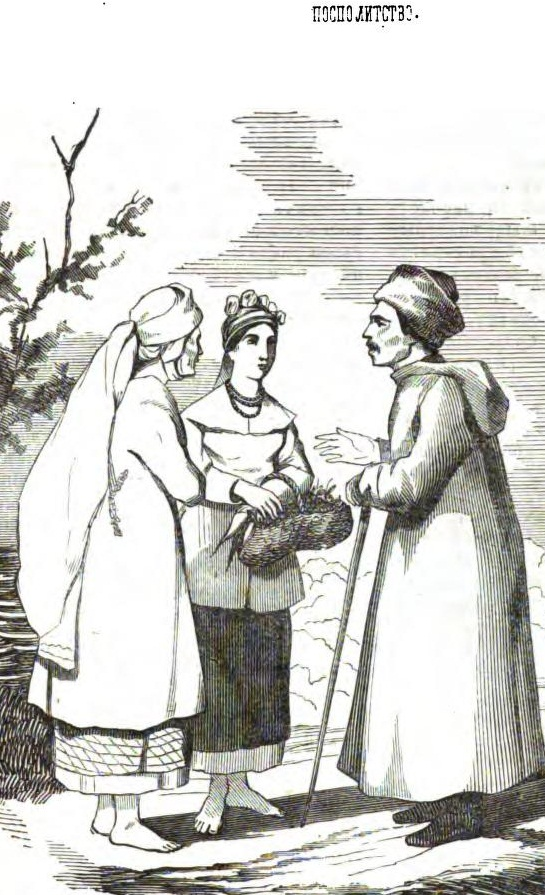
Посполиті
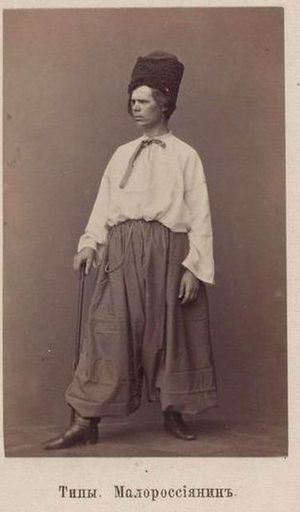
border

## Волиняни та їхній стрій

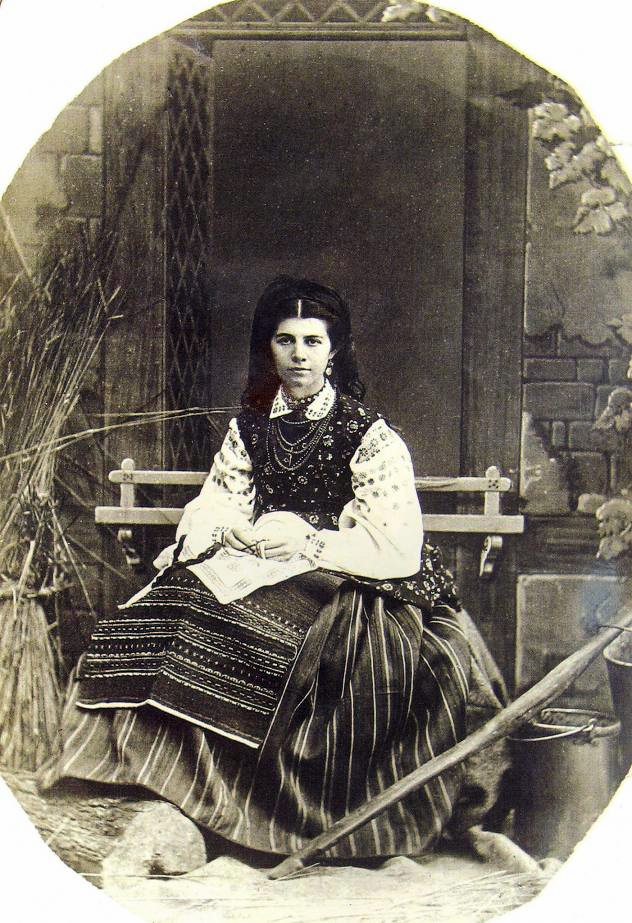
Олена Пчілка в волинському строї

Волиняни — етнографічна група українців які мешкають на Волині. До цього етнографічного регіону відносяться землі колишніх князівств: Перемишлянського, Белзького, Бузького. Межу можна провести від Бродів, Золочева, Львова до Самбора, Старої Солі.

### Чоловічий стрій
Конопляна сорочка або кошуля, шили її зі зборами, коміром, уставками (подвійними плечами), рукави були з дудицями (вузькими обшивками), які зав'язувались тороками чи шнурком. Розріз на грудях був доволі довгий (до живота). Комір защіпали мідною шпонкою або гарусною червоною стрічкою. Рукава та пазушину тут ніколи не вишивали кольоровими нитками. Сорочка була довжиною до колін або і ще нижче. Сорочку в деяких місцях заправляли в штани, а в інших носили поверху штанів. Сорочки господарів та парубків шилися з тонкого полотна, а хлопчиків-пастушків з грубого (дванадцятки). Штани шилися з того самого полотна з паском і защіпалися на ґудзик. На голові носили солом'яні капелюхи. З подвір'я чоловіки виходили завжди з покритою головою.
Зверху по сорочці носили сукману (чорну, білу, сіру). Також носили серм'ягу (свитку, гуню) пошиту до стану з коміром-стійкою і з трьома зборами по боках. Замість кишень були прорізи з клапанами. По швах серм'яга була обшита шнурками. На Перемишлянщині носили гуню. В львівському повіті носили зверху полотнянки з полотна. Старші чоловіки, господарі та парубки носили зверху опончу. Опонча мала крій сіряка, але шилася вільнішою та з бородицею. Жіночі, чоловічі, парубоцькі та сіряки дівчат мали свої мотиви оздоблення. Сіряки та опончі мали біля коміра пришиті бовтиці, які закидали за плечі. Зимою чоловіки носили з білого чи сірого сукна холошні, крій яких був такий самий, як і крій полотняних штанів.
Зимою носили довгі кожухи з чорного хутра пошиті завжди до стану з коміром-стійкою або викладним. Кожух защіпався на мілкі ґудзики та був вишитий шовком. Кожух належав до строю, тому його могли одягати в великі свята також і влітку, на Петрівку. До строю обов'язково належав пояс, найчастіше малиновий.
Шапки носили на завісах, з чорного, рідше з сивого каракуля з суконним верхом. Волосся на голові брили, залишаючи зверху чуприну. Бороди запускали тільки діди, вуса носили всі.
На ногах носили шкапові чоботи руського крою. Чоловічі чоботи були з круглими носами, а жіночі з гострими.

### Жіночий стрій
Жінки носили полотняні сорочки та спідниці. Сорочки жіночі мали крій подібний до чоловічих, тільки з меншим розрізом на пазусі. Сорочки не вишивалися кольоровими нитками і вставки були зовсім білі. На шиї носили різнокольорові скляні коралі, а також мідний хрестик та менталик (медальйон). Спідниці носили також з полотна, тканого в білі та небесні смуги — дими. Спідниці з фабричного сукна називалися — фартух. Жінки та дівчата носили до спідниць білі полотняні передники. Дівчата заплітали волосся в дві коси, викладали їх на голові вінком та прикрашали квітами. Жінки покривали голову в'язаним чепцем та зверху пов'язували хустку так, щоб на маківці видно було чепець. У свята жінки одягали перемітки або рантухи. Верхнім одягом жінок були сіряки або переважно білі свити, подібні на чоловічі, тільки відрізнялися вони незначно кроєм та оздобленням. Заможні жінки носили подібні на міщанські сині катанки. Кожухи жінки носили рідко, переважно покриті синім сукном бекеші, підшиті частіше білим каракулем або лисячим хутром. На ногах носили чорні чоботи руського крою.
Коби мені не чепець, не червона хустка,
Я би собі погуляла, як на воді гуска.

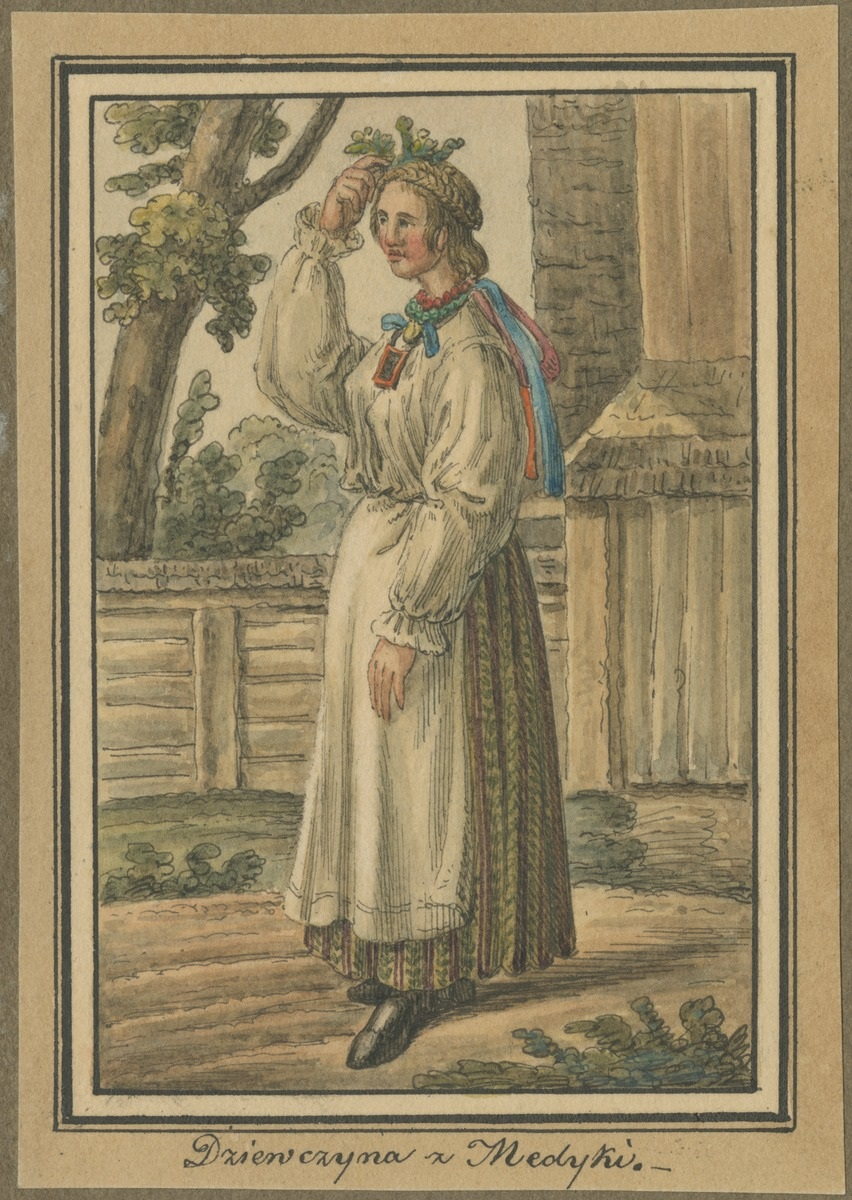
Дівчина
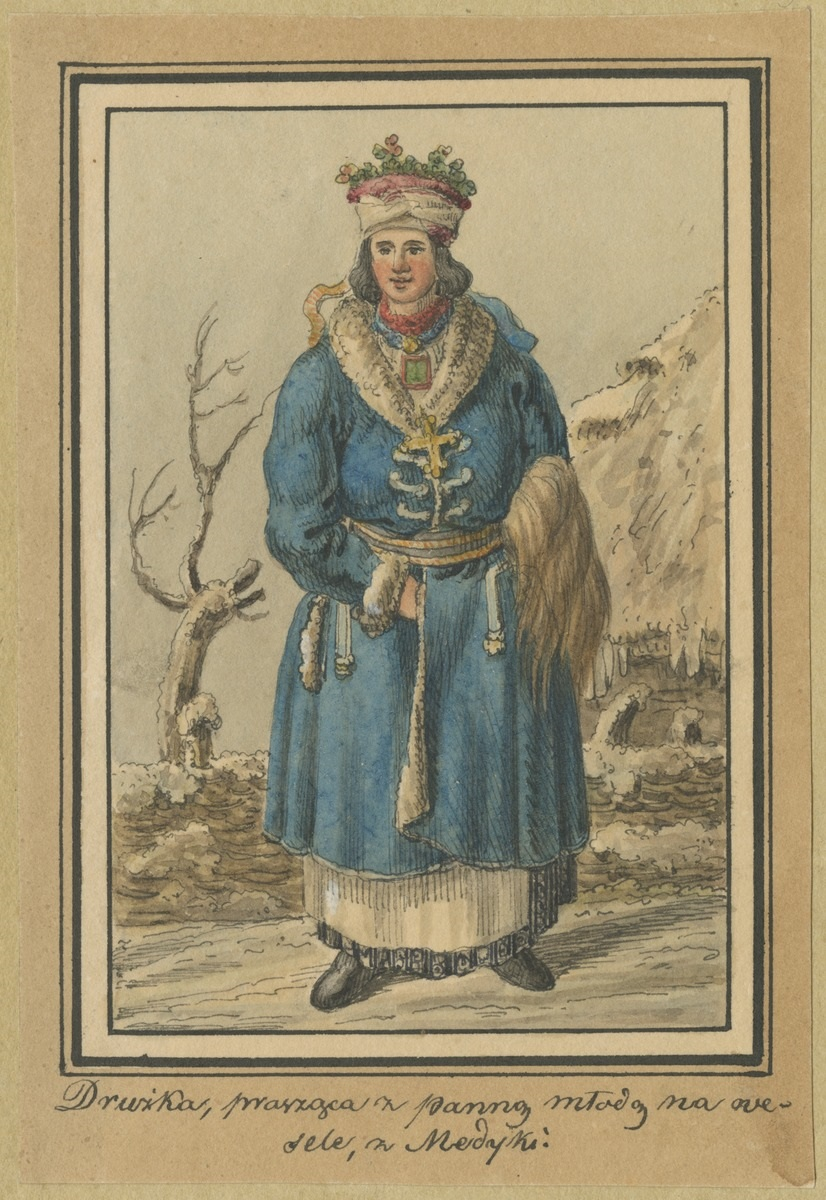
Дружка в святковому одязі
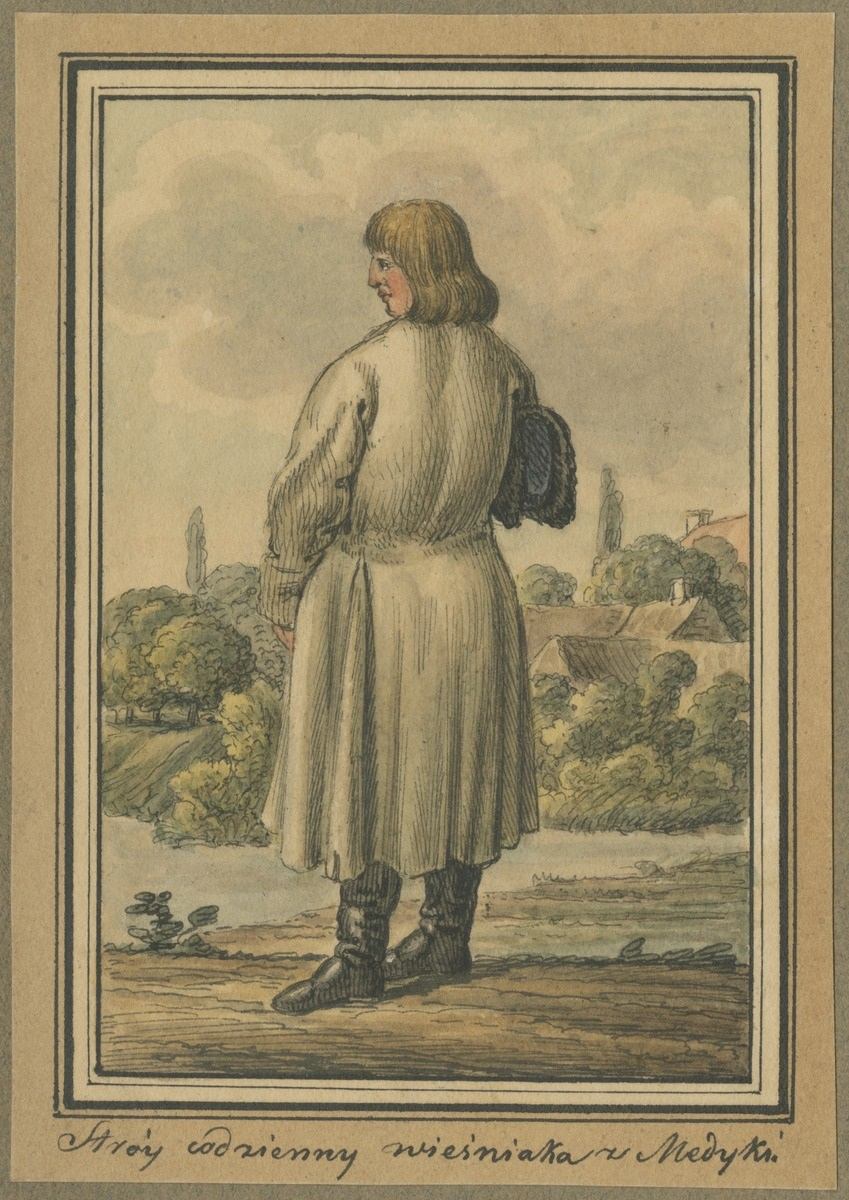
Чоловік в повсякденному одязі
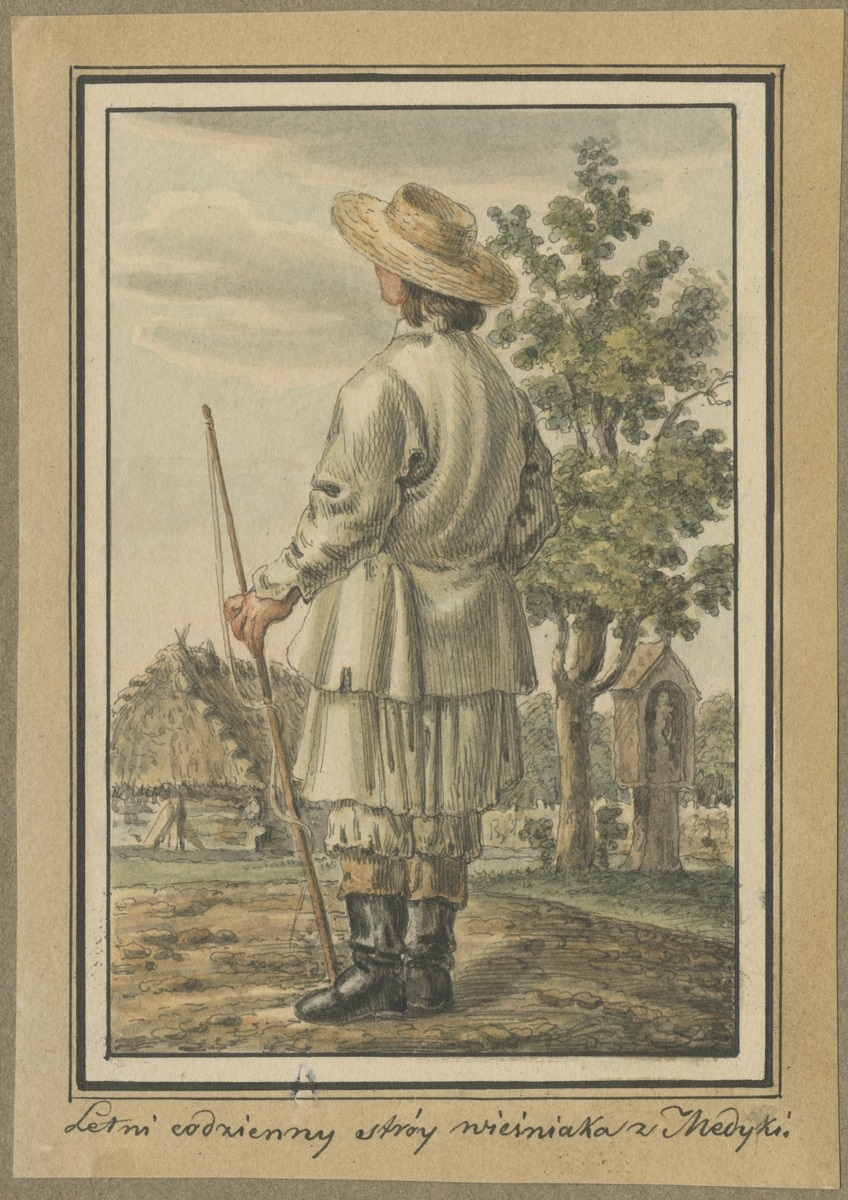
Чоловік в літньому повсякденному одязі
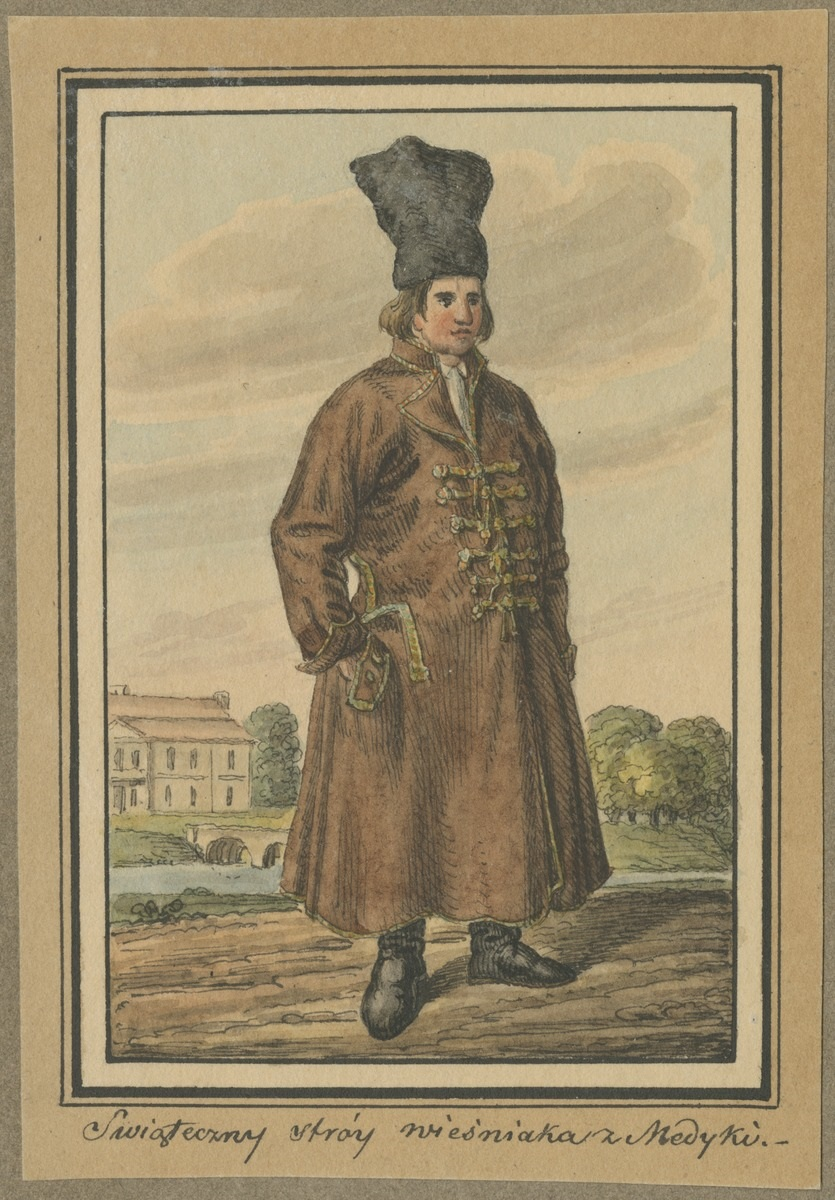
Дружба
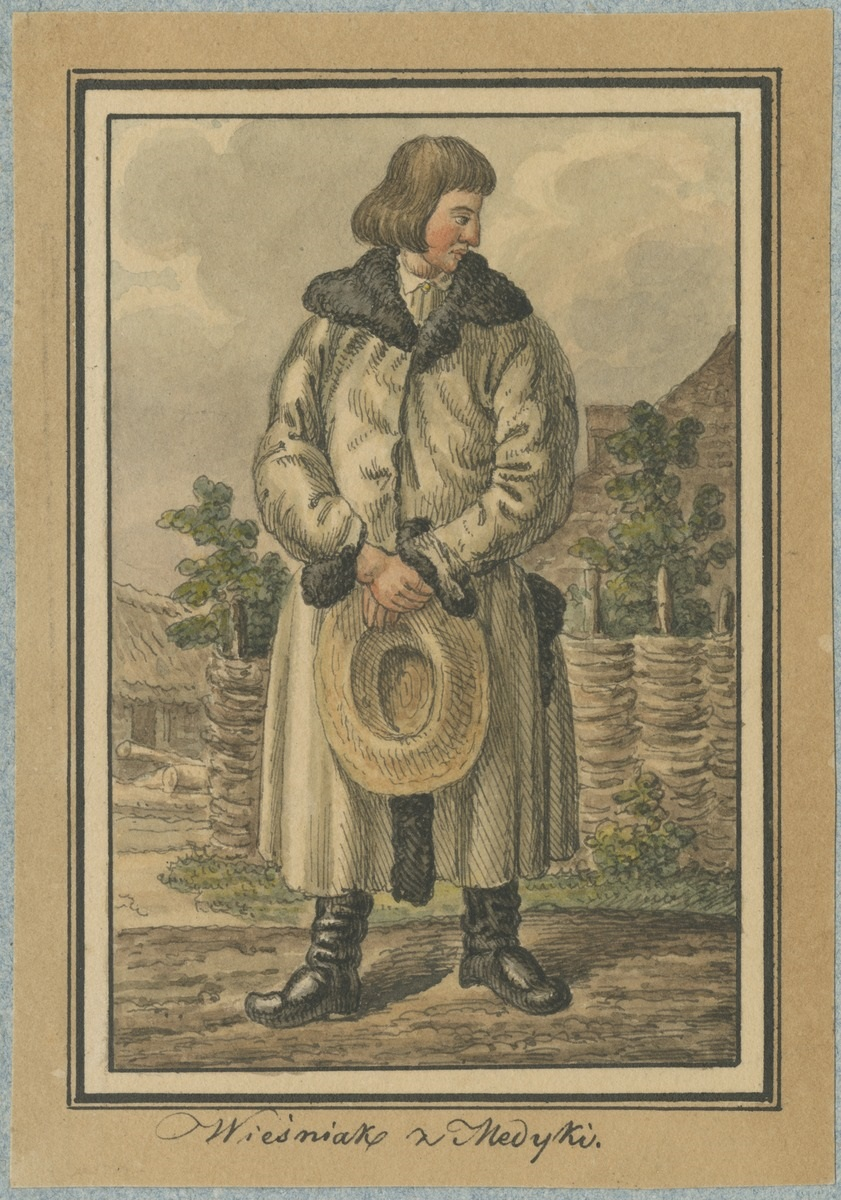
Леся Українка у волинському народному вбранні. 1878–1879 роки
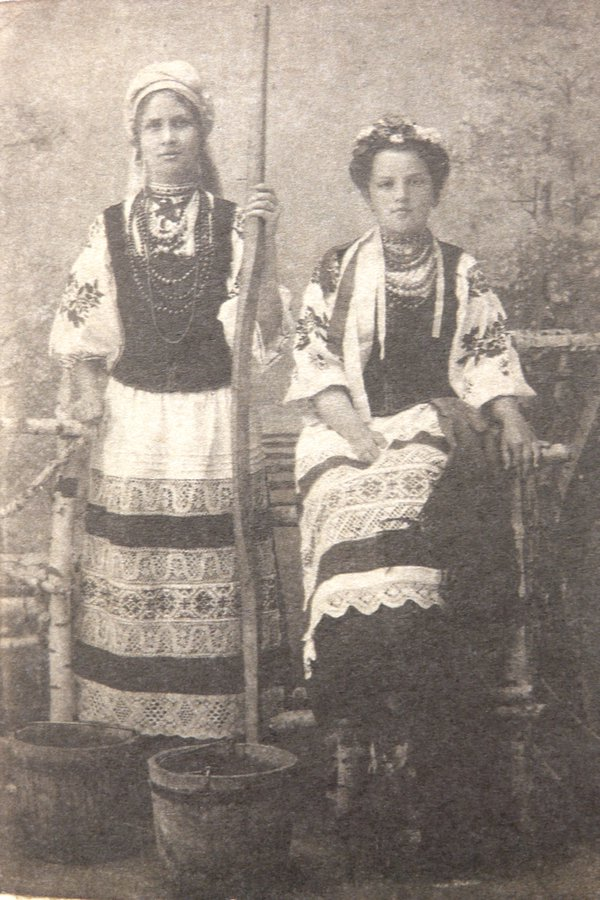
Житомир 1913
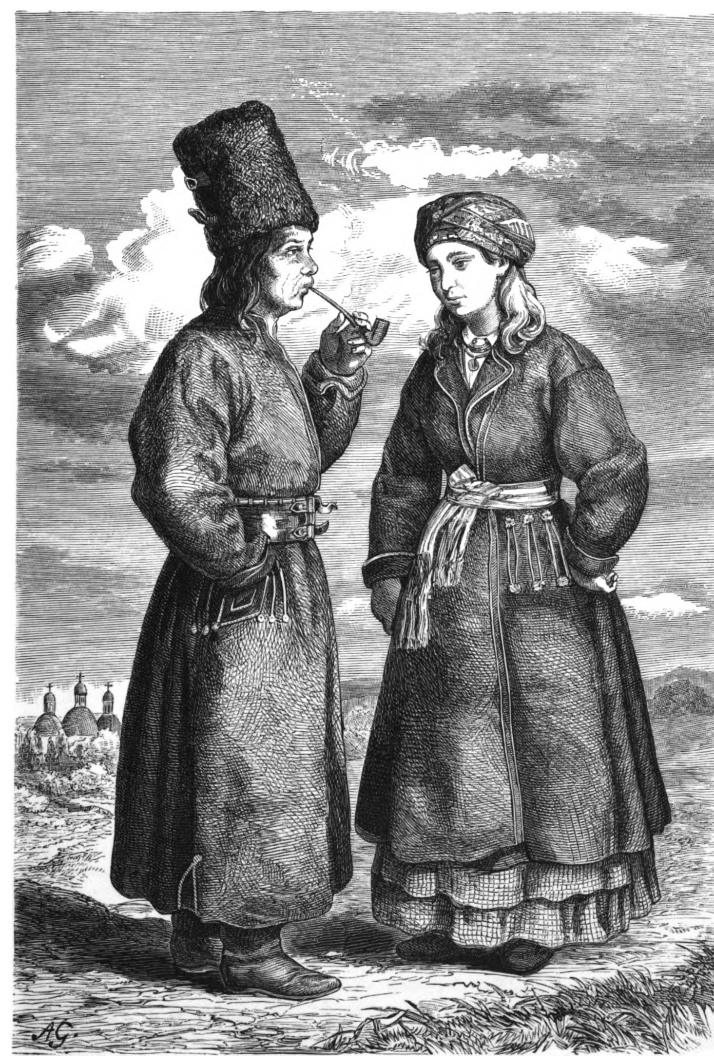
Русини с. Стрептова, Золочівського повіту
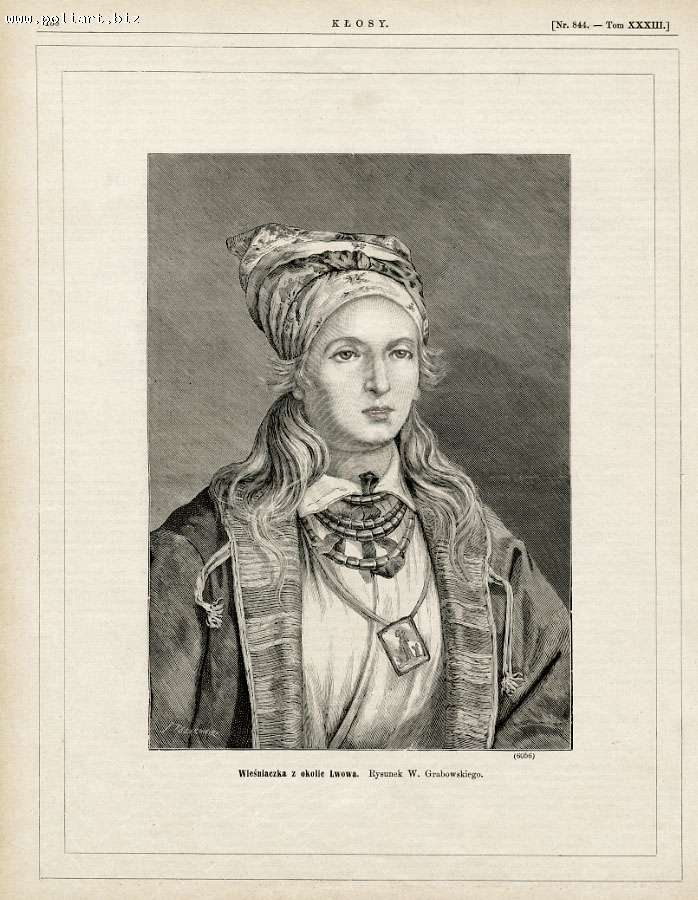
Околиці Львова. 1881.Артур Глотгер
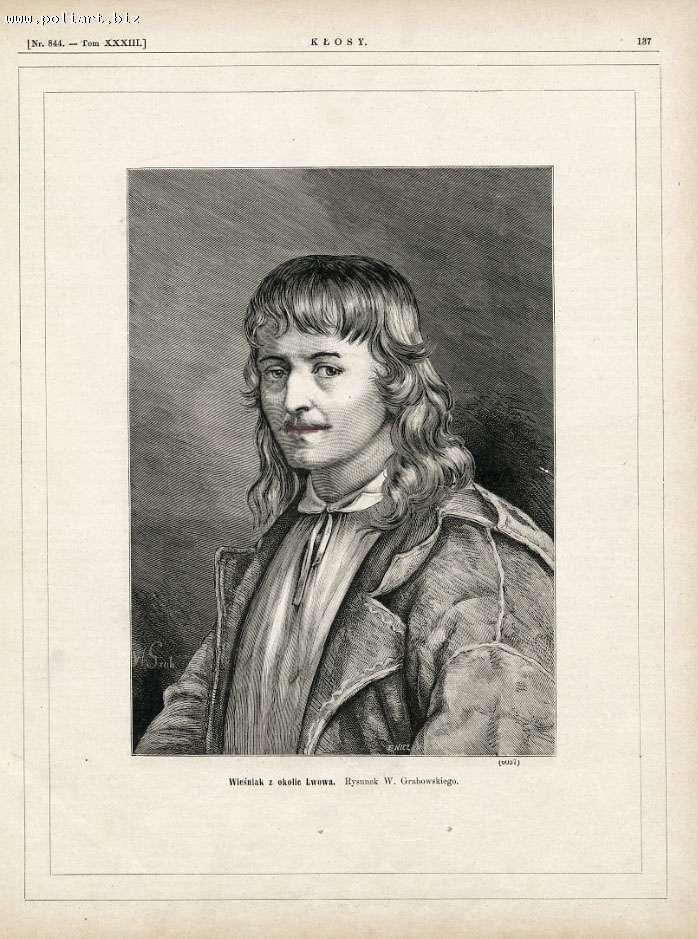
Околиці Львова. 1881. Артур Глотгер
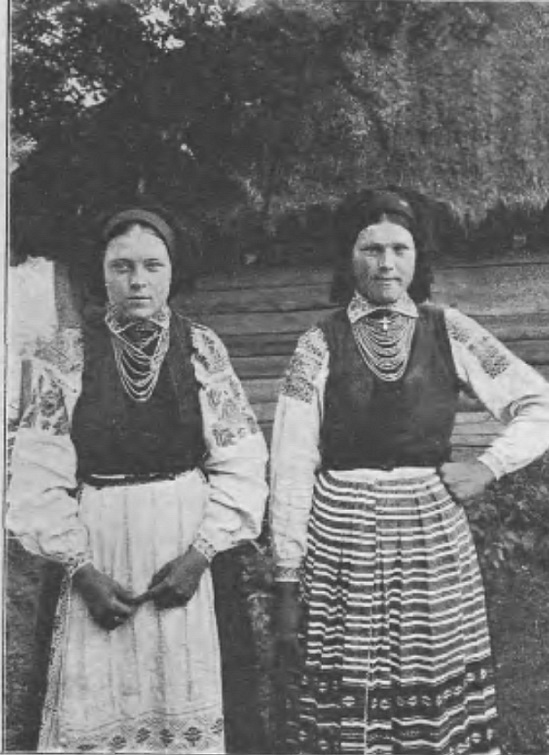
Волинянки з Мізоча

## Подоляни та їхній стрій

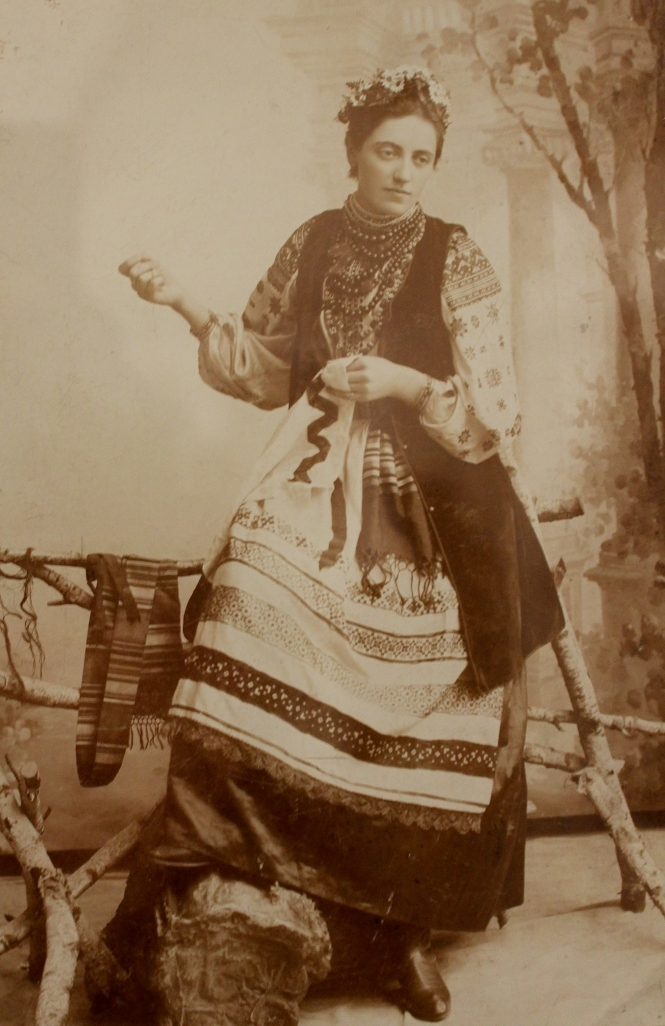
Соломія Крушельницька в подільському строї. 1892 р.

Подоляни — жителі Поділля.

### Жіночий стрій
Жіноче вбрання складалося з таких елементів: лляна сорочка довга до кісточок, запаска (тканина якою обгортали стан) або з пізніше з 18-19 ст. димка (спідниця), червона крайка (пояс) та корсет. Спідниці подолянок були гофровані (в складку), чоботи сап'янці (жовті). Одружені жінки покривали голову білим чепцем, сплетеним за старовиною традицією, а зверху в вигляді тюрбана пов'язували хустку. На свята голову жінки пов'язували лляною тонкою білою переміткою або рантухом, який кілька разів складали і обвивали голову під підборіддям, закриваючи чоло, а обидва кінці опускали через плечі до колін. Дівчата заплітали волосся в дві коси і викладали в вигляді віночка колом і встромляли в нього живі або зимою штучні квіти. В деяких місцевостях носили з тонких стрічок (гарасівка) мистецько зроблені чубки.
Поверх сорочки носили чорну суконну запаску і зверху пов'язували суконною крайкою (пояс), кінці якої звисали по центру; кінці запаски спереду піднімались і затикались за крайку, пізніше затикали тільки один кінець запаски. Запаска спереду була виткана поздовжніми смугами і переткана срібною або золотою ниткою. Або пізніший варіант поверх сорочки носили — димку (спідницю), поверх якої спереду прив'язувалась довга до кісточок ткана запаска (фартух).
Поверху сорочки одягали лляний блакитного кольору в смужки або заможніші гранатовий кафтан до колін, з відворотами гранатового або синього кольору, який пов'язували вовняним поясом червоного кольору в небесні поздовжні смуги. Багатші одягали також на свята «бекешу» (кожух) з білих баранів, покритий зверху гранатовим сукном і вишитий. Носили також білі, темно — сірі або брунаті довгі сіряки без каптурів
В жіночому подільському одязі своєрідністю відзначалася сорочка, вишита червоними, темно-синіми або чорними та жовтими нитками. До чорних ниток деколи додавали срібну або золоту нитку. На початку XIX ст. подільські сорочки були вишиті ясно-червоними та небесними нитками. У подільський сорочці основним був «полик» («опліччя»), (12-20 см), який був тридільним. На Поділлі полик (верх рукава) розшивався суцільною широкою смугою поперек рукава геометричним орнаментом у вигляді мозаїки: «Рукáва як писанка, а личко як маків цвіт». Традиційна техніка подільської вишивки — низь
На шиї носили багато разків намиста з золотими або срібними монетами (дукачі). Менш заможні носили скляні намистини (пацьорки)

### Чоловічий стрій
Чоловіки взимку носили чорні високі каракулеві шапки, а влітку низькі солом'яні капелюхи з широкими полями (брилі), оздоблені бавовняною червоною або блакитною стрічкою. Каракулева шапка зверху була з гранатового сукна або синього. А позаду, де був шов, шапка була оздоблена 3 небесного кольору нашитими «вензелями», через які її називали «шапка на завісах»
Чоловічі сорочки лляні були довгі тунікоподібні з стоячим коміром. Сорочка защіпалась на мосяжний ґудзик або зав'язувалась вузькою стрічкою, кінці якої звисали (гарасівка). Штани носили широкі білі або сині в смуги.
Взимку чоловіки носили білі кожухи з приталеною спинкою, вишиті кольоровим шовком (зеленим і червоним) або кафтани. Молоді парубки носили часом сіряк сивого кольору, довгий по кісточки з каптуром, який був прикрашений нашивкою в вигляді серця. Сіряки були розшиті червоними крученими шнурками. В деяких місцевостях були коричневого кольору (опонча). Відкладний комір та груди були оздоблені нашивками з блакитної тканини, що нагадувало княжий одяг з «Ізборніка». Чоловіки носили також білі до колін кітелі. На свята та до церкви носили довгі по кісточки з коміром — стійкою та каптуром бородиці.
Чоботи були без підборів, халяви мали широкі, довжиною до колін, вивернуті зверху на ширину долоні, підбиті залізною підківкою. При собі мали кремінь, кресало, люльку, ножик. На поясі носили також широкі шкіряні паси (черес). Пояс був також тканий з довгими тороками, червоний або темно-синій в поздовжні паси, шириною з долоню, спереду мав кишені. На поясі висів ножик «козик».
Голови чоловіки традиційно голили, на верху залишали чуб який закривав всю голову. Бороду не носили, а вуса коротко підстригали.

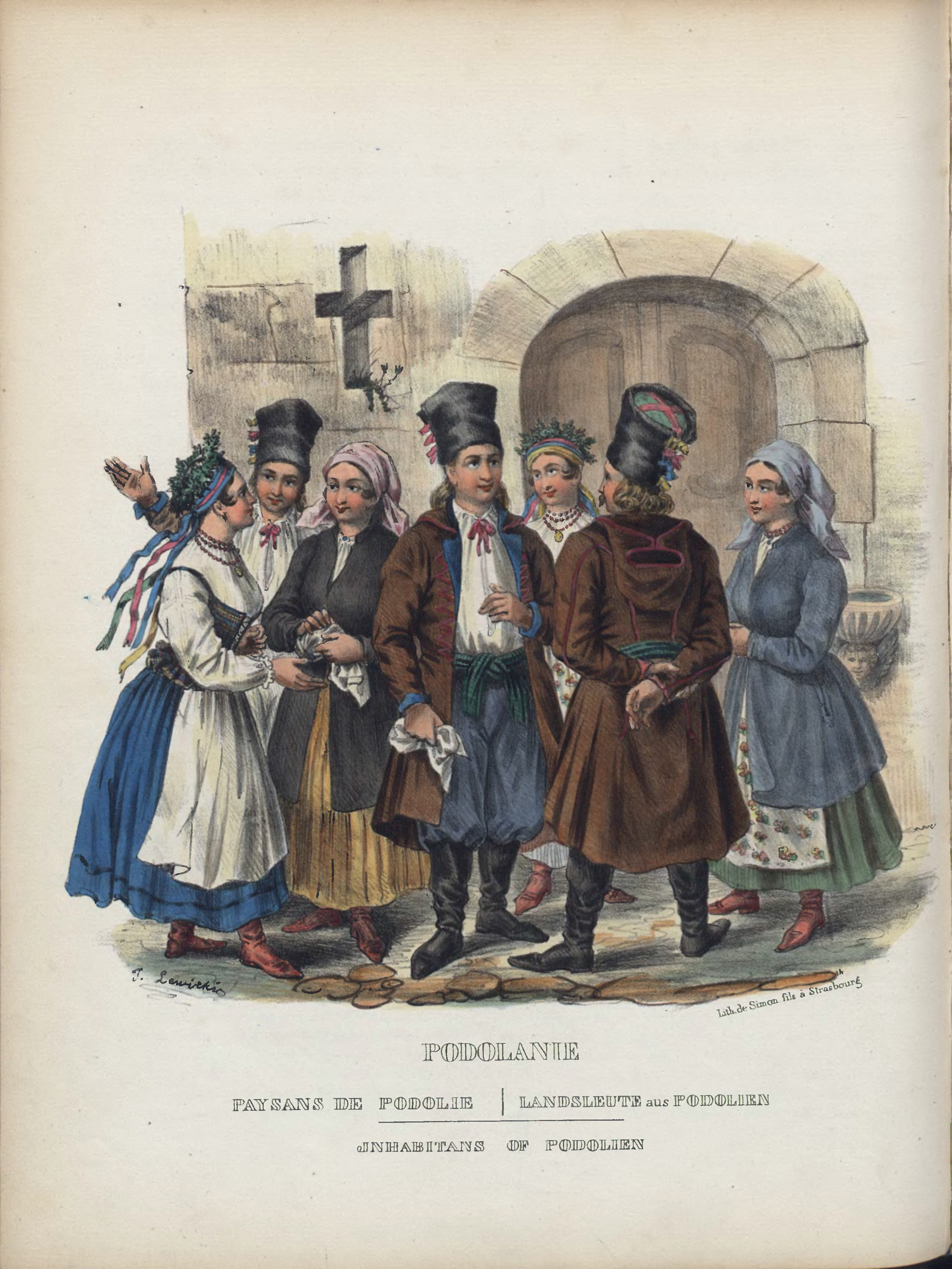
1841
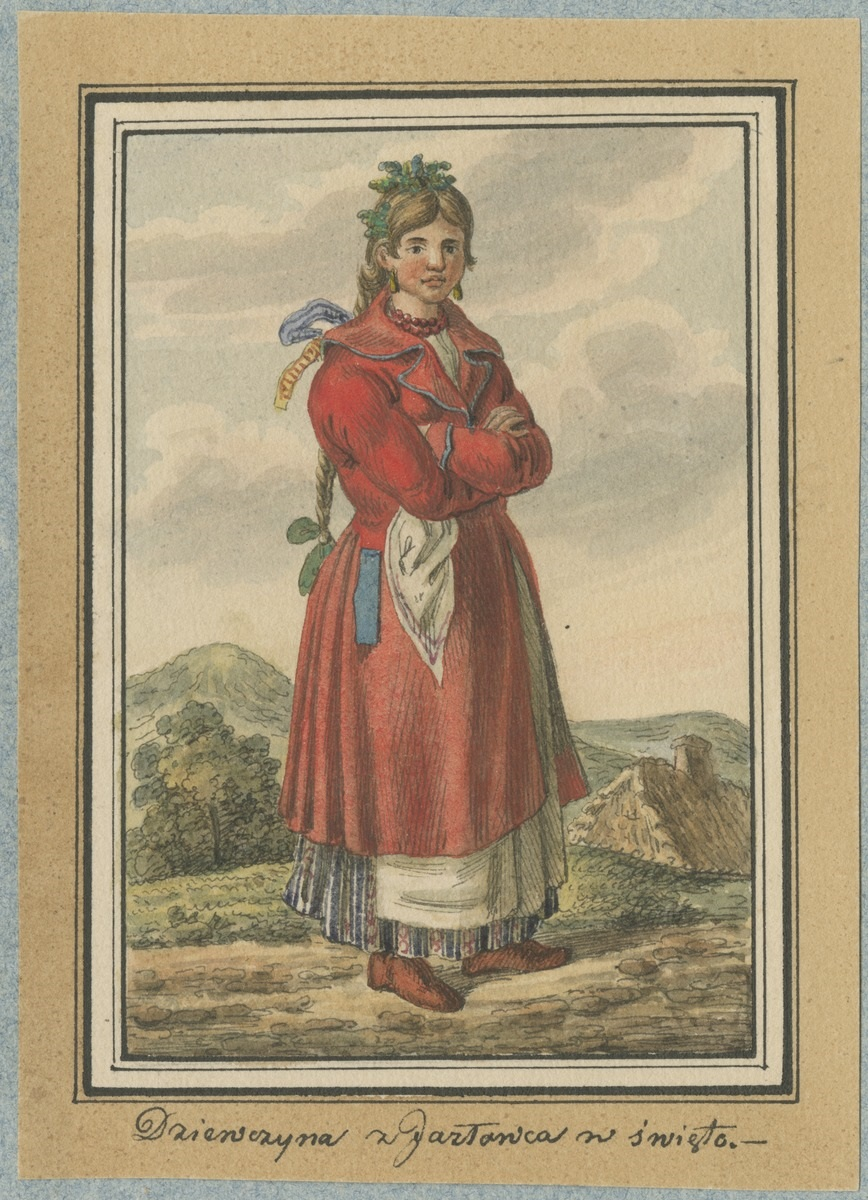
Дівчина з м. Язлівець в святковому строї
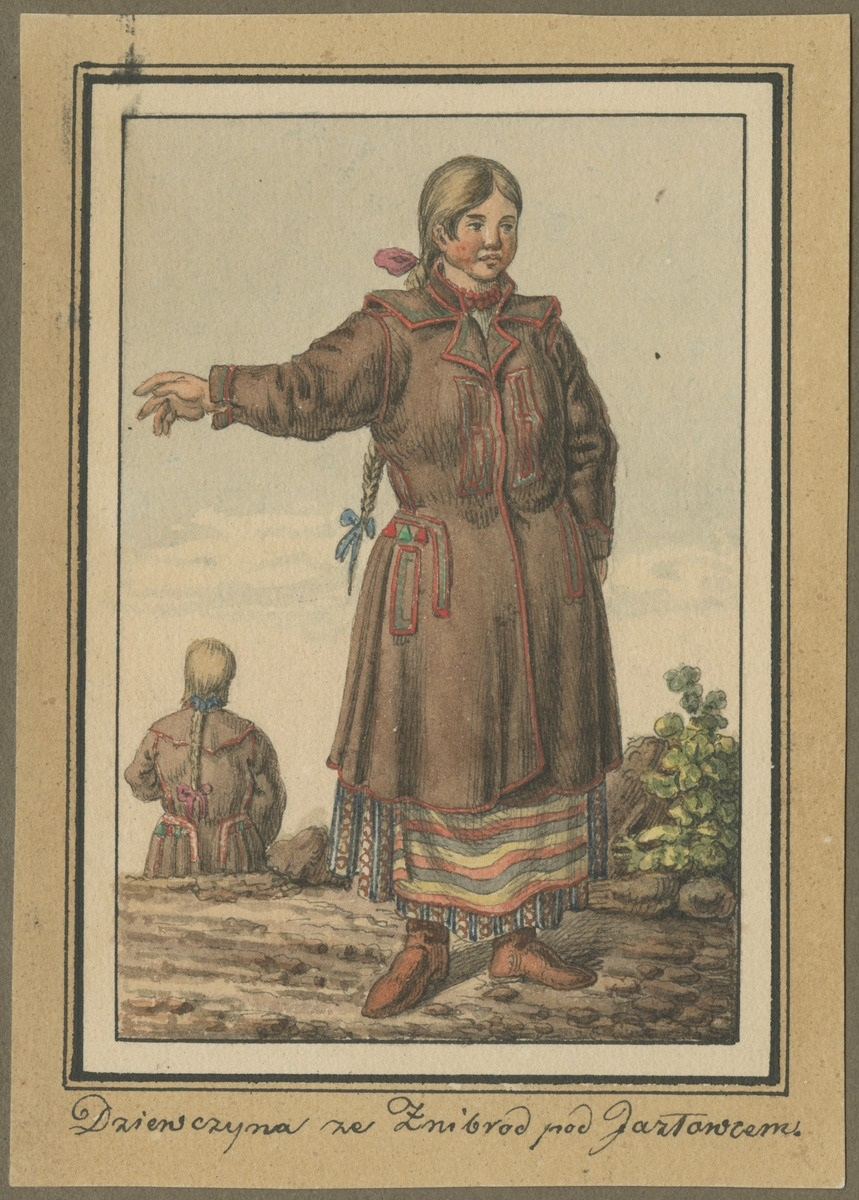
Дівчина зі Жнибород біля Язлівця
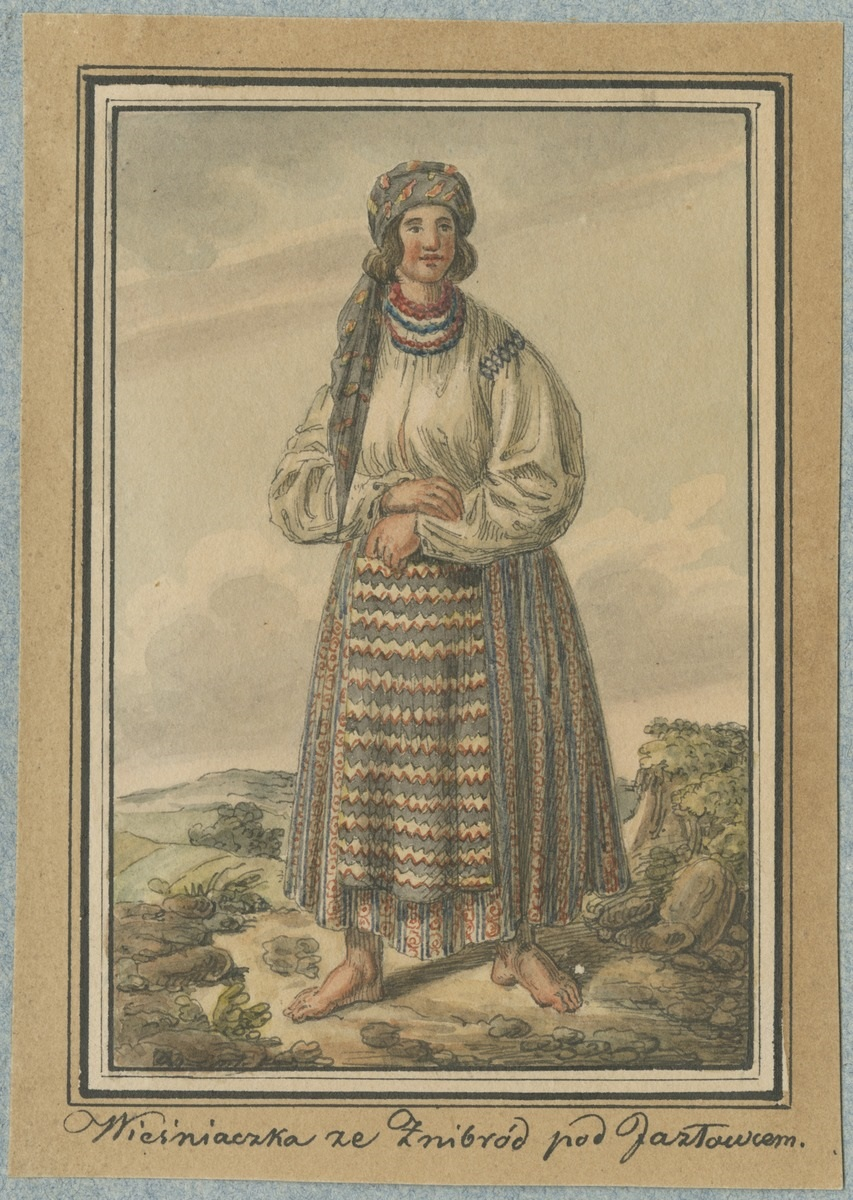
Селянка з с. Жнибороди під м. Язлівцем
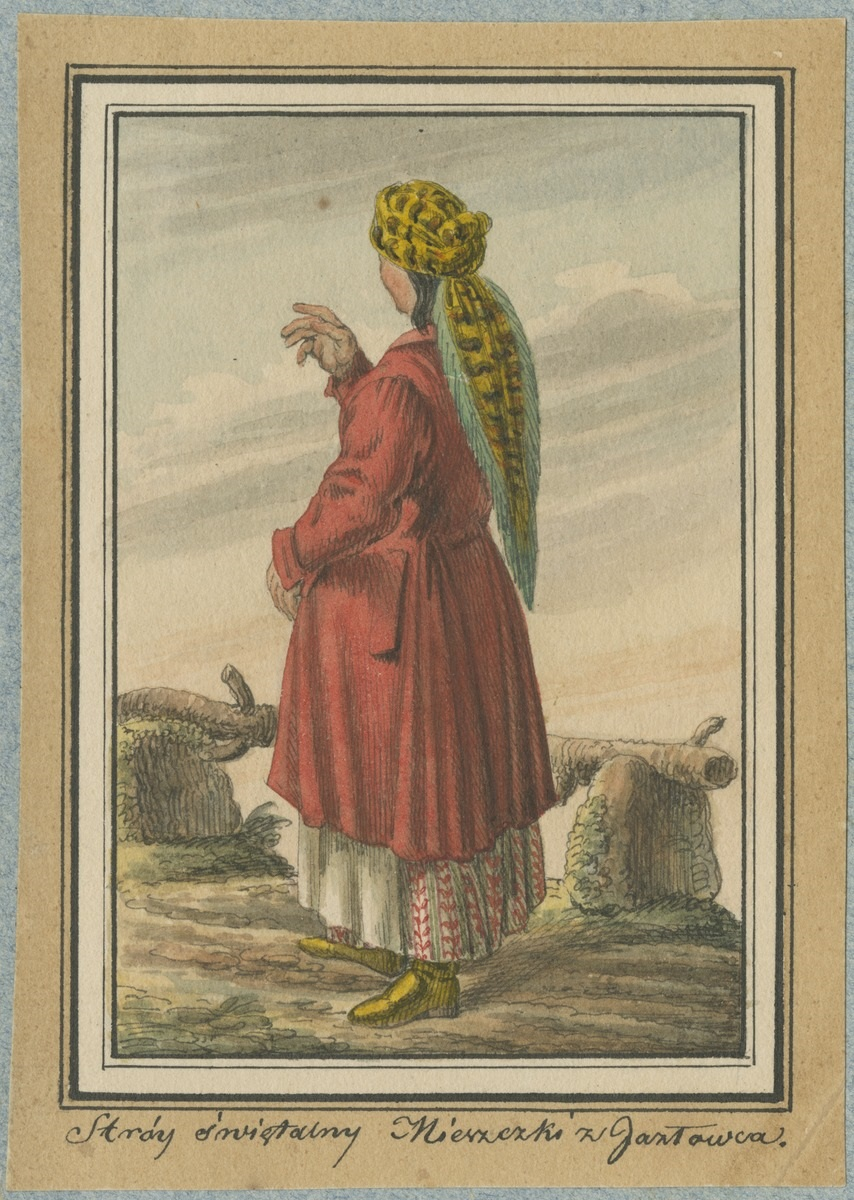
Міщанка з м. Язлівець в святковому строї
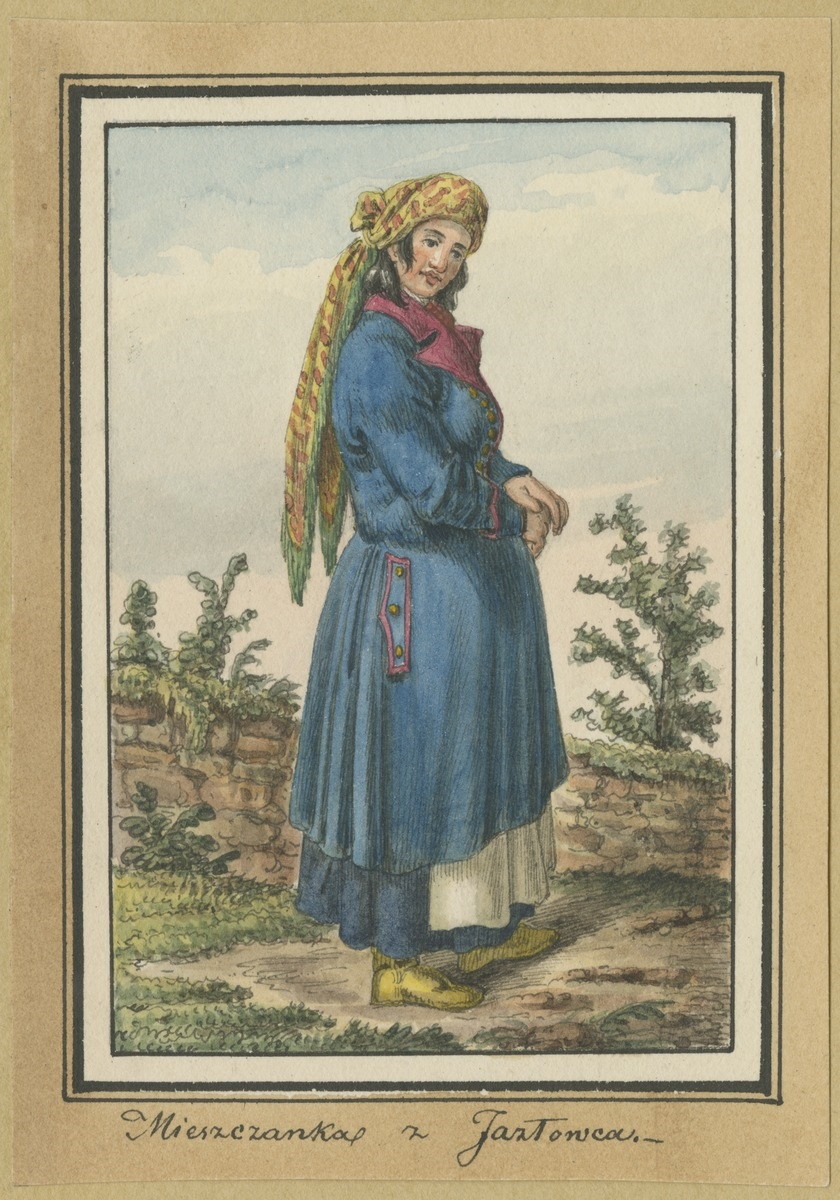
Міщанка з м. Язлівець.
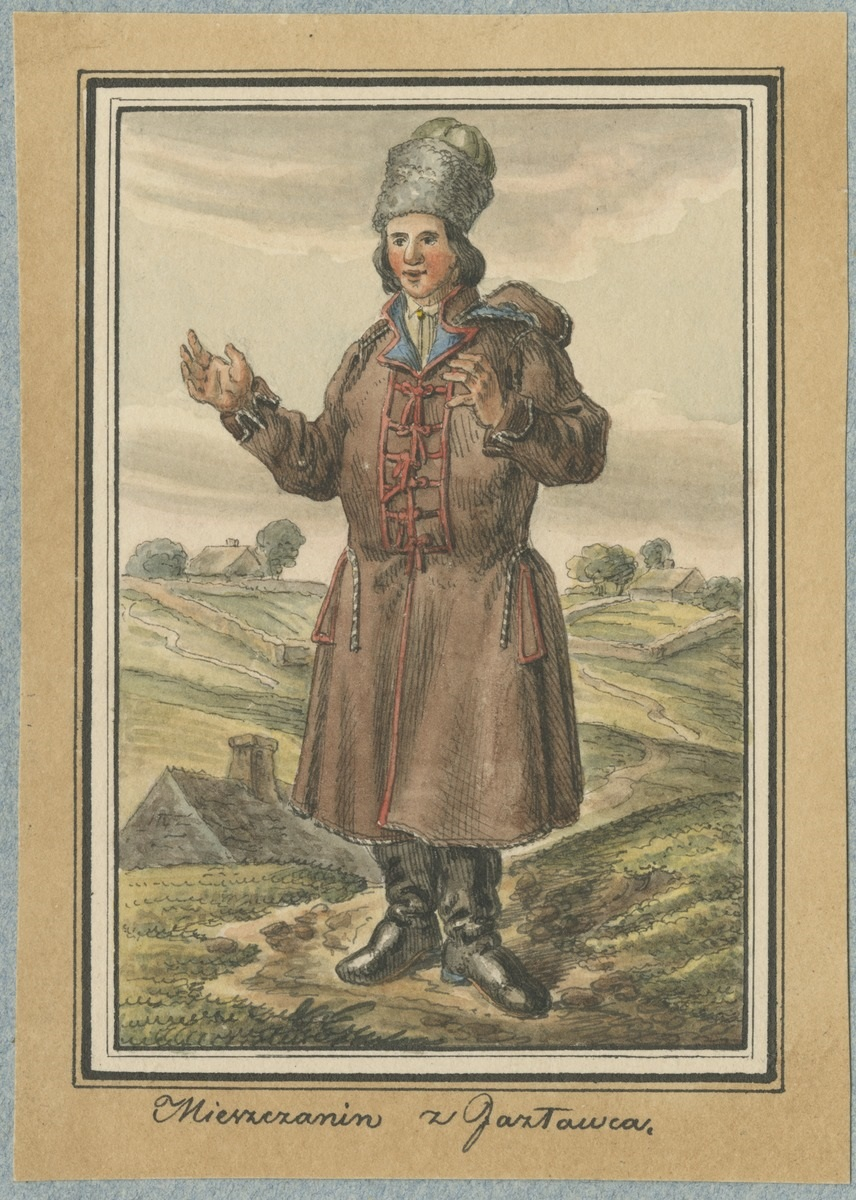
Міщанин з м. Язлівець 1836
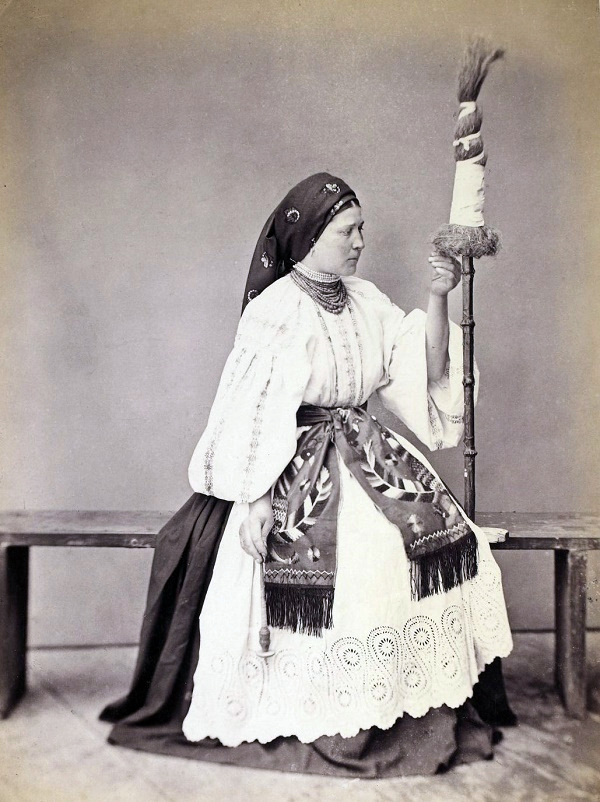
1886 р.
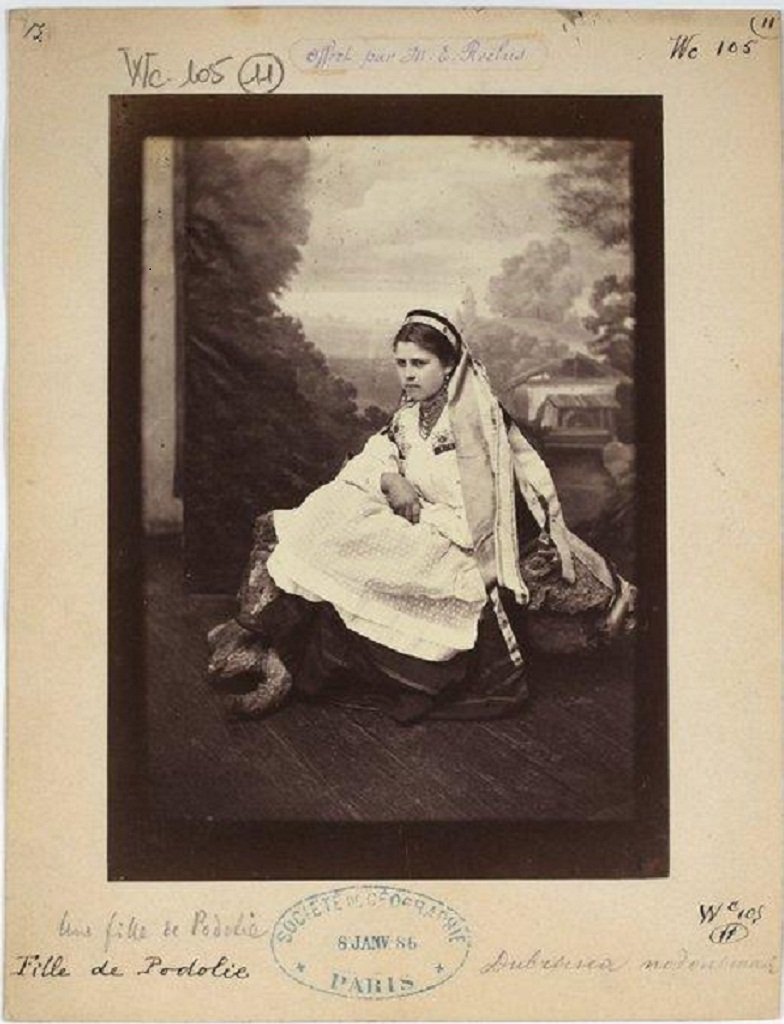
1886 p.
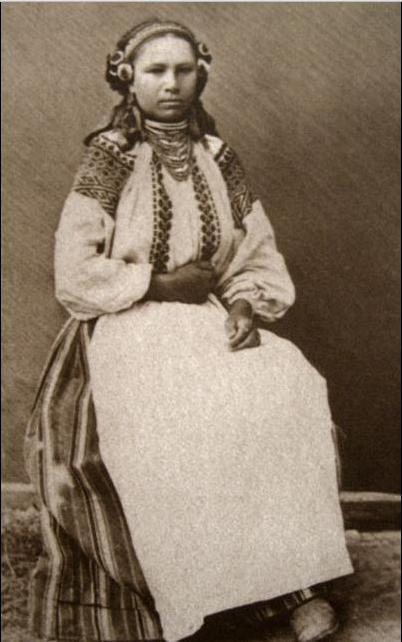
Кам'янець-Подільський. Традиційна подільська сорочка

## Покуття

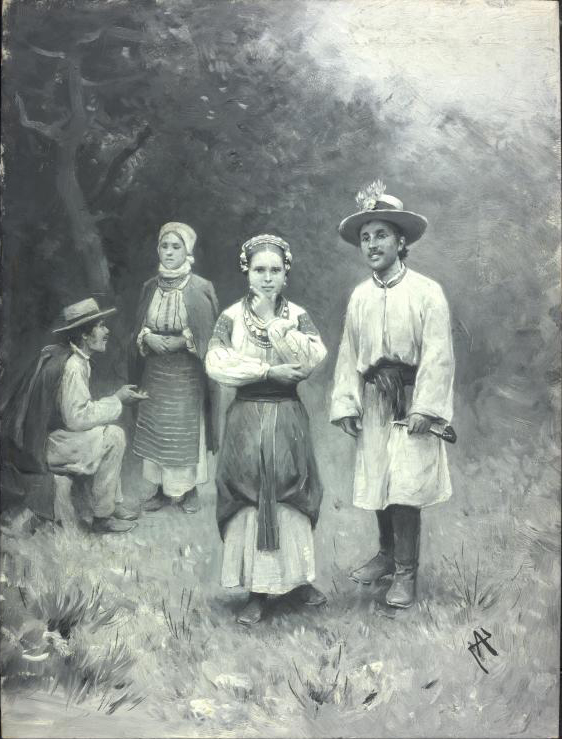
Зигмунд Айдукевич

Історичне Покуття це сучасні Городенківський, Коломийський, Снятинський, Тлумацький райони.

### Чоловічий стрій
Чоловіки носили довгу лляну сорочку поверх штанів з вузьким комірцем — стійкою, який був вишитий шовком або шерстю. Молоді хлопці носили сорочки, також ще й вишиті спереду. На голові носили солом'яні капелюхи, які на свята прикрашали плетеними герданами, качачим або павиним пір'ям, також стрічками чи шерстяним шнуром з кутасами. Зимою чоловіки носили білі кожухи, розшиті по швах кольоровою шерстю.
Зимою чоловіки носили білі суконні вузькі штани (портяниці) або з тонкого гранатового сукна — ногавиці, а літом білі полотняні штани заправлені в високі чорні чоботи, часом закочені зверху.
Плечовим одягом був суконний кафтан і поверху носили кожух без рукавів (кептар). Жінки і чоловіки носили також однакові чорні сіряки до колін. Зимою на голові носили баранячі шапки з верхом з гранатового сукна. Такі шапки мали «вуха» з лисячого хутра, які в холод опускали на вуха. До строю належала також вовняна сумка з широким помаранчевим пасом. Таку сумку носили через ліве плече на правому боці.

### Жіночий стрій
Жінки носили сорочки з грубого лляного полотна. Святкова сорочка зверху була з тонкого полотна і підточка з грубшого. Сорочки мали вузький комірець — стійку та вишиті були на комірці і на манжетах (дудах). Сорочки були вишиті також на поликах шовком або шерстю. Святкова сорочка була вишита широкими смугами на «поликах». Традиційними кольорами були світлий та темний зелений, жовтий, чорний, червоний. В заможних жінок та в дівчат були вишиті цілі рукави спереду («вишивані рукави»).
Жінки та дівчата носили обвиту навколо стану «фоту» (запаску 1,5 м), чорного кольору в червоні поздовжні паси або гранатову в чорні паси, фота була переткана золотими нитками. В свята заможніші носили небесні фоти з купленого сукна, оздоблені низом золотими або срібними галунами (тесьмою). Зверху на фоту пов'язували крайку і на крайку ще один тканий з узорами ширший пояс, кінці якого були оздоблені і звисали спереду на запаску. Зимою жінки носили такі самі кожухи як і чоловіки.
На голові жінки носили чепець-сітку, поверху якого одягали вив'язаний з шерсті «обруч». По верху обруча пов'язували тонку лляну намітку, кінці якої були вишиті шовком або шерстю (червоними, зеленими, жовтими кольорами). Намітку пов'язували так, щоб кінці спадали на плечі, один кінець спадав на інший і був коротший. Жінки мали обрізані до плечей волосся.
Дівчата зачісували коси гладко назад, заплітали дві коси, спереду вплітали шерстяні різнокольорові шнури, які звисали як стрічки на плечі. На голові носили також у вигляді стрічки плетені гердани або шерстяну вив'язану стрічку. Дівчата носили на голові червону бинду (стрічку) з стрічками, яку прикрашали позолотою та квітами. На шиї носили різноманітне намисто, а також до того, нитку з старими монетами, часто срібними і золотими або з цинку чи месінгу. Жінки завжди носили персні, кульчики і багато коралів.
На ногах носили чоботи, в свята жовті або зелені сап'янці. Вдома ходили босі.

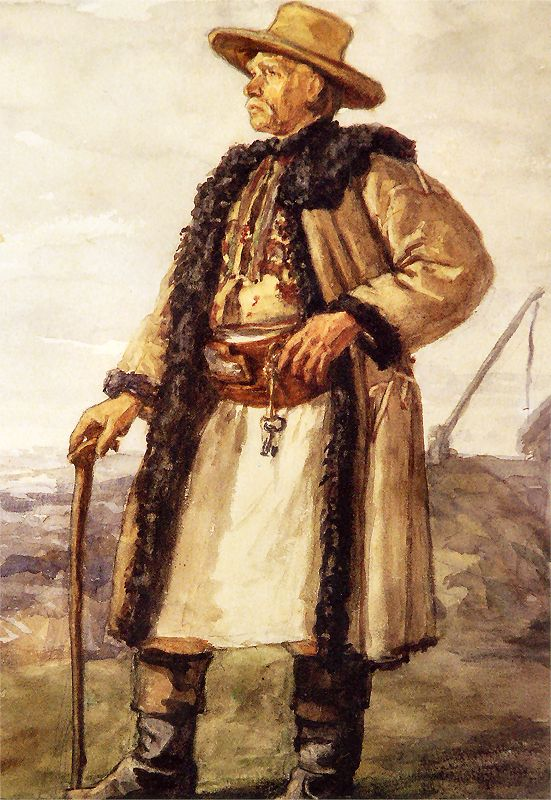
Палагичі 1867. Війт Микола.
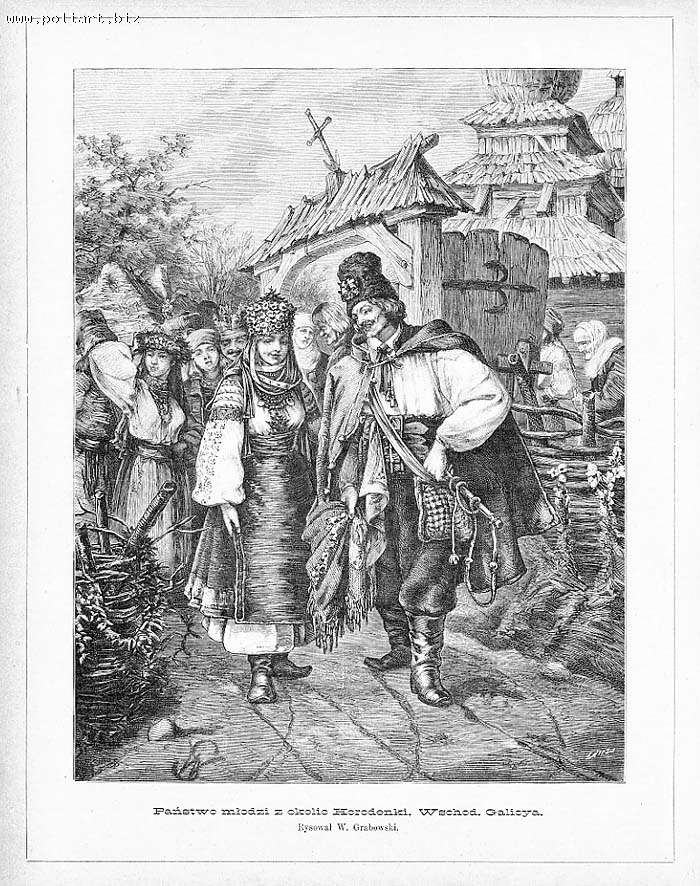
Околиці Городенки. Войцех Грабовський.
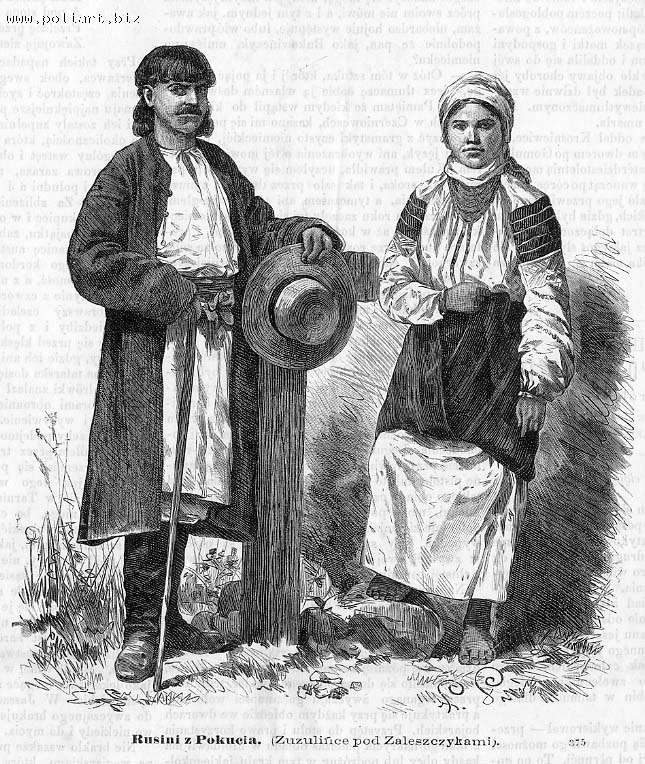
Русини з Покуття. Зозулинці (Заліщицький район). Ксаверій Пілаті (1843-1902).
Христина Стебельська.

## Буковина

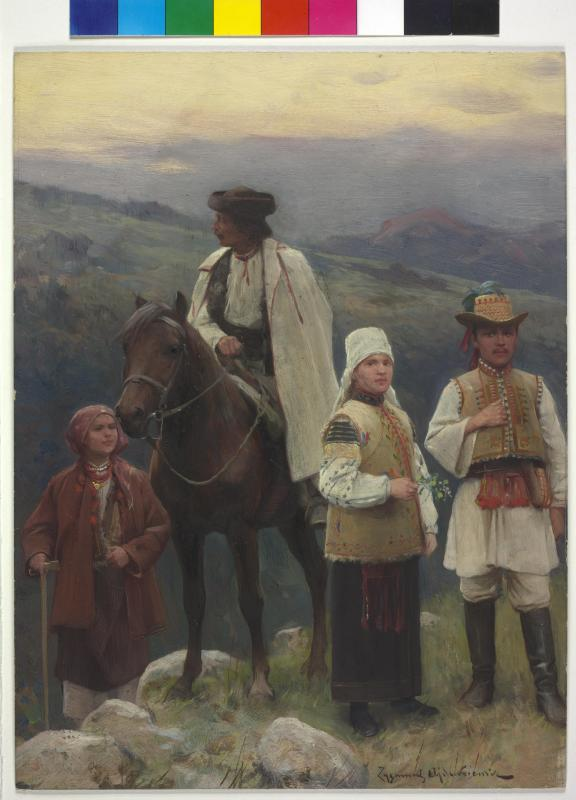
Буковинські гуцули: Гуцулка. Гуцул на коні. Русинка. Волох

Буковинці в північній частині є продовженням подолян, а в південній гористій нічим не відрізняються від галицьких гуцулів.
Жителів Буковини умовно поділяли на подолян — мешканців рівнини, які себе русняками або русинами називали і гуцулів — гірських русинів, які себе називали русинами. У мові і традиціях вони мають мало відмінностей і тому гуцулів також називали русинами (в широкому значені слова). Буковинські гуцули мають певні відмінності від галицьких гуцулів (біля Коломиї), насамперед відмінності полягають в релігії. Буковинські переважно православної віри, а галицькі греко-католицької. Межа між ними проходить долиною Черемошу, Білого Черемошу, Перкалабою. Відміни є також і в одязі. Так галицькі гуцулки носять дві запаски, а буковинські обгортку. Також галицькі гуцулки носять «гуглю» та дві окремі шерстяні штанини. Межа між буковинськими гуцулами та русняками проходить долиною Серету. Межа між румунами пролягає по верхній долині р. Сучави. Південна межа проходила по лівому березі р. Бродіна.

### Чоловічий стрій
Буковинські подоляни носили вишиту сорочку з широкими прямими рукавами, яка спереду мала защіпку. На вишиванку одягали розшиту цурканку (кожушок без рукавів) і на цурканку одягали довгий вовняний сердак (переважно чорний або бурий) з вовняними ґудзиками та зашпенками на грудях. Вузькі штани (портяниці) носили з білосніжного лляного полотна влітку і взимку поверх цих штанів з чорної, білої або червоної шерсті — гачі. На ногах носили високі чоботи з загостреними притятими носами, черевики на шнурівках, прикрашені зверху ремінцями та китицями, та влітку постоли. Взимку чоловіки під сердаком носили ще й великі кожухи. А зверху на сердак одягали білі вовняні плащі з ковпаками на плечах (манта). Такий самий одяг носили в околицях Пруту та Дністра, за винятком капелюхів, які тут були нижчими з круглим днищем та фетрові чорні.
Парубки з Нижнього Черемошу прикрашали влітку голову високим плетеним з соломи капелюхом, з павичевим чи півнячим пір'ям, а також стрічками чи плетеними герданами, взимку носили хутряні шапки (кучма, шапка, капуца).

### Буковинські гуцули
Буковинські гуцули носили коротшу сорочку з прямими або на манжеті рукавами. Під сорочку одягали білі портяниці, по сорочці носили вузький ремінець або широкий шкіряний пас (черес) з ґудзиками з месінгу, по сорочці носили також кептарик, по кептарику одягали широкий короткий бурий сердак з вовняними ґудзиками та зашпенками на грудях. На ногах носили чоботи або постоли з притятими носами без прикрас. На голові носили вовняний або солом'яний капелюх (кресаня) з вузькими полями. Зимою чоловіки носили поверх портяних штанів, сині або червоні шерстяні штани (гачі). На ногах носили постоли з вовняними капцями. На голові носили шапки, кучми або капузи. Під сердак одягали великі кожухи і по сердаку одягали манти з колпаками. Гуцульські парубки прикрашали капелюхи мосяжними бляшками та китицями.

### Жіночий стрій
Жінки носили влітку довгу, вишиту на грудях, плечиках та рукавах, сорочку з широкими рукавами. По сорочці носили темну або руду шерстяну обгортку (горботку) з двома пришитими до неї різнокольоровими поясками, на свята одягали червоно — синю фоту (ріклю). Зверху пов'язували широку різнокольорову крайку і по крайці вузький вовняний поясок (баюрок) (один або два). По сорочці одягали цурканку, як у чоловіків, та по цурканці бурий або чорний сердак як у чоловіків. На ногах носили черевики або чоботи. Одружені жінки носили високу керпу, по якій пов'язували намітку (інколи по намітці носили турпани). Зимою буковинські подолянки одягали крім цурканок, сердаків та мант ще й великі кожухи, які були оздоблені (писані) шерстяними червоними нашивками та дармовисами на шкіряних шнурках. Дівчата та молодиці носили також і довгі кожухи, які мали ще й аплікації з шовку та були краще оздоблені. Такі кожухи дівчата та парубки одягали також і на весілля. На голові взимку носили кольорові або білі хустки.
На голові дівчата носили вінці, які самі виготовляли зі скляних намист, коди, штучних квітів, павиного пір'я (карабулі) тощо. Такі вінці носили тільки дорослі дівчата. До церкви та на свята чи в місто замість цурканки дівчата одягали шовкові напівкожушки (коцовейки), а замість обгортки — шовкові обгортки (фота). Дівчата носили сніжно-білі до кісточок сорочки, вишиті шерстю на пазусі та на рукавах. По сорочці одягали оздоблену цурканку, яка в залежності від місцевості могла бути різної довжини. Шию прикрашали оздобами скляними, коралями, монетами (згарда, салба). На вухах носили мосяжні або срібні кільця (ковтки). На руках носили срібні або мосжяні перстені. На пояс завішували складену хустку. На ногах носили чорні, червоні та жовті чоботи або черевики.

### Буковинські гуцулки
Буковинські гуцулки носили влітку коротшу, ніж у подолянок, вишиту на плечиках сорочку. Поверху сорочку обгортали вовняною рудою або червоною обгорткою (опинка). Або носили також дві обгортки (запаска), які пов'язували вузькими різнокольоровими поясками (попружка). Обгортики пов'язували зверху широким поясом та зверху по широкому ще й вузьким, як подолянки. По сорочці одягали кептар і по кептарі бурий сердак, як у чоловіків. На ногах носили чоботи та постоли, як у чоловіків. На голові носили перемітки та різнокольорові хустки. На голові дівчата носили прикрашені гальонами перемітки (рантухи), хустки (турпани), штучні квіти. Зимою буковинські гуцулки носили кептарики, сердаки, манти. На ногах зимою носили вовняні напівштани (підколіниці). Довгих кожухів, коцовейок та фот дівчата гуцулки не носили. В загальному подолянки одягалися пишніше та краще за гуцулок. Гуцулки та гуцули носили на руках тоненькі мосяжні ланцюжки (ретязи).
Через плече гуцули та подоляни носили полотняні сумки (дзьобенки) або шкіряні торбинки з мосяжними ґудзиками. Подоляни носили в руках палицю, а гуцули носили в руках малі залізні або мосяжні топірці.

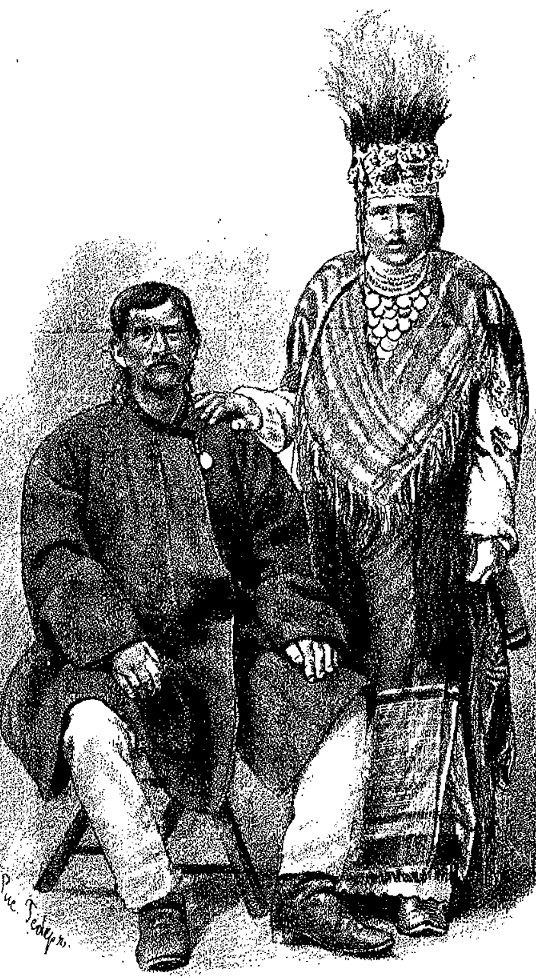
Батько з донькою з Кіцманського округу
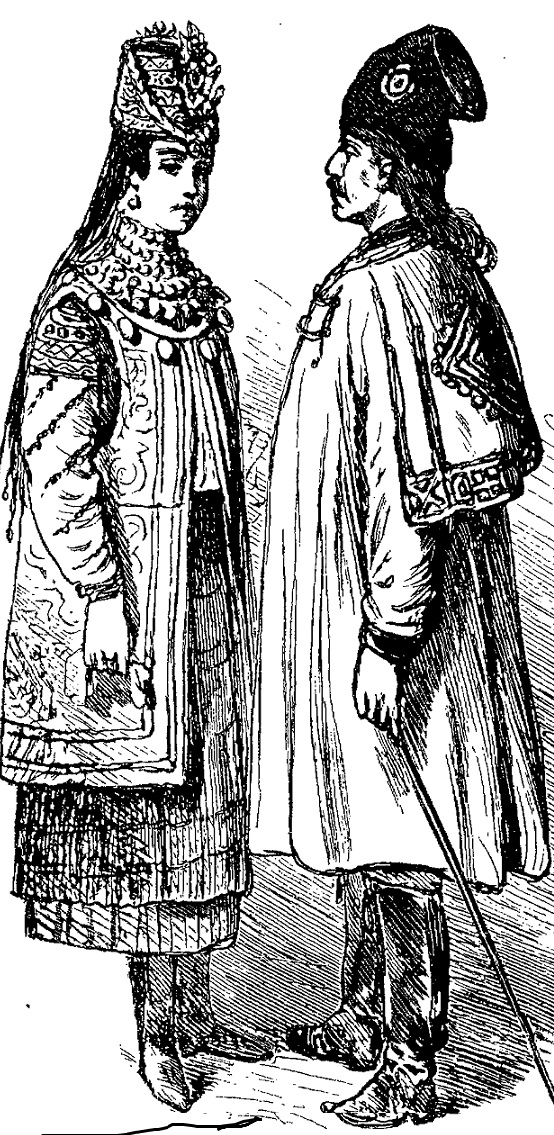
Весільне вбрання
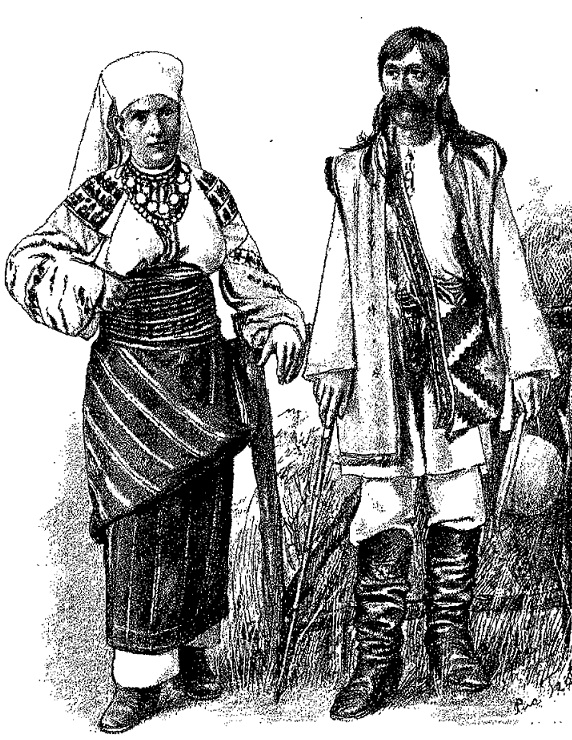
Чоловік з жінкою з Чернівецького округу
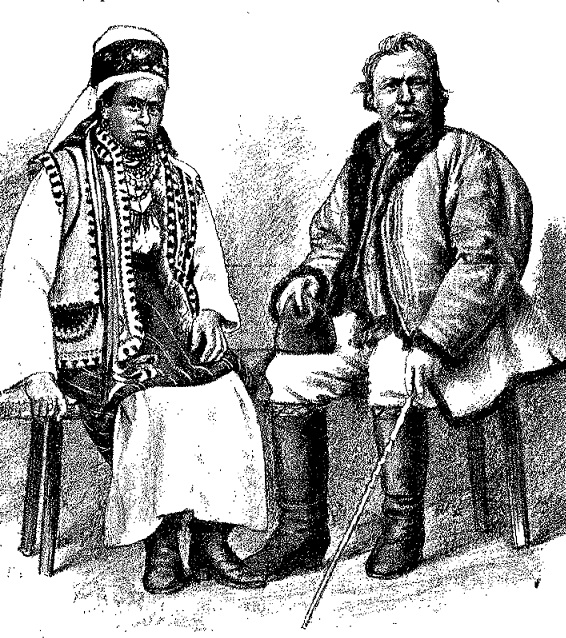
Чоловік з жінкою з Сторожинецького округу
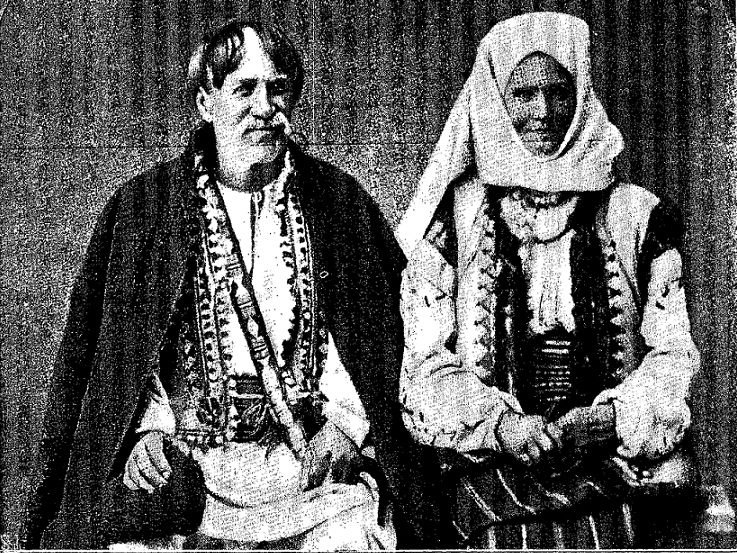
Чоловік з жінкою з Кіцманського округу
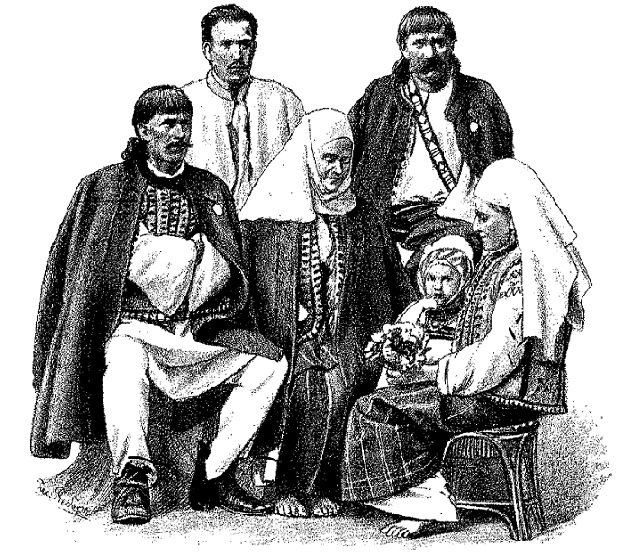
Родина з Кіцманського округу
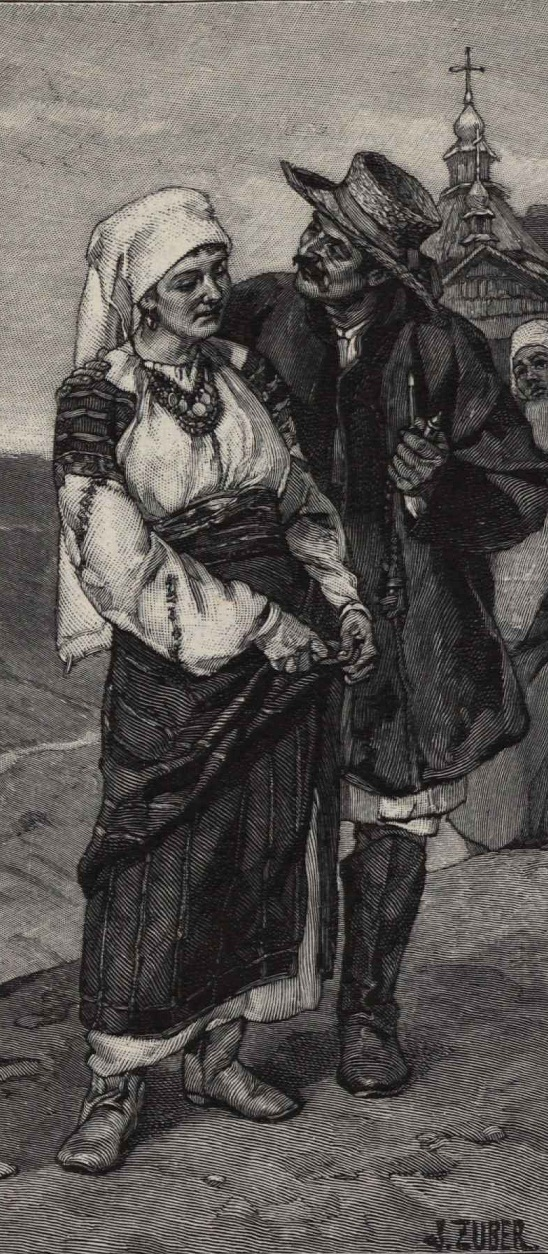
Русини з - понад Пруту
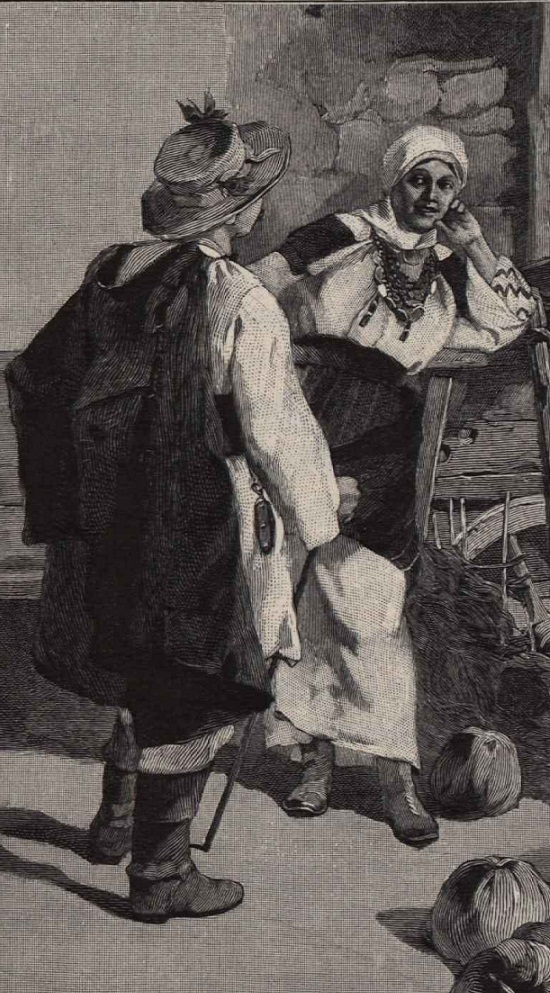
Русини з - понад  Дністра
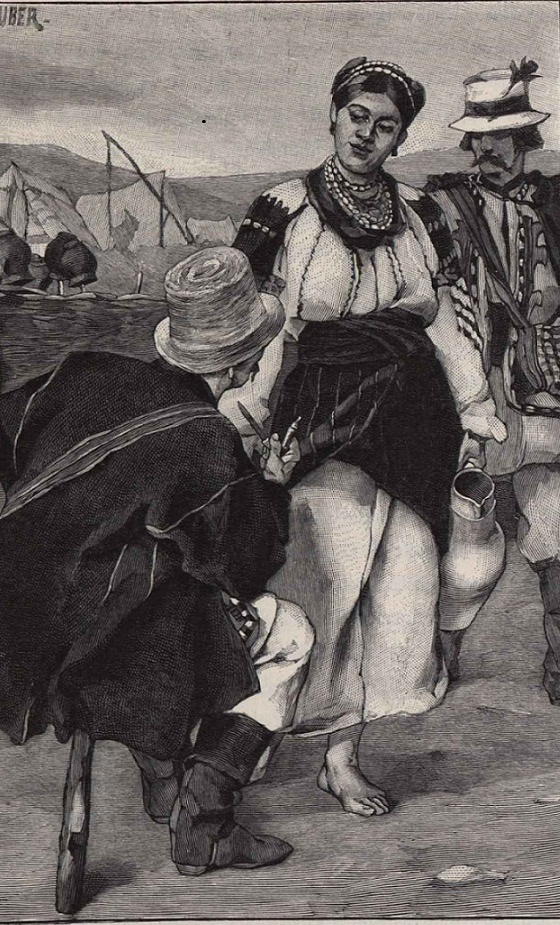
Русини з - понад Черемошу
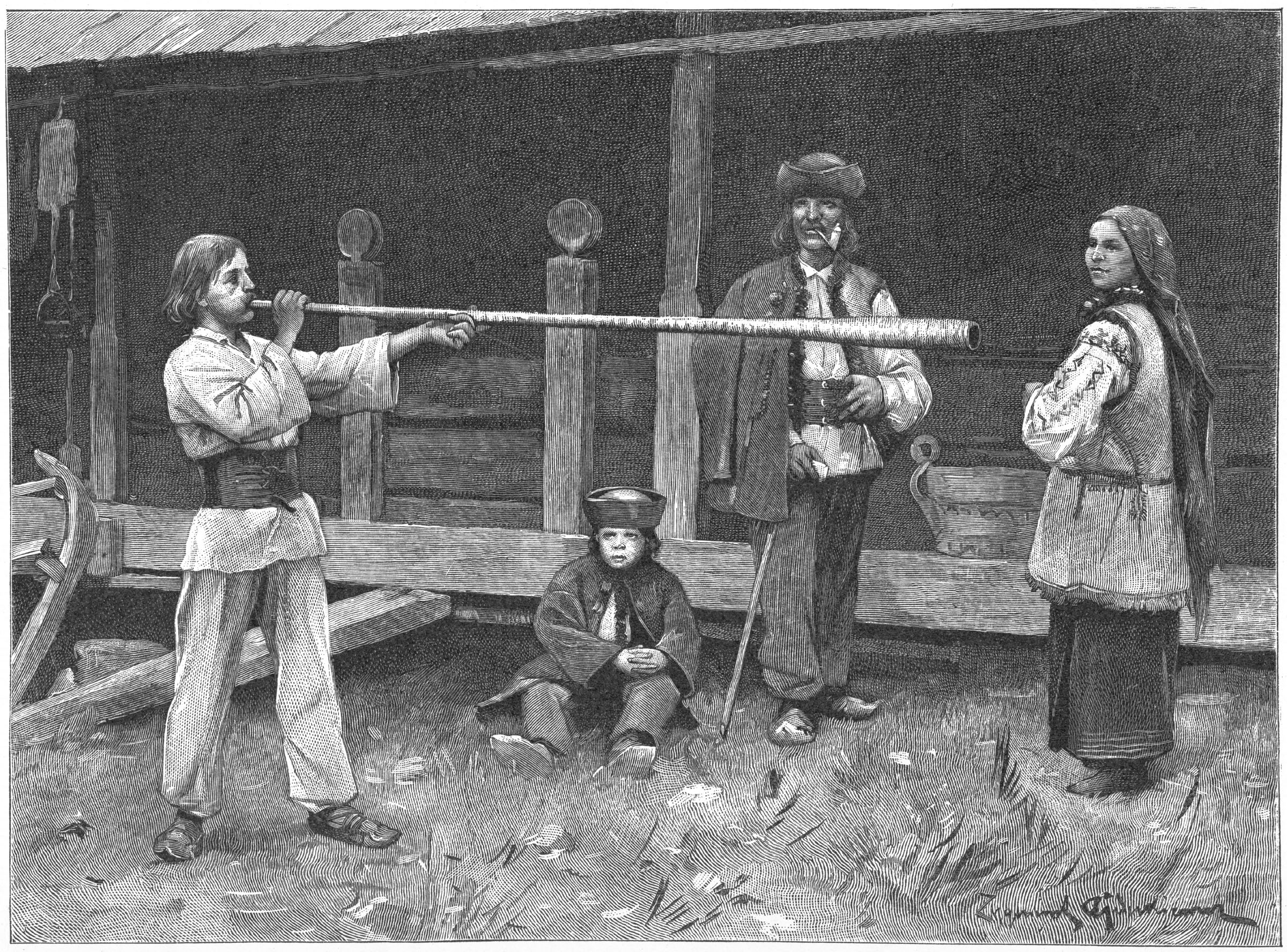
Буковинські гуцули
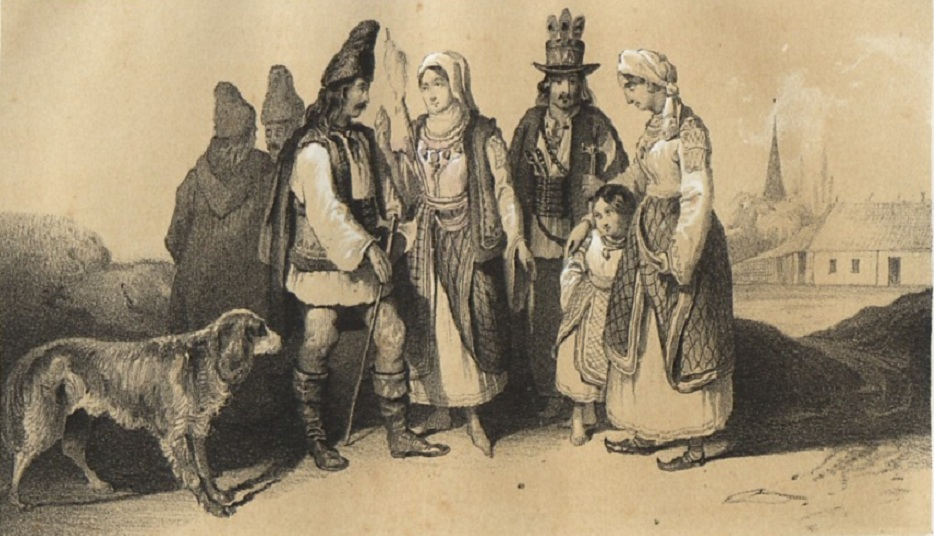
Гуцули з Буковини 1845 (праворуч)

## Галичина
Докладніше: Яворівський стрій
Галичина, яка є історичною територією України і містить в собі кілька історико-етнографічних районів.
Про "славну яворівку" – одяг, який носили жителі Надсяння, говорили ще наприкінці ХІХ століття. Тоді всі компоненти тутешнього жіночого строю називали "білими", оскільки їх виготовляли з домотканого лляного полотна. Дотепер тут використовують багато білих речей, що складаються з багатьох компонентів.

### Яворівський жіночий стрій
Кожному виду одягу на Яворівщині відповідала своя техніка, колорит, орнамент. Характерні кольори: зелений, помаранчевий, жовтий, зрідка – чорний. Візерунки складалися з дрібних мотивів, як-от "сосонки", "купочки", "деревця", "клинці", "кривульки", що їх вишивали гладдю, хрестиком та стебнівкою. Вишивку гладдю тут називали гаптуванням.
Жіноче вбрання Яворівського краю початку ХХ ст. складається із таких складових компонентів. Це натільна лляна сорочка, яка густо прикрашалася та оздоблювалася вишивкою. Вишивка розташовувалася на уставках, на рукавах, на манжетах, на комірці та на пазусі. Переважала орнаментика рослинно-геометричного характеру.
На початку ХХ ст.. Яворівські вишиті сорочки відзначалися хрестиковою технікою вишивки,  а вже пізніше, приблизно десь у період Першої світової війни та після нього 20-30-ті роки, яскравою, характерною ознакою Яворівської вишивки була техніка гладі.
Як поясне вбрання слугували спідниці. Спідниця виготовлялася з лляного полотна і декорувалася вибиваним  орнаментом, який виконувався за допомогою олійної фарби та дерев’яного кліше.
Бавниця – головний убір відомий тільки на Яворівщині. Бавниця – це смужка полотна, з одного боку прикрашена комбінованим стібком, що поєднував декілька способів вишивання – "зубцями", "кіскою", "стебнівкою", "прутиком" або "кривулькою". Її складали кілька разів так, щоб утворити тверду стрічку завширшки 6–10 сантиметрів. Пов’язували навколо голови візерунком назовні. Бавницю одягали і дівчата, і жінки. Тільки жінки поверх обов’язково закладали  вишиту / хустку.

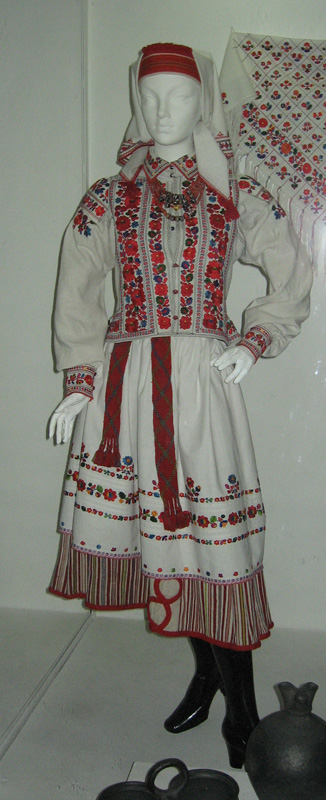
Яворівський жіночий стрій

## Гуцули та їхній стрій

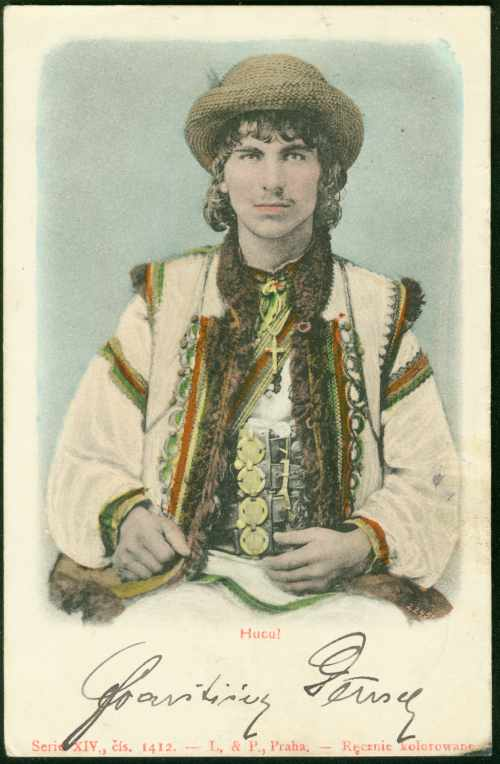
Гуцул

Гуцули відзначалися серед інших горців русинів красивою статурою тіла, поставою та вільними рухами. Типові гуцули були шатенами і мали світлі очі. Дівчата відзначалися також сильною будовою тіла, були переважно шатенки. Гуцулки відзначалися вродою і стрункістю. Гуцули на відміну від інших найкраще зберегли свої традиції. Одяг гуцулів також вирізнявся вишуканістю, багатьма прикрасами і різноманітними кольорами. Гуцулів можна умовно поділити на: галицьких гуцулів в долинах Пруту і Чорного Черемошу, буковинських гуцулів в долинах Білого Черемошу і частково Сучави і угорських гуцулів в долинах Чорної і Білої Тиси.

### Чоловічий стрій
Чоловіки носили білі сорочки та довгі широкі штани з грубого білого полотна (поркениці) або ширші червоні з сукна (крашаниці), часом білі або чорні суконі (голошні, гачі). До того носили широкий шкіряний пас (черес), сорочку спереду підтягували і вона була на 20-30 см коротша ніж ззаду. За пояс закладали файку, люльку. На ногах носили шкіряні постоли. Постоли стягались шнурками або шкіряними ремінцями. В 19 ст. парубки та ґазди носили чоботи замість постолів. По сорочці гуцули вдягали через плече шкіряну торбу. Зверху на сорочку одягали кептар — короткий розшитий білий кожушок без рукавів. Кептар зв'язувався біля шиї двома кутасами і був розшитий сапяновими ремінцями.
Волосся носили довге, розділене на проділ, на голові носили чорний фетровий капелюх (Кресаня), дно капелюха було розшите золотим галоном або різнокольоровими шнурками.

### Жіночий стрій
Жінки носили сорочку і дві запаски: одну ширшу ззаду і одну спереду. Запаски пов'язували червоним вовняним паском. На ногах носили постоли. Зверху одягали як і чоловіки кептар. Дівчата на голові не носили нічого, волосся заплітали спочатку в дві коси (коски), які позаду голови переходили в одну, яку пов'язували червоною стрічкою. Жінки заплітали також косу, але стрічку не пов'язували. На голову жінки одягали чепець, зверху пов'язували чорною або червоною в квіти хусткою, кінці хустки звисали на плечі. На шиї носили кілька шнурків перлів або пацьорки, гердан. Через плече носили вовняну торбу (бисаги).

### Святковий одяг
Чоловіки в свята носили поверх кептарика також сіряк — короткий з чорного сукна, розшитий вовняними шнурама з кутасами (дармовиси). Сіряк з гранатового сукна називався — крашенек або байбарак. Святковий капелюх був прикрашений павиним або кугутячим пір'ям та круглими кутасами. На шиї носили чорну в узори хустку. До цілого строю належав також топорик.
Сорочки святкові в жінок були вишиті на передпліччях або цілі рукави. Пацьорки для гуцулок робилися в Венеції і звідти їх привозили купці-жиди. Голову покривали наміткою (зробленою дома) або купленим рантухом кінці яких були вишиті і звисали поза плечі. Зверху по рантуху або намітці пов'язували червону в квіти хустку. На святкові ні дівчата носили запаски (дротяні) переткані золотою ниткою. Такі запаски блищали вже здалека. На свята або весілля дівчата вдягали замість запаски сукню з гранатового сукна, обшиту знизу золотими галонами. Підперезувалися зверху крайкою або шкіряним паском. На ноги вдягали червоні панчохи і капчурі з кольорової вовни і по них
із задерними носами постоли або чоботи на високих каблуках. До святкового вбрання належав ще білий каптур. До святкового вбрання належала ще біла хустинка. Торбу носили червоного кольору.

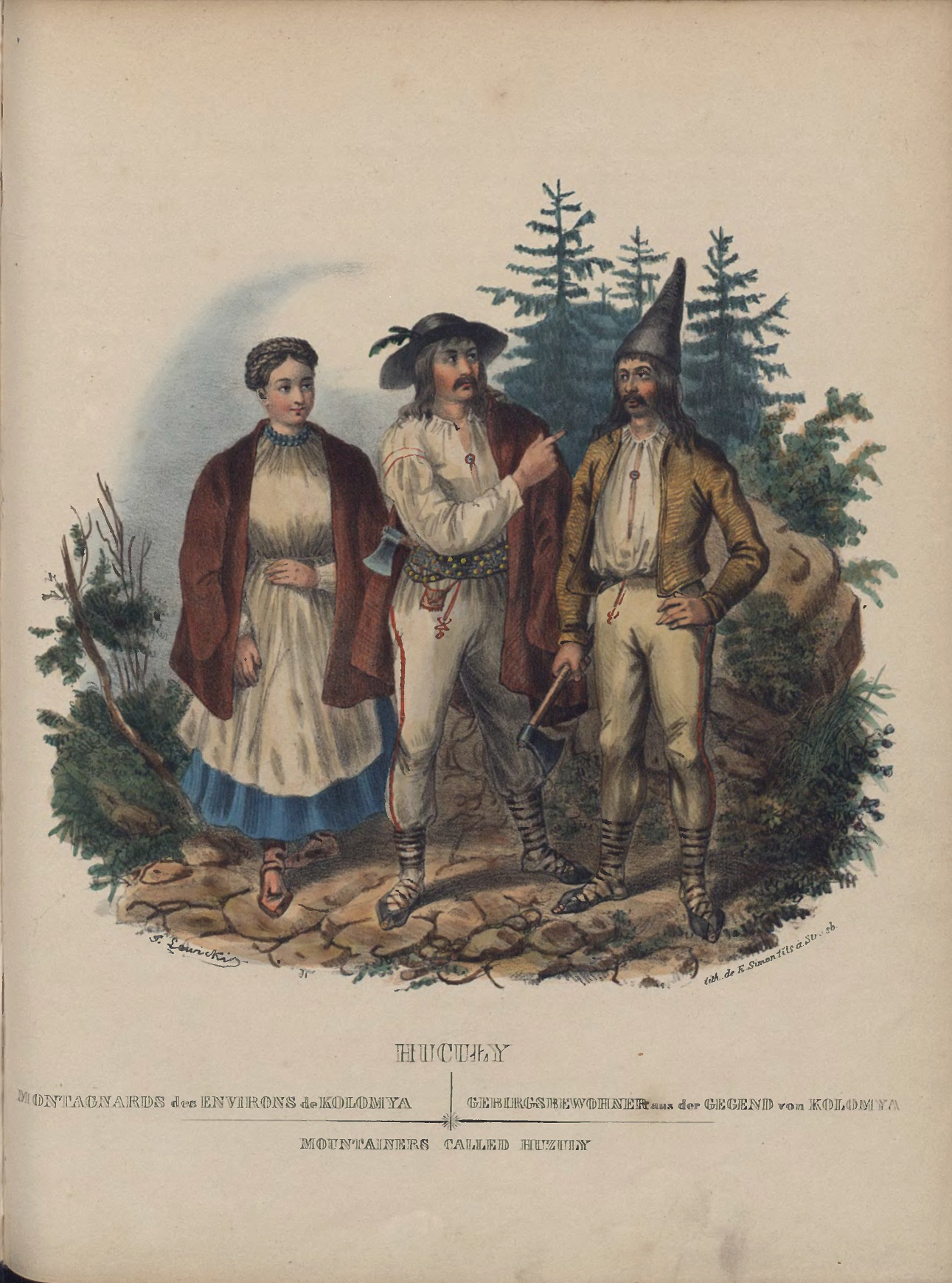
1841
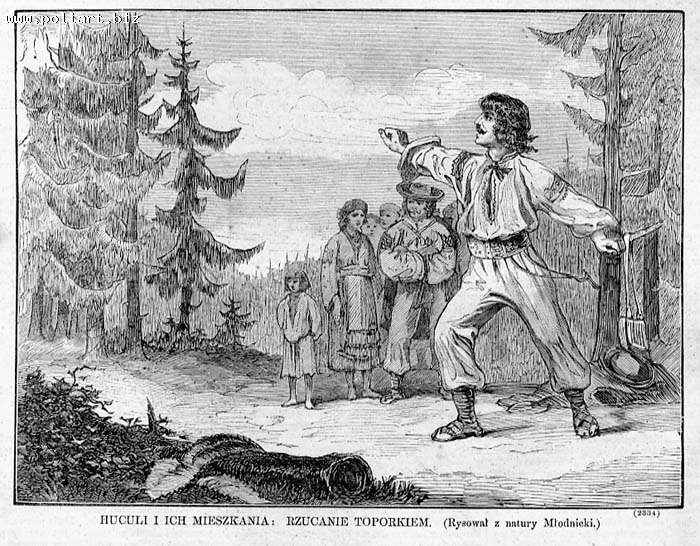
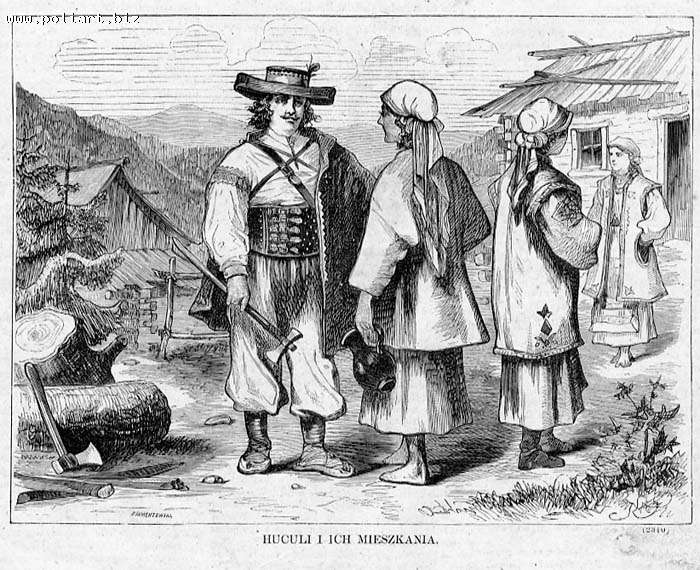
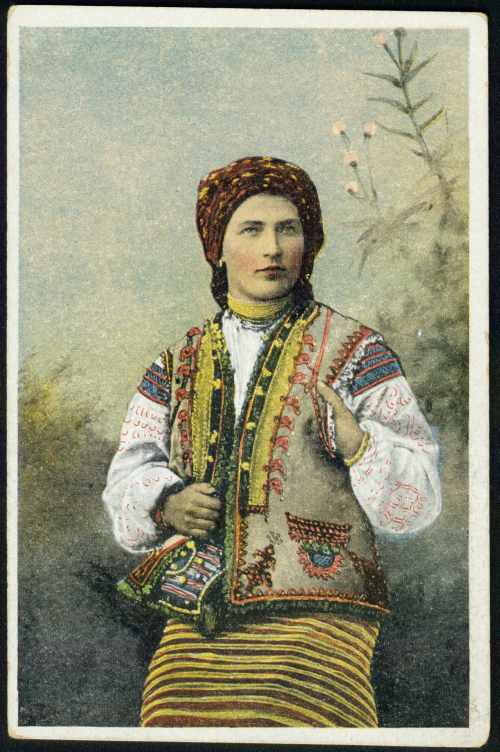
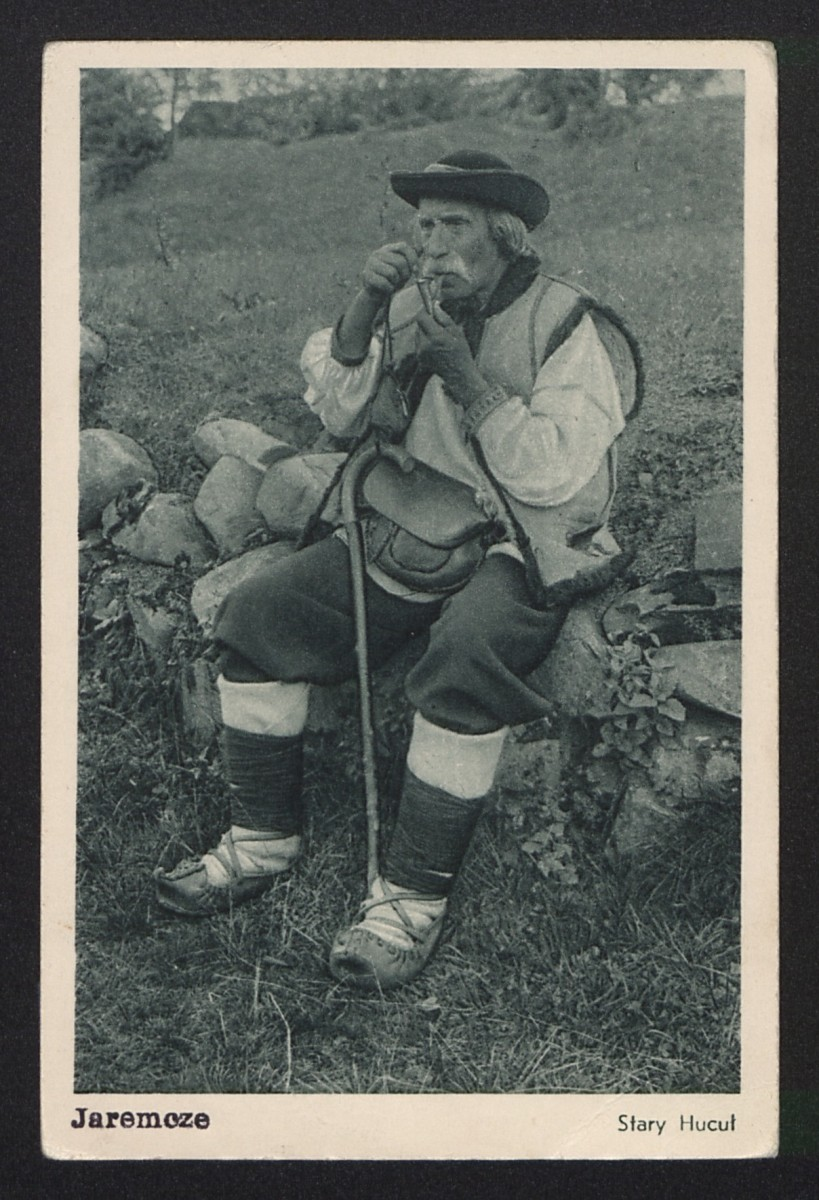
Гуцул з Яремче

## Бойки та їхній стрій

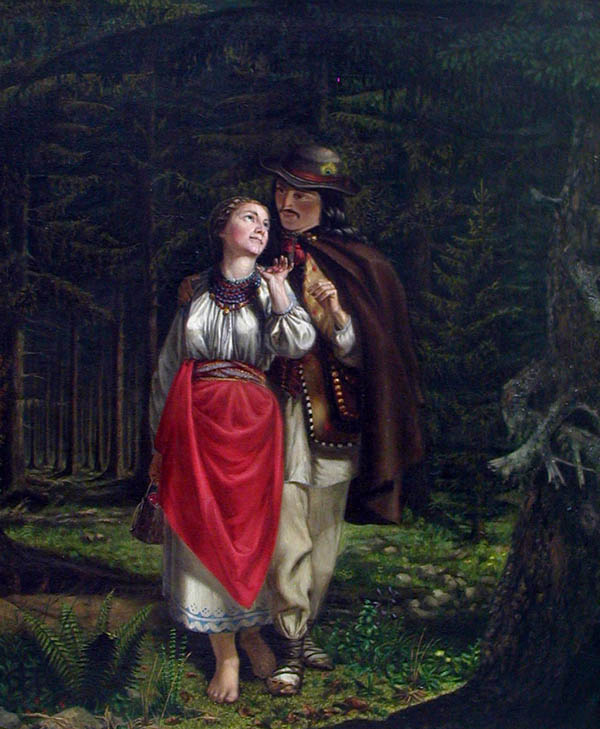
Бойки

Бойки (верховинці, горальці, підгіряни) — етнографічна група українців які мешкають в Прикарпатті. Бойки мешкають в Калуському, Рожнятівському, Болехівському, Долинському районах Івано-Франківської області, Стрийському,Сколівсьському, Турківському, Дрогобицькому,Самбірському районах Львівської області та Міжгірському і Воловецькому районах Закарпаття.
Типові бойки високі на зріст з темним волоссям і світлою шкірою.

### Чоловічий стрій
Чоловіки носили штани синього кольору, заправлені в чоботи. Влітку носили широкі полотняні, а зимою вовняні голошні (штани). Сорочки носили вишиті білі, поверх штанів з шкіряним широким поясом. На голові носили чорні баранячі шапки, звужені до верху. Зимою носили довгі до коліна бурки чорного кольору, які носили на плечах не одягаючи. Бурки були обшиті червоно-чорними крученими шнурами. Шапки були пошиті без сукна. Кожухи носили білого кольору, а серм'яги — кавового. Влітку на голові носили так звані «венгерські капелюхи». Сорочки бойків були оздоблені на передпліччях мережкою. На голові носили також «кучми» (баранячі кудлаті шапки). Влітку — чорний низький з широкими крисами капелюх

### Жіночий стрій
Жінки бойків носили на голові баранячі шапки сивого кольору з зеленим або червоним верхом. Жінки носили спідниці в квіти, поверху спідниці носили пстру (вовняну запаску). Бойківчанки носили сорочку з відокремленим станком, зібраним подолом та розрізом на спині. Сорочки вишивали на грудях в вигляді півкола. Спідниці були з білого полотна або вибійки. В свята волосся носили розпущеним. Носили також білі полотняні свитки. Дівчата заплітали волосся в одну косу, яку прикрашали квітами і стрічками. Одружені жінки носили на голові — завійку, яка часом цілком закривала голову. Зимою поверх звичайного одягу носили небесного кольору бекешу, розшиту червоними шнурами, та чоботи. На шиї жінки бойків носили багато скляних пацьорків. До церкви ходили тільки в чоботах. Чоботи носили чорні. (за описом Оскара Кольберга)

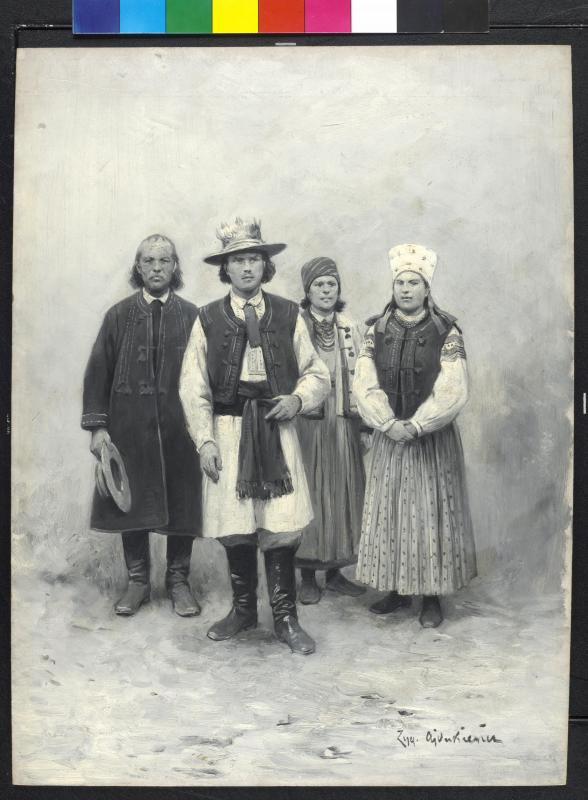
Станіслав
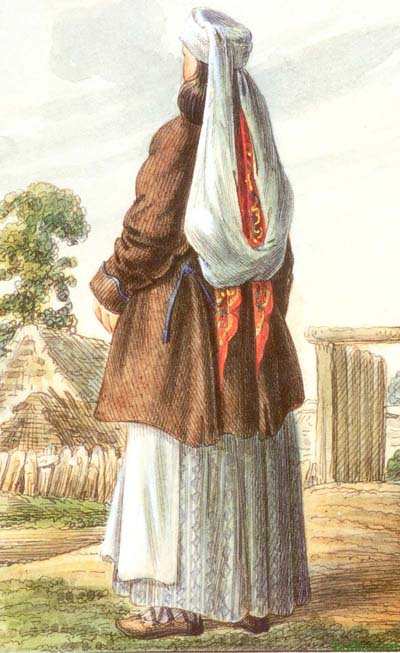
Гошів
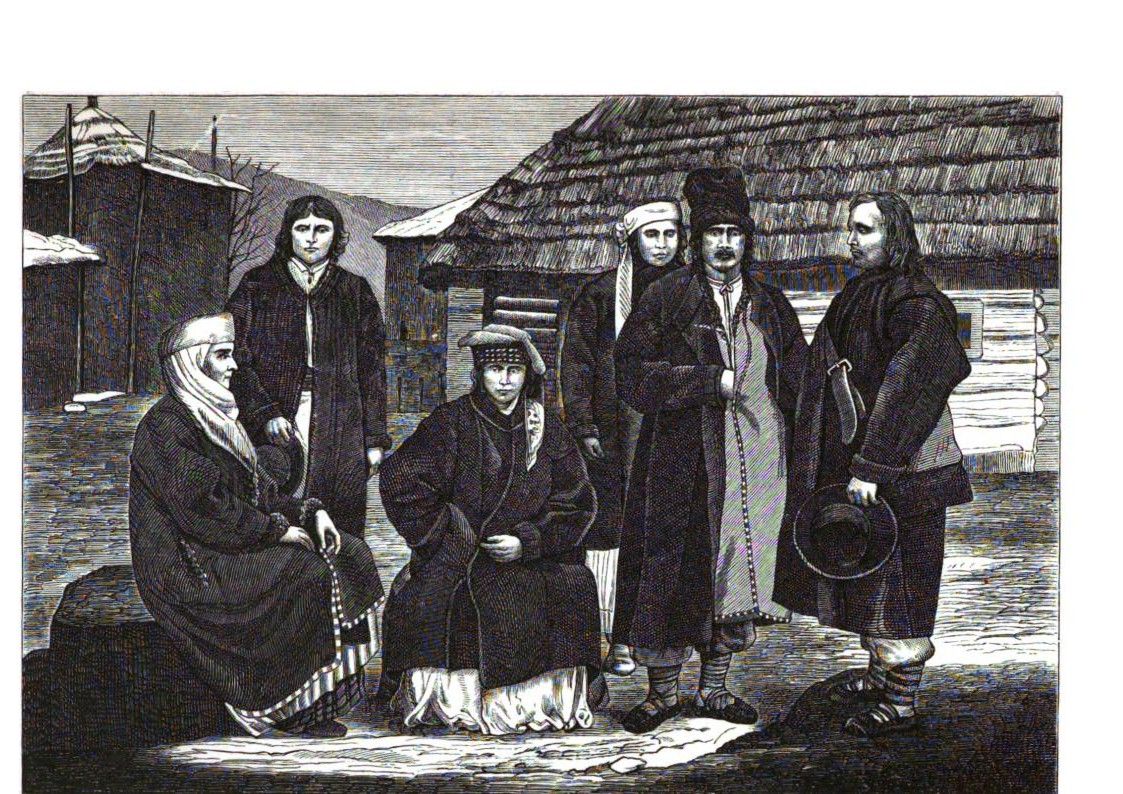
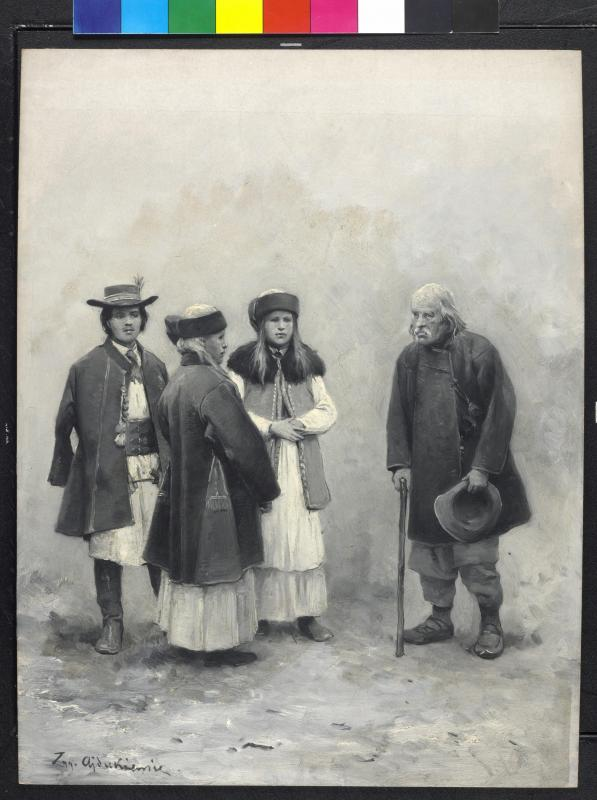
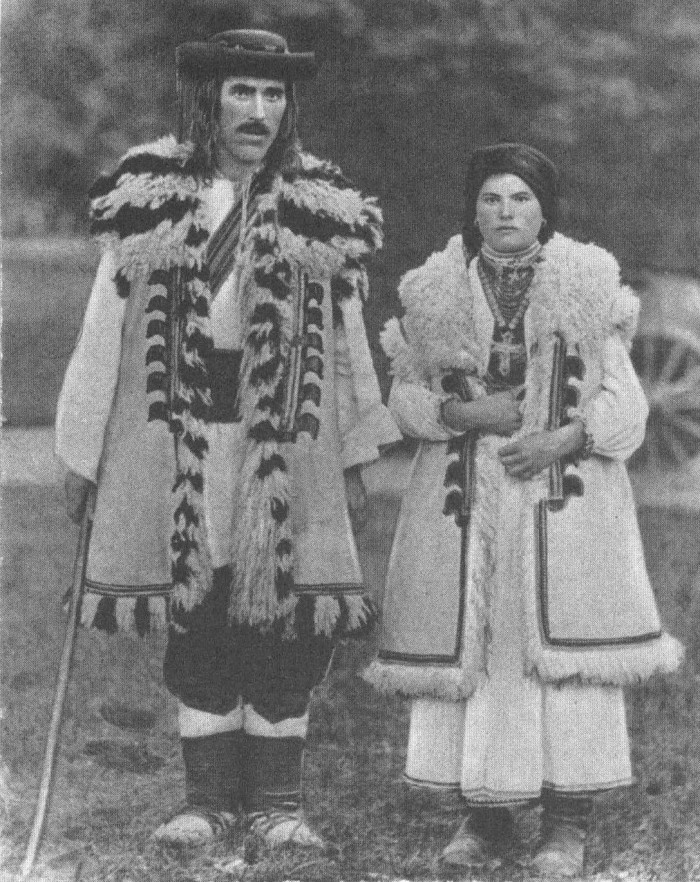
Рожнятівський район
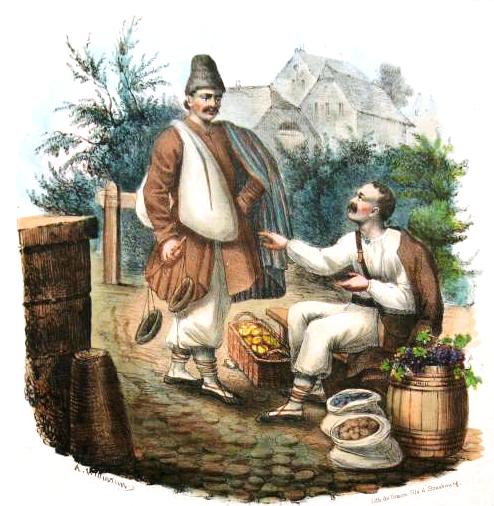

## Лемкита їхній стрій

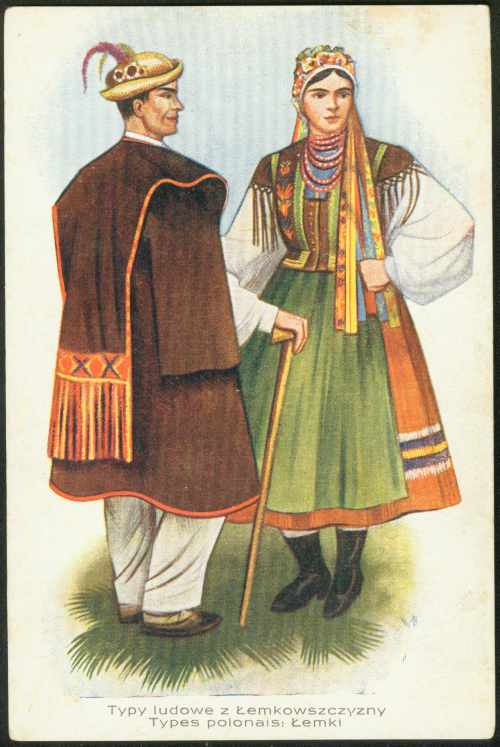
Лемки. Вацлав Боратинський

Лемки — етнографічна група, які мешкають в Карпатах і є сусідами бойків. Лемки мали світле волосся.

### Чоловічий стрій
Лемки — переважно темні шатени носять довге волосся до плечей.
Лемки носили коротку лляну або конопляну сорочку, яку заправляли в штани, сорочка мала розпірку як і в бойків ззаду, ззаду сорочка зав'язувались червоною стрічкою. Сорочка мала вишитий стоячий комірець (1,5 см) і також була вишита на рукавах. Штани (ногавки) носили також лляні. Зимою носили білі вовняні штани (голошні), які були обшиті вузькою червоною смужкою.
На сорочку одягали бруслик — гранатового кольору (святковий), який зав'язувався на животі. Бруслик носили також небесного кольору з червоною вишивкою та з рядами нашитих ґудзиків.
На бруслик одягали гуньку з білої вовни, яку рідко вдягали в рукава, а завжди носили на плечах, зверху гуня запиналася ланцюжком.
Спереду бруслик мав петельки з вовняного шнурка, ззаду внизу мав три розтини і шви, обшиті білим шнурком.
На бруслик носили також чугу — рід плаща темно-бронзового кольору до колін з оздобленим каптурем. Пелерина була оздоблена висячими тороками -френзлями. Каптур(пелерина) був довгий, обшитий білим шнурком і розшитий чорними нитками. Чугу одягали тільки на плечі, рукава були зашиті. Рукава мали також тороки.
На голові носили чорні фетрові капелюхи (калап), який називався венгерським або носили також солом'яні капелюхи. Капелюхи були невеликі з підкоченими крисами і носились на бакир (бік), такі капелюхи оздоблювались шкіряним паском з страусовим пір'ям або також чорним або червоним пір'ям. На голові носили також небесні або гранатові суконні шапки, які були обшиті чорним баранячим хутром з «вухами», які можна було опускати на вуха. Така шапка мала також червоний кутас.
На ногах носили «керпці», шкірні, ходаки або чоботи.

### Жіночий стрій
Жінки лемків носили лляні вишиті хрестиком на верху рукава і на грудях сорочки. Сорочки були з манжетами. Сорочки мали стійку або викладний комірець, який вишивали або пришивали до нього широке мереживо (жабку). Обшивка коло шиї і біля рукавів були оздоблені простою вишивкою (хрестиками чи зірками). Під шиєю і на манжетах сорочка зав'язувалась стрічками. Сорочки складалися з двох відрізних частин: верхньої — опліччя і нижньої (подолок). Нижня сорочка була зшита з двох кусків, обвивалися навколо і зав'язувалась шнурком.
Спідниці (фартух, фарбанка) носили традиційні гранатові вовняні або з купленого перкалю темного кольору з нашитими на них поперечними трьома стрічками (червоні, небесні, жовті, білі). Посередині пришивали ширшу стрічку і з боків дві вужчих. Деколи пришивали ще четверту стрічку або мережку. Традиційними спідницями були вовняні спідниці з нашитими 3 червоними стрічками і по низу спідниці йшла четверта стрічка. Так само стрічки нашивали і на фартух (запаска) і на куплені хустки. Також спідниці, фартухи і хустки були обшиті мереживом.
На верх носили блакитного кольору суконні або з чорного оксамиту вишиті світло червоними вовняними нитками (часто скручені з золотою ниткою) або обшиті червоною тесьмою горсети (камизельки). На голові носили хустку або очіпок (одружені). Взимку носили коротку гуньку або ще зверху білий, вишитий нитками і шкірою кожух, часто без рукавів. Кожух був довжиною нижче колін. На шиї носили пацьорки, що виглядали як комірчик. На ногах носили шкірні (черевики). На шиї носили коралі (пацьорки). В свята на ногах носили чорні або жовті чоботи.
Жінки молоді вдома часто не носили хусток. Волосся заплітали в косу або просто скручували і викладали зверху голови. Волосся жінки покривали простим або оксамитовим невеликим очіпком, який був оздоблений мережкою. На свята носили складний головний убір білого кольору, який називався фацелик. Дівчата оплітали косу червоно-зеленими або червоно-гранатовими шерстяними нитками, які закінчувались кутасами. Також вплітали в косу червоні стрічки.

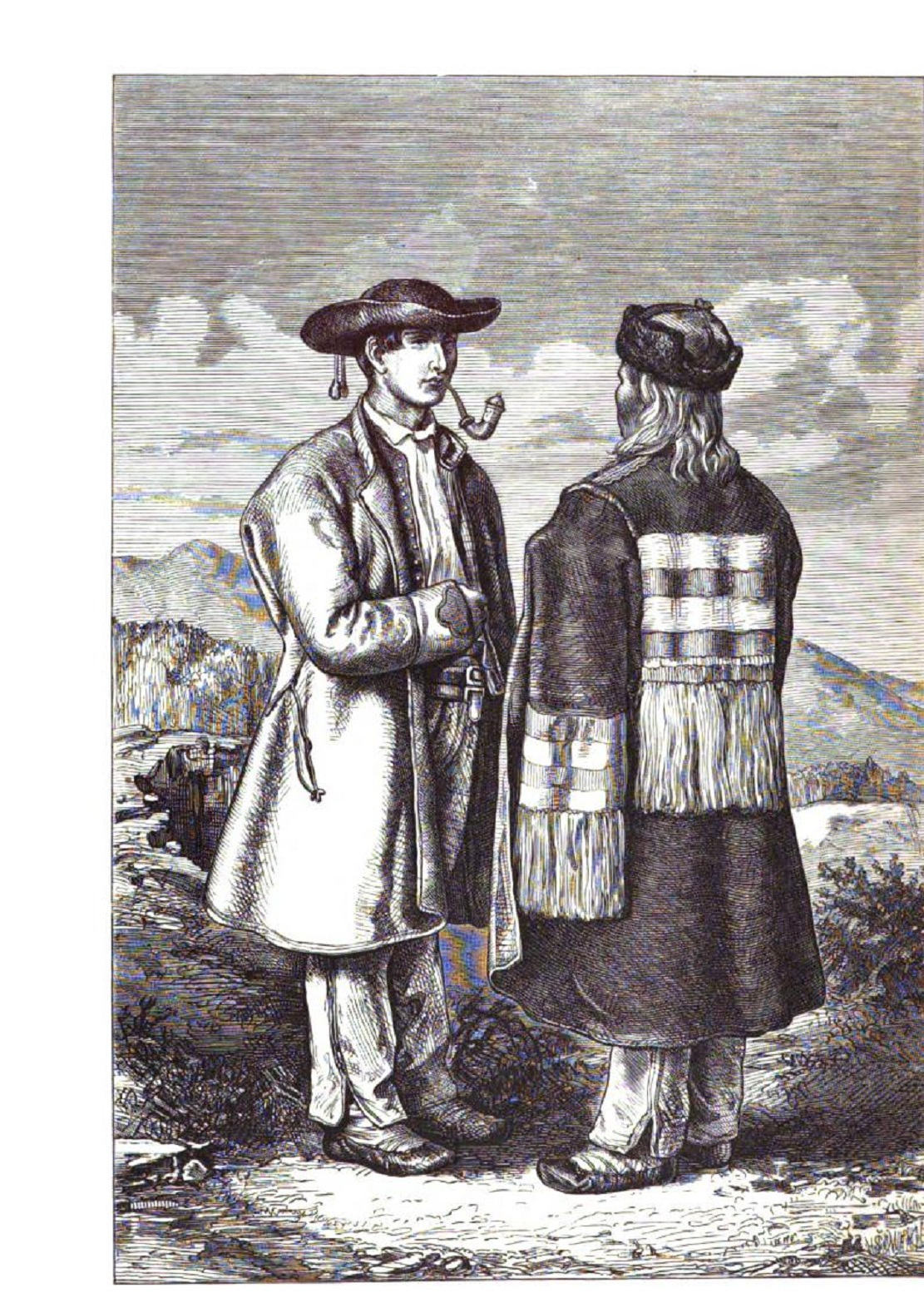
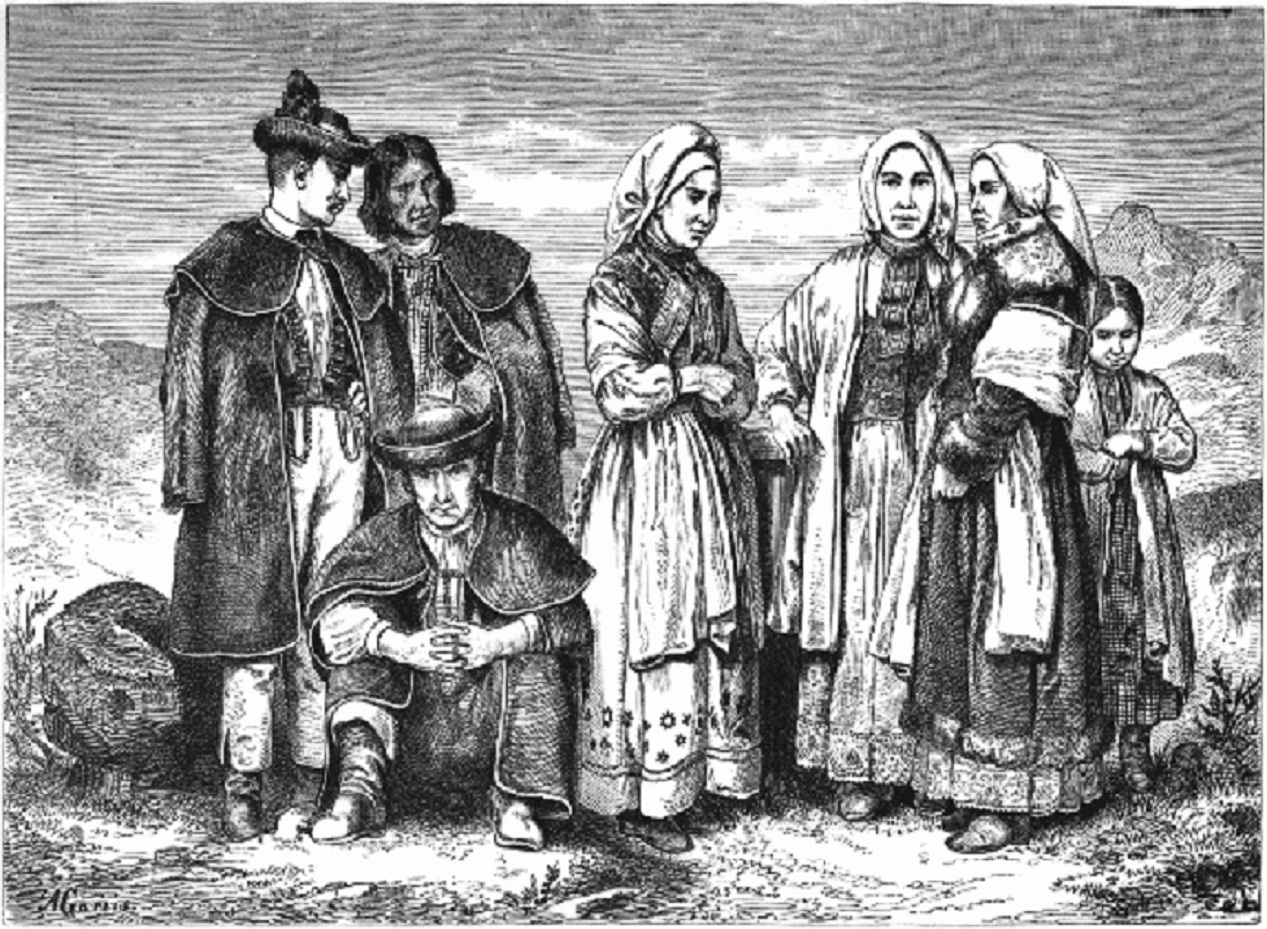
Русини горці (лемки) с. Завадки біля м. Риманів, Сяноцького повіту (Польща)
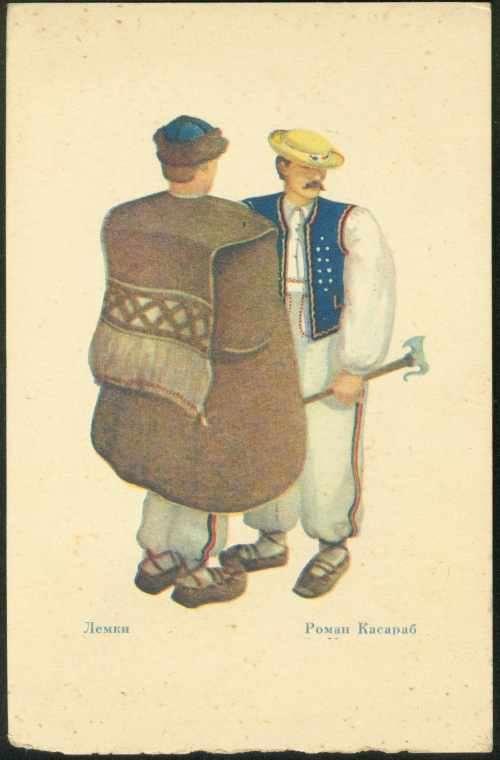

## Закарпатські русини
Русини з Закарпаття відносяться до української етнічної групи, яка проживала на території історичної Мармарощини. Територія Мармарощнини в наш час поділена на Закарпаття та румунську частину історичної Мармарощини. Основними містами Мармарошини є: Хуст, Мукачево, Ужгород, Сатмір, Сигіт, Борша.
Підкарпатських русинів поділяли умовно на верховинців (жителів гір), долинян, словацьких русинів, горалів (русинів). Характерною особливістю підкарпатських русинів є те, що вони були під впливом угорським, румунським, словацьким, польським, німецьким, але при цьому зберігали свої звичаї та одяг.
Верховинці носили лляну або конопляну сорочку, довжиною до стегна, без коміра. Сорочка мала розтин з переду та мосяжний ґудзик, на який зверху защіпалася. Зверху по сорочці носили білий м'який кожушок без рукавів, розшитий кольоровою шкірою, у вигляді тюльпанів. Спереду кожушок був розшитий двома рядами мідних ґудзиків. Влітку носили білі лляні штани, а взимку шерстяні облягаючі штани: до коліна білі, а від коліна коричневі. На поясі носили вузький ремінь з мідних пластинок, а зверху шкіряний широкий темно-червоного кольору пояс, який використовувався і для збереження грошей, документів тощо На ремені носили також велику шкіряну сумку, в яку ховали люльку, тютюн. Як захист від холоду та спеки носили шубу без рукавів, яку вивертали також хутком наверх. На голові носили чорні фільцові капелюхи, взимку клепані — шапки з вухами. На ногах носили шкіряні постоли з загостреними носами, які одягали поверху шерстяних в'язаних капчурів (пунчох), білого, чорного, червоного (рідше) чи бочкори. Волосся носили довге і змащували його жиром та пивом.
Жінки носили довгі до кісточок сорочки, вишиті на вставках. Замість спідниці носили дві запаски. А також носили постоли, панчохи, кожушки та зимою кожухи. сорочку підперезували крайкою. Запаски ткали з тонкої червоної вовняної нитки, з добавкою зеленої та жовтої, а також металевої срібної чи золотої. На шиї носили силянки та мониста з 8-9 ниток.
Долиняни носили фільцові капелюхи з широкими полями, пояс носили ще ширший ніж верховинці, шуба була довжиною поза коліна, носили також чорні лейбики та вуйоші. Зимою на голові носили клепані або високі мохнаті кучми. Літом носили лляні широкі гачі, а взимку вузькі облягаючі шерстяні холошні.
По сорочці носять полотняні або бавовняні подолки (спідниці), а по спідниці спереду плато (фартух). По неділях та святах дівчата носили червоні чоботи. На руках носять мосяжні персні. Жінки носили лейбики, які були красиво розшиті зубчиками, стрічками, тесьмою. Багаті носили бунду — те ж, що і лейбик але з червоної шкіри і прикрашений квітами, шнурівками, ґудзиками і обшитий хутром. Зверху носили вуйош — коротку білу куртку, обшиту синім сукном. На шиї носили пацьорки, мониста, силянки, гарди. Літом прикрашали голови барвінком або букетиками штучних квітів. На скронях носили прикраси, які звисали до плечей і були прикріплені до вінка. Всі дівчата на видані носили на голові вінці, сплетені з гірлянд у вигляді очіпка. Одружені жінки носили на голові невеликий чорний очіпок (чепак), прикрашений червоними стрічками та вишивкою. На ногах носили постоли, топанки (черевики), чоботи.
Горалі носили сорочки довжиною до стегна без коміра, вузькі рукави якої були вишиті на манжеті. На ногах носили вузькі штани білого кольору з широким поясом. На голові носили чорні фільцові капелюхи з широкими полями, хлопці пов'язували зверху червону стрічку. Черевики носили кольорові. Жінки носили довгі вишиті сорочки, а взимку як і чоловіки кожухи. На свята жінки носили сап'янові черевики на шнурівках червоного або жовтого кольору.
Словацькі русини носили коричневі гуні, як і лемки.

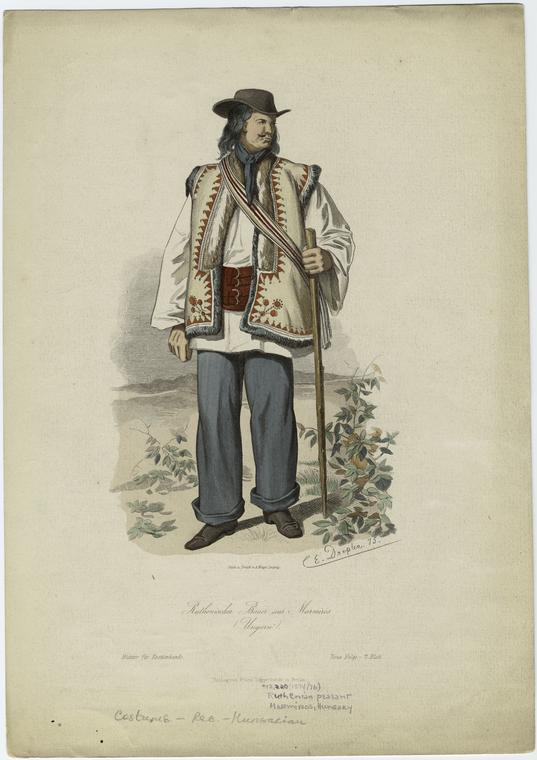
Русин з Мармарощини 1876
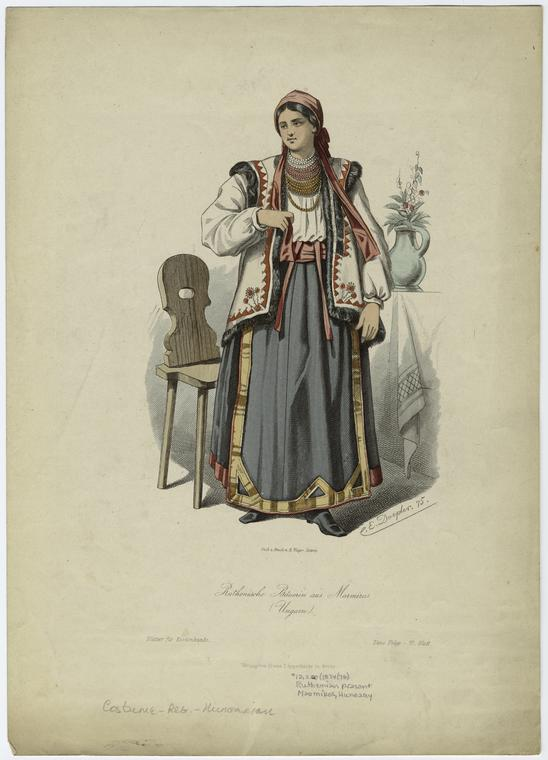
Русинка з Мармарощини 1875
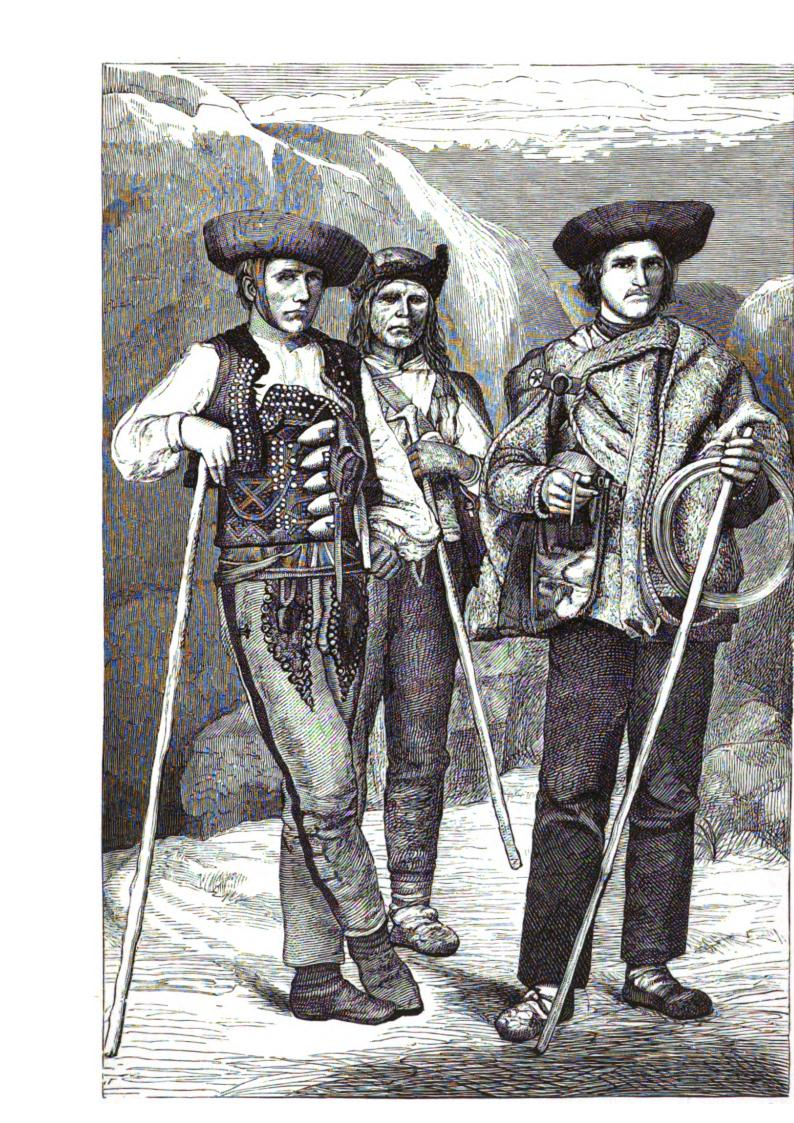
Русини горці з Спишської столиці (Словаччина)
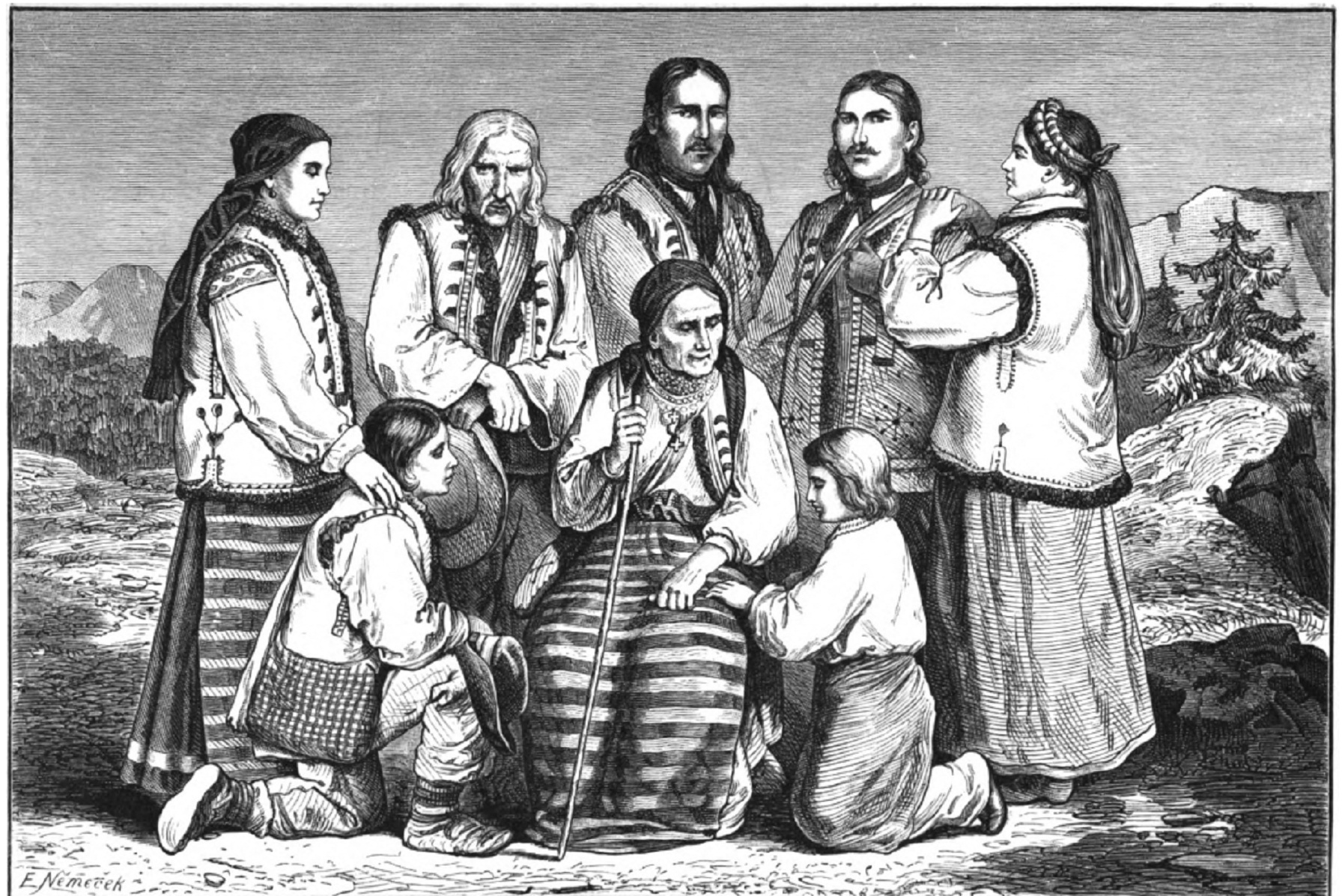
Русини горці (Гуцули) з с. Луги Марамароської столиці (Рахівський р-н)
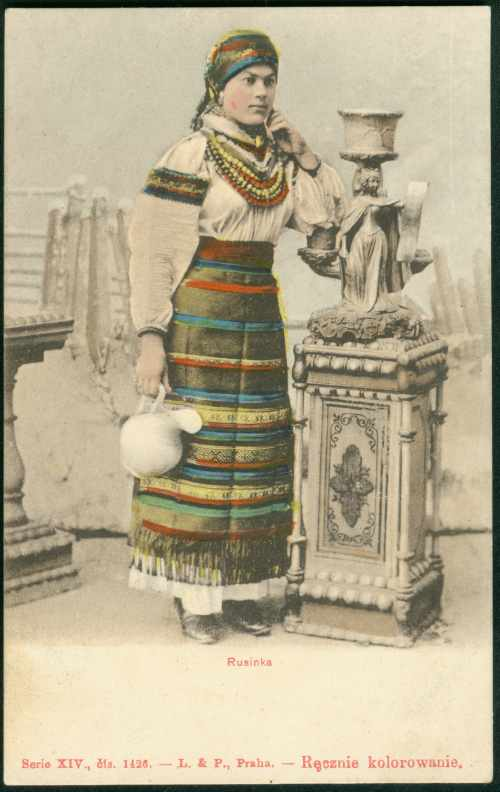
Русинка
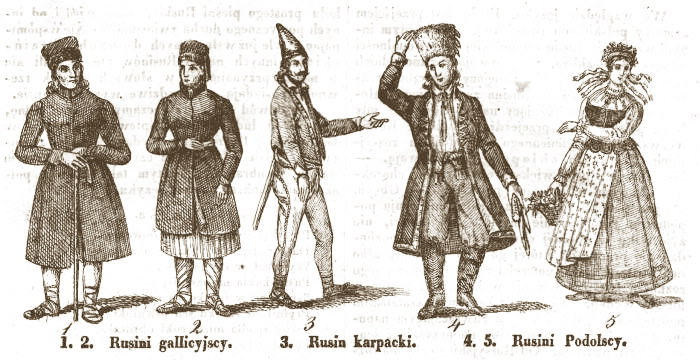
Русини 1836
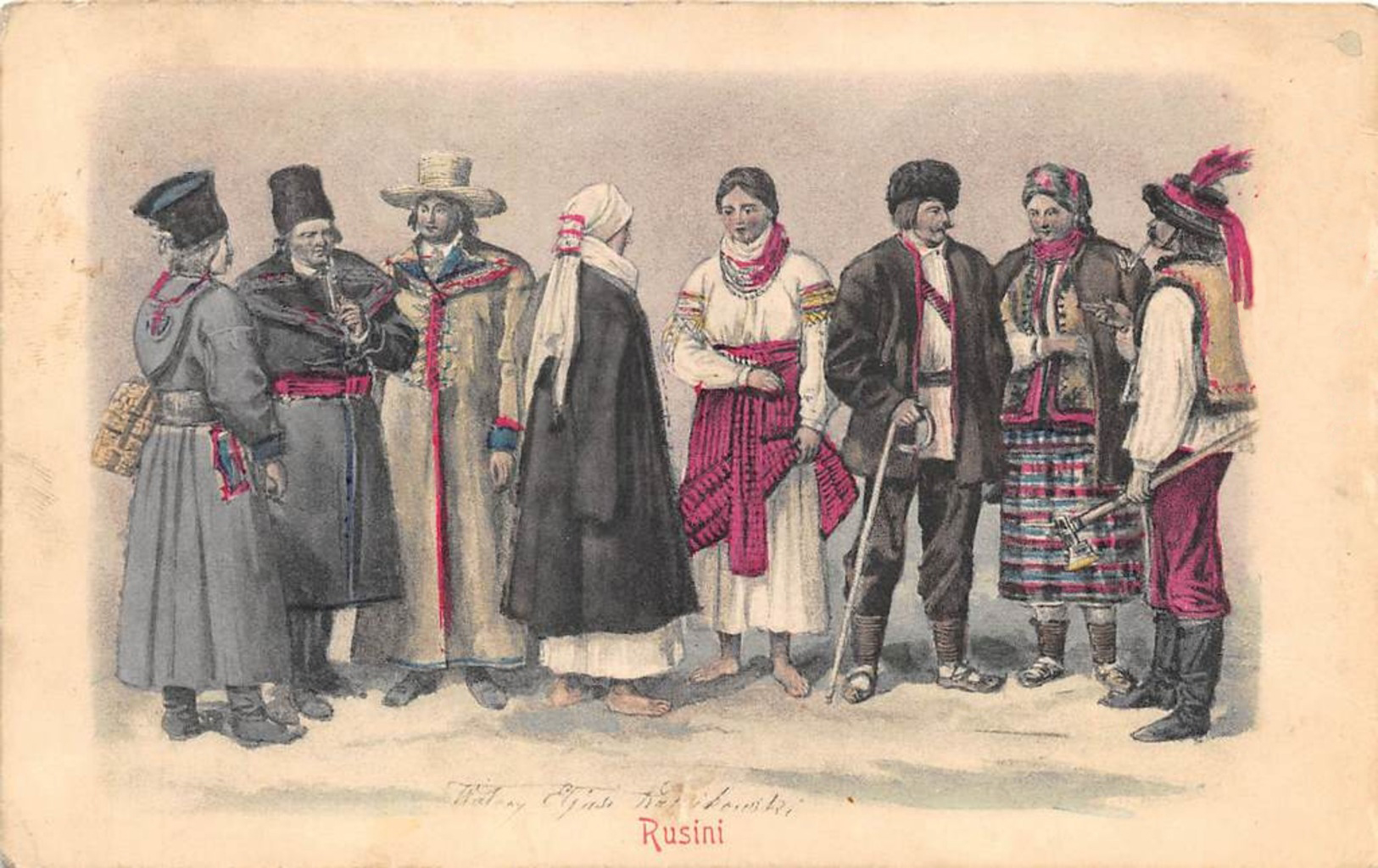
Русини
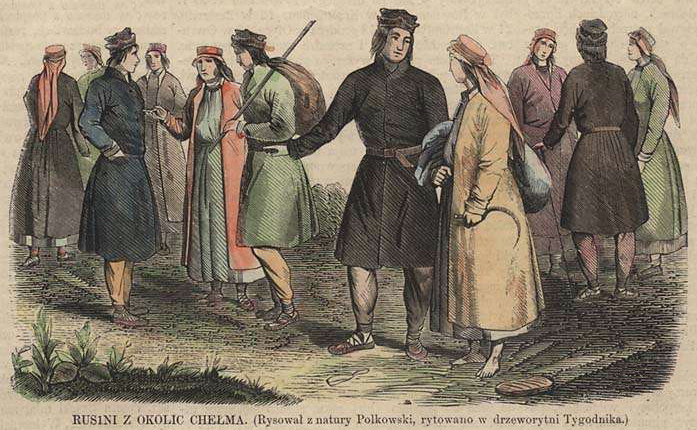
Русини з Холмщини 1861
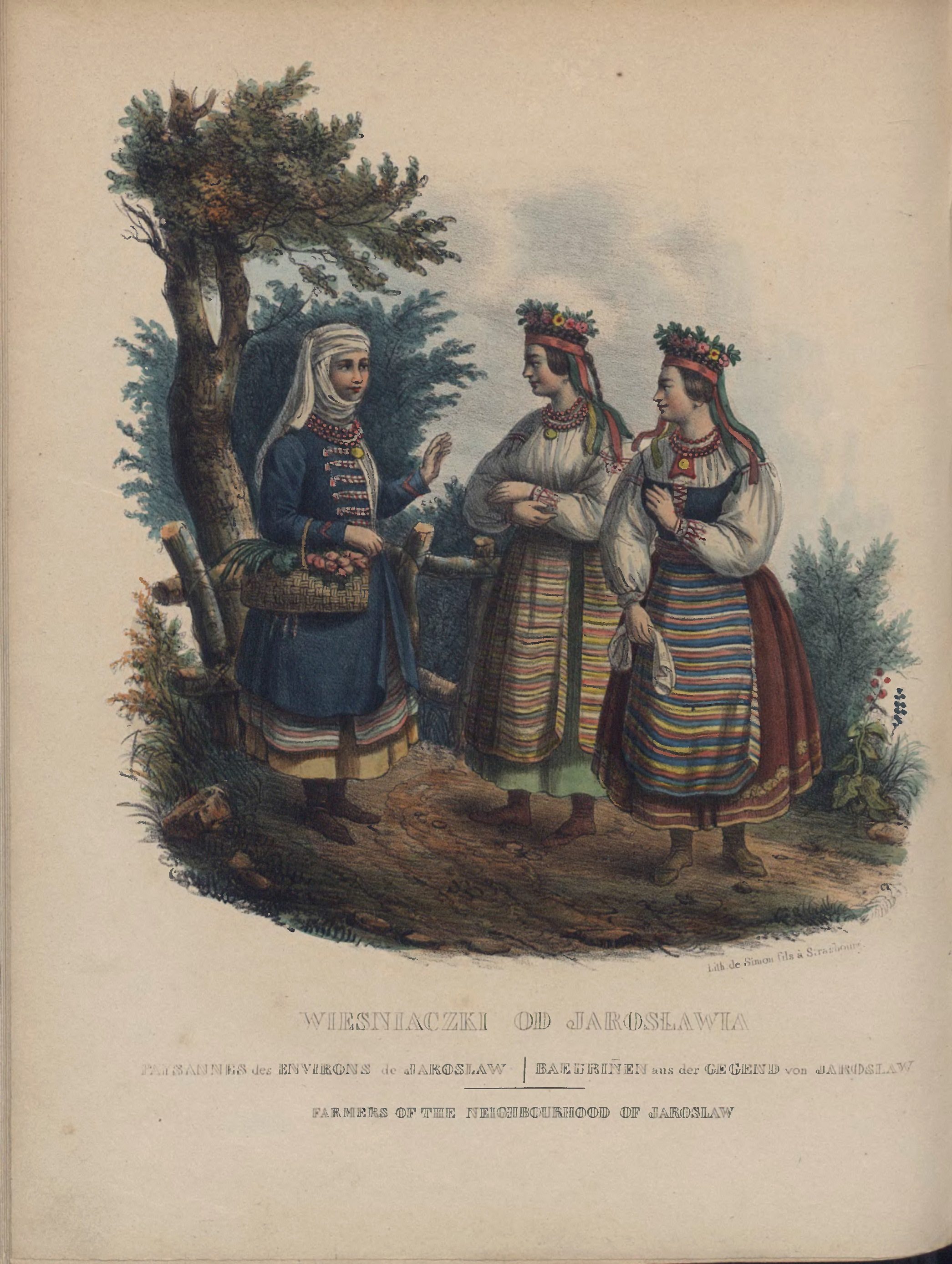
Мешканці з-під Ярослава, 1840
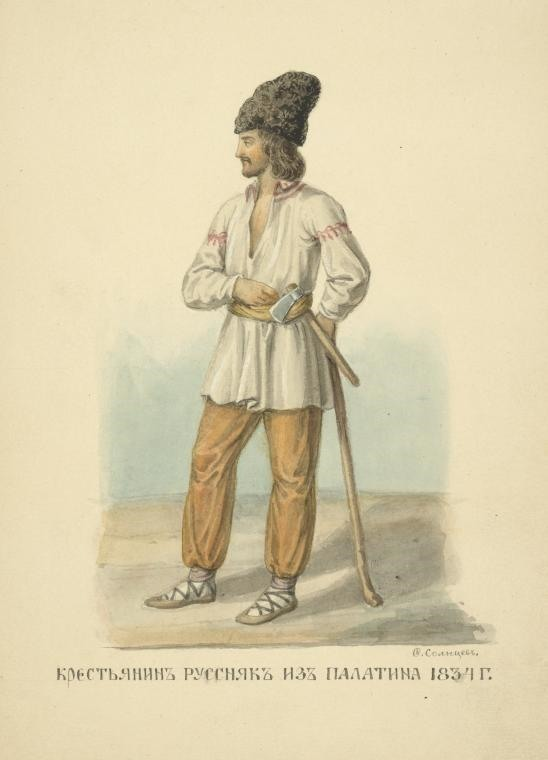
Русин 1834
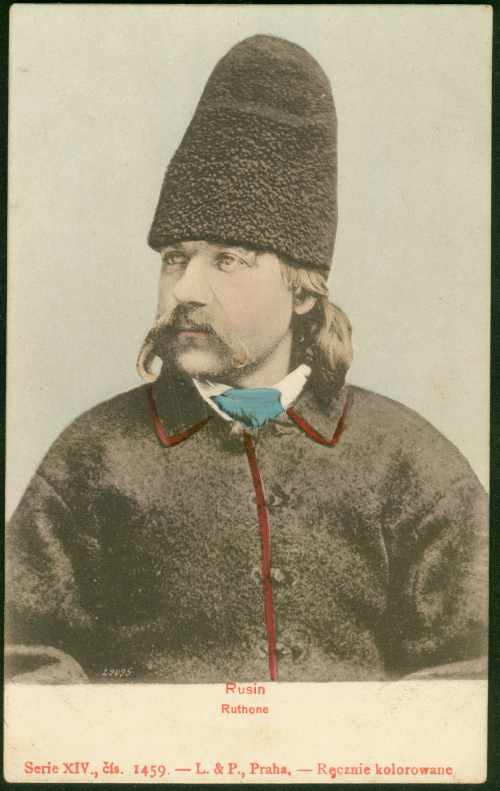
Русин
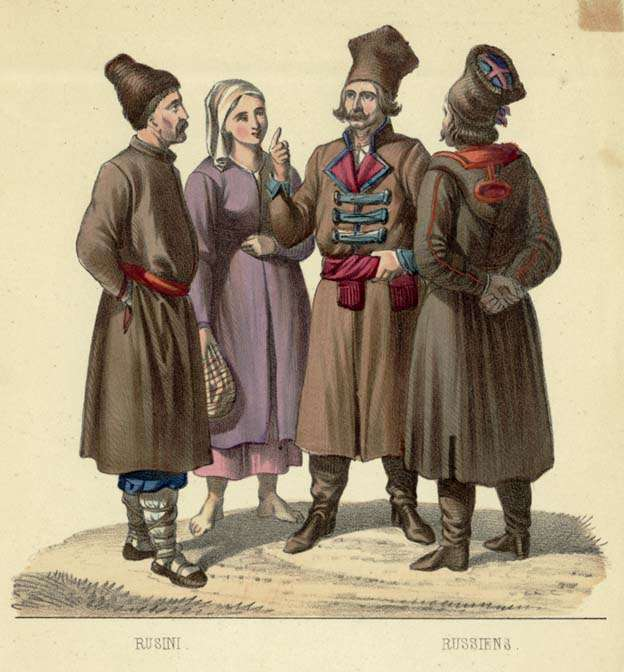
Русини 1863
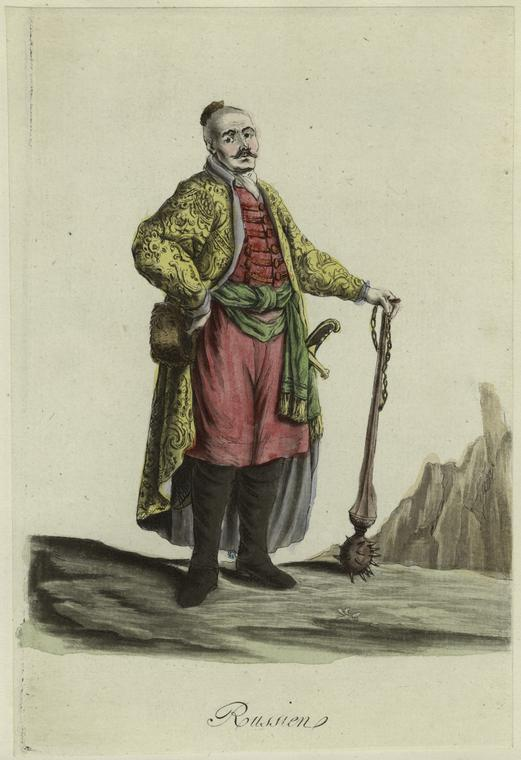
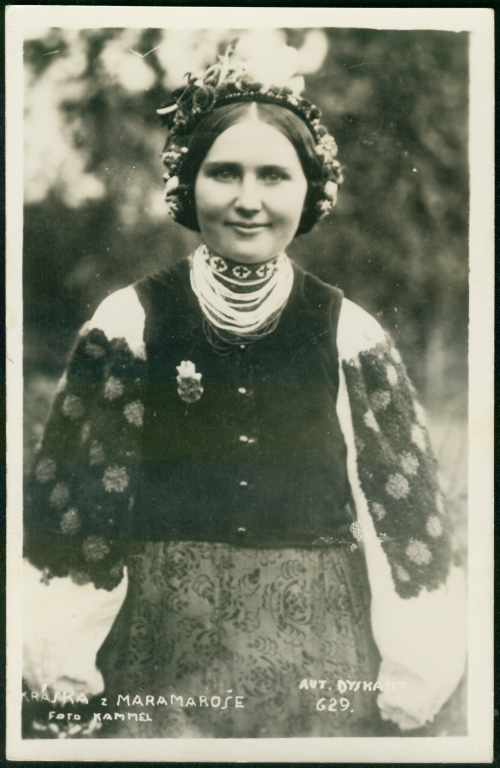
Дівчина з Марамарощини
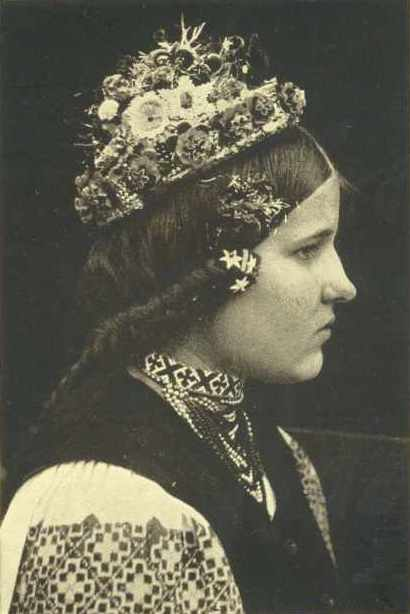
Воловець
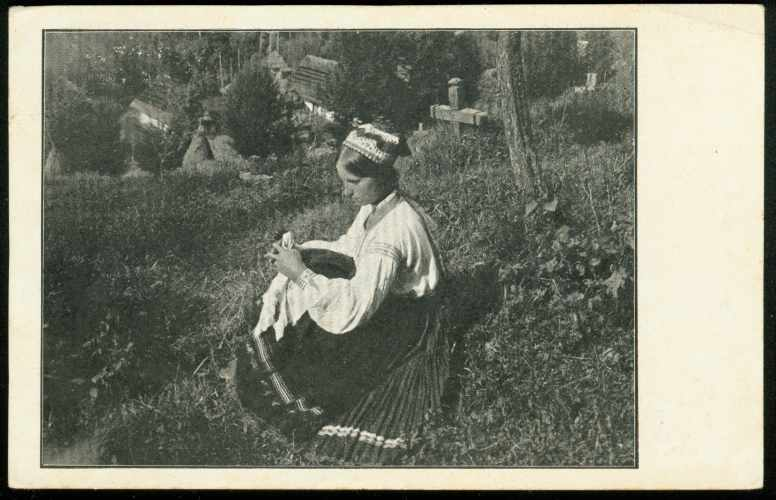

## Полісся
Поліський стрій вирізняється серед інших червоно-білими кольорами. На голові жінки носили кибалок або очіпок, який пов'язували наміткою. На кінцях намітка була оздоблена червоними смужками. Жінки носили спідниці (літники), зверху носили приталені свитки. В вишивці домінували прості геометричні узори червоного кольору з добавкою синього або чорного. На Поліссі жіночі сорочки не вишиваються або вишиваються тільки червоною заполоччю та дуже простим орнаментом.

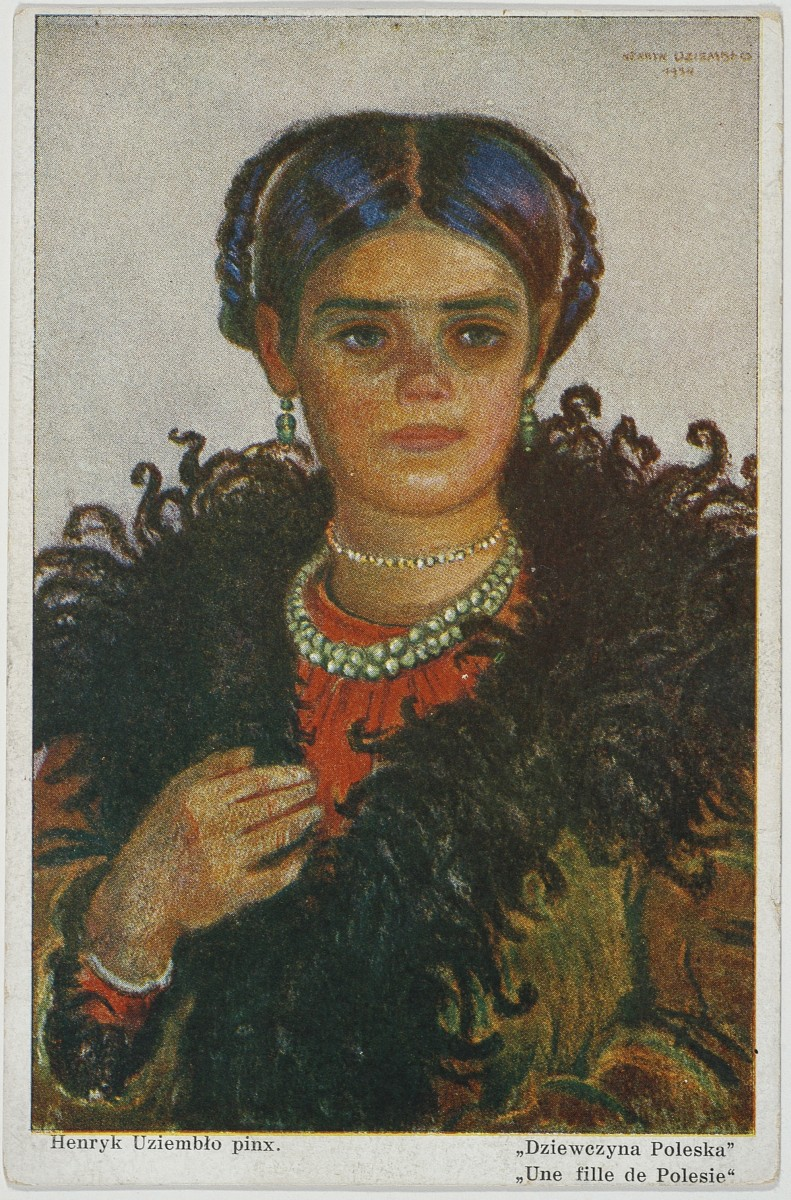
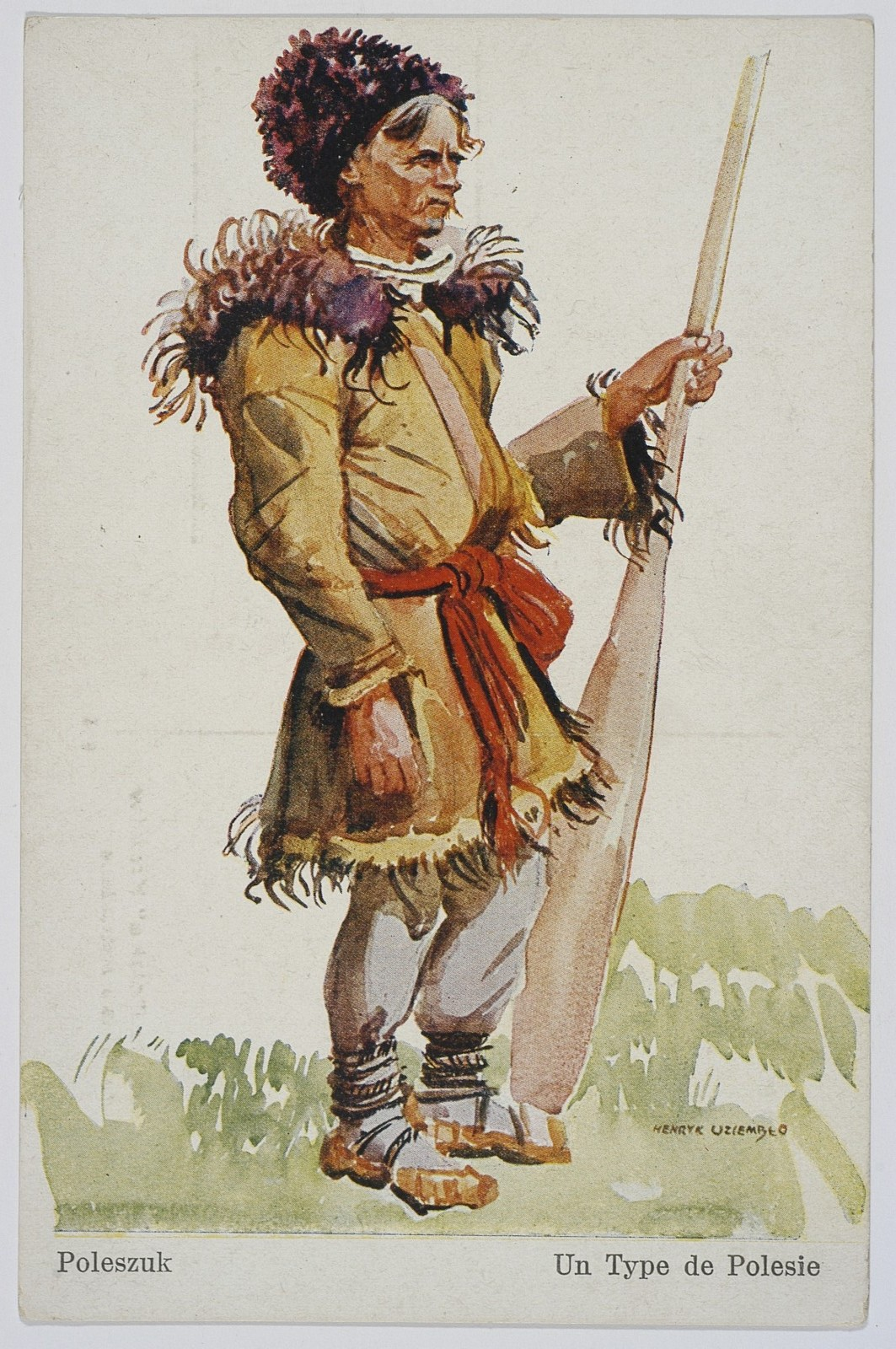
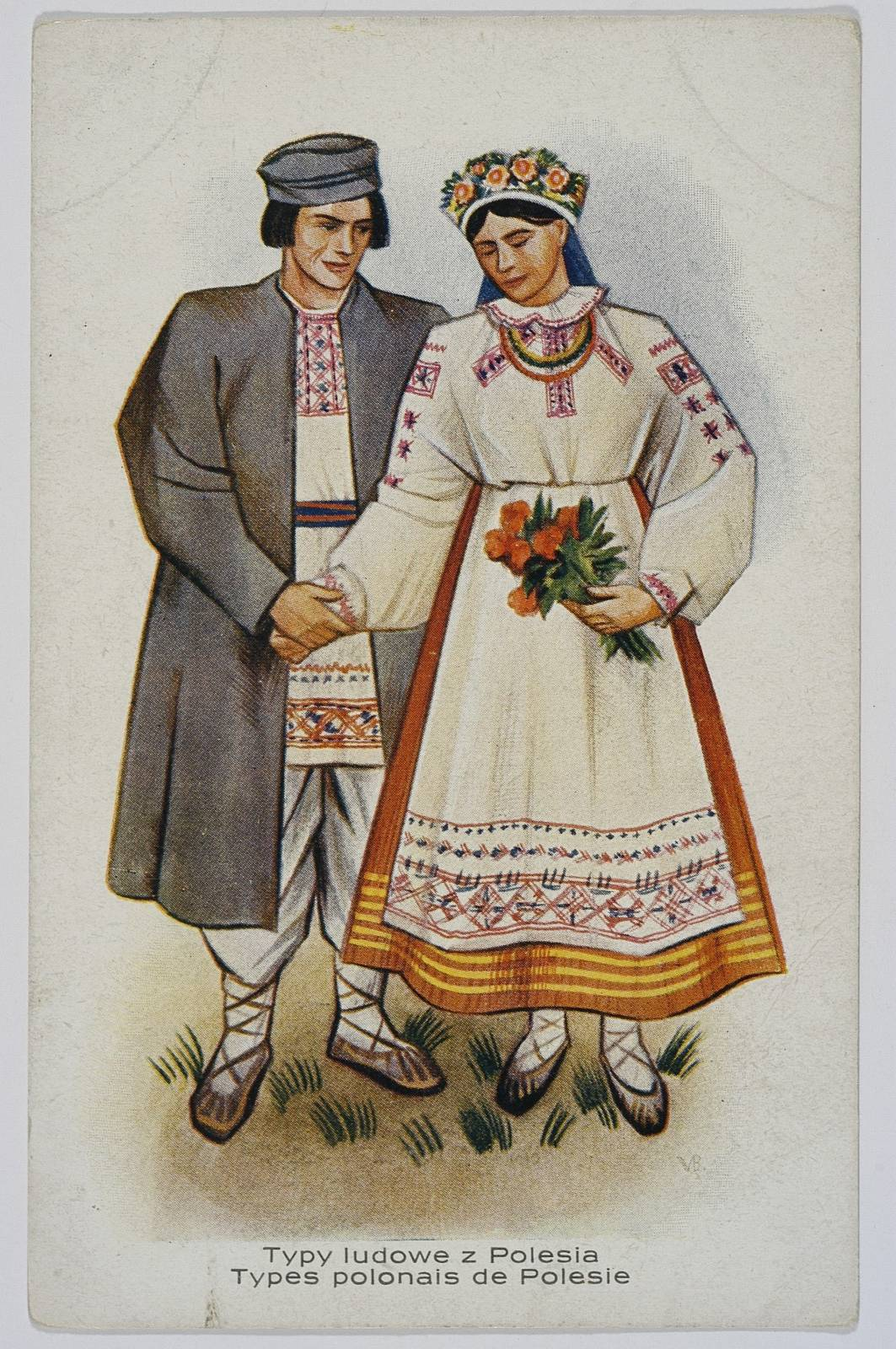
Поліщуки

## Одяг міщан

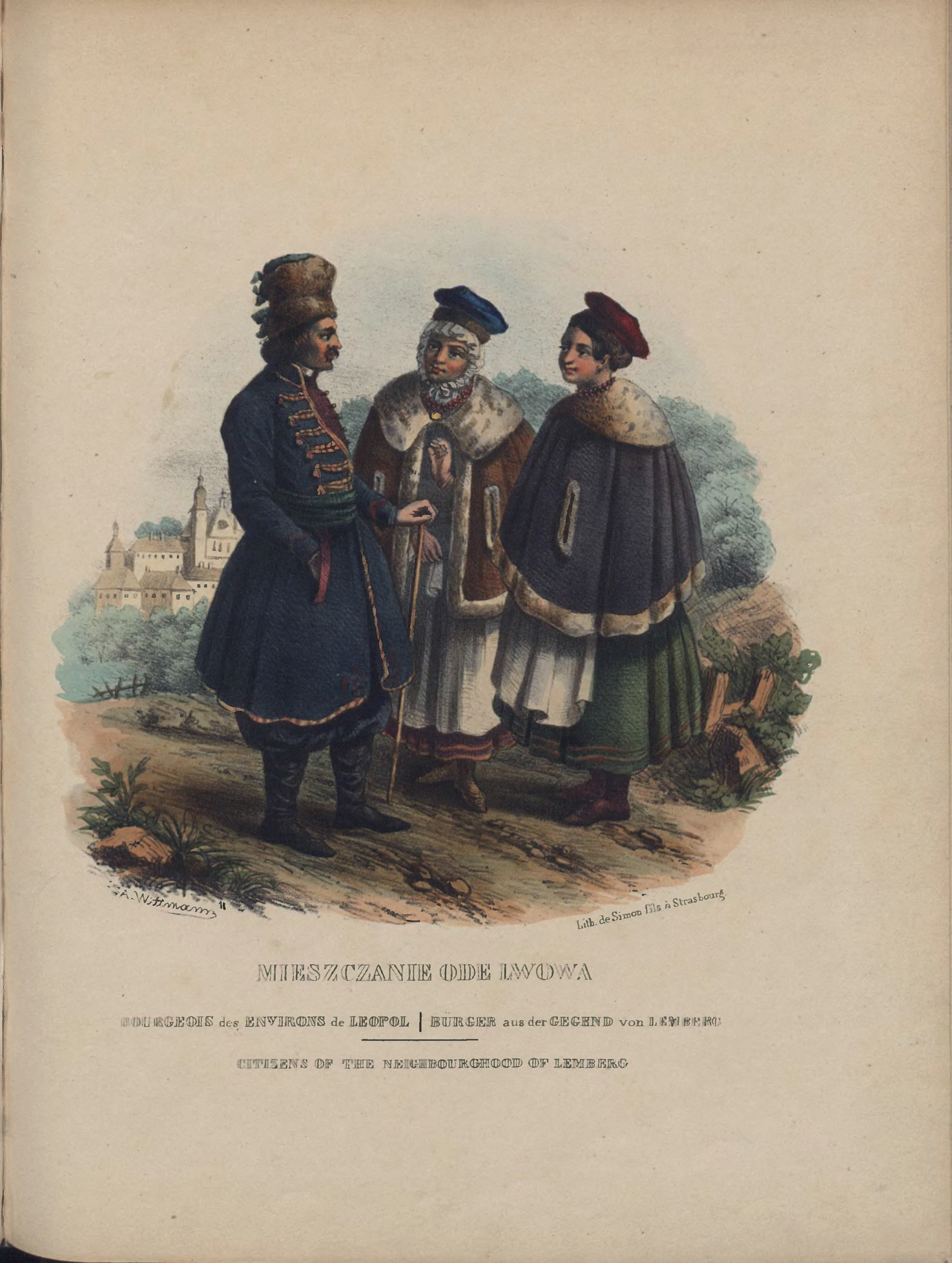
Міщани зі Львова 1840

Одяг міщан та жителів сільської місцевості відрізнявся якістю тканини. Русини носили синій або гранатовий приталений жупан або широку капоту зі стоячим або викладеним коміром. Жупани були на грудях, на спині, та на кишенях оздоблені нашитою тесьмою. Жупан був підперезаний шовковим, з золотою ниткою широким поясом з тороками (литий пас). Взимку носили приталений кожух, покритий синьою, сірою, гранатовою або зеленою тканиною (тулуп). Тулуп був з великим відкладним коміром з сірої кримської вівці. На голові носили високі шапки з кримської вівці з синім днищем з тканини, в деяких місцевостях носили чорні баранячі — кучми. Влітку носили сірі або чорні фільцові капелюхи.
Міщанки носили перкалеві сорочки з великим відкладним комірцем. Спідниці носили фалдовані з купленої шерті, спереду носили білий або кольоровий фартух. Поверху носили кафтан (катанку) з шерсті з відкладним коміром малинового кольору. На ногах носили чорні чобітки або черевики, на свята червоні або жовті сафянці. На шиї носили коралі з золотим дукачем. На голові жінки носили очіпок і зверху пов'язували шовковою або шерстяною хусткою в вигляді тюрбана, в деяких містах носили перемітки. Дівчата заплітали косу з шовковою стрічкою і вільно пускали по спині. Взимку носили покриті зеленою або синьою тканиною приталені кожухи (бекеша) з відкладним коміром з кримської вівці або лисиці. По швах на грудях та на спині бекеші були оздоблені тесьмою, іноді дійсно золотою тесьмою.

## Види вбрання
Вишита сорочка — є найдавнішим одягом в Україні, сорочки носили жінки і чоловіки. Через те, що пов'язана вона з тілом, ткалася з натуральних незабарвлених світлих волокон льону або  конопель. Полотно вибілювали. Білизну вважали за поцейбічне, земне існування. У найперших сорочках, щоб не порушувати білизни, для вишивання брали білі нитки. Сорочку шили з двох шматків полотна, кроїли, з'єднуючи центральне полотнище з рукавами, бочками, ластками, аби досягти схожості з "деревом життя". Була вона довгою, вишитою біля шиї та на рукавах. У жіночій сорочці найдавніший вишитий елемент був рукав, а саме його верхня частина — «полик». З часом сорочки набули регіональних відмінностей. Так на лівому березі Дніпра сорочки не мали комірця, а зав'язувались шнурком, на правому березі сорочки мали комірець, часом стійку. Розпірку сорочка мала з переду, тільки Бойки та Лемки мали розпірку з лівого боку. Верхня частина сорочки була з тонкого полотна, нижня з грубого і називалася — підтачка або надточка.
Сорочки вишивали на «поликах» — поперечною смугою завтовшки 10—15 см, на зап'ястях, та біля шиї, жіночі сорочки були вишиті також на подолі. Чоловіча сорочка колись була простою без вишивки і носили її по штанях. З часом почали вишивати.
Пояс (крайка, пас, литий пас, черес, ремінь) — найдавніша частина одягу, важкий вовняний пояс, носили жінки і чоловіки. Пояс — носили переважно на півночі, міг бути навіть зі звичайного полотна, ним підперізували запаски, плахти, спідниці.
Пас — носили в горах, були широкі (30 см), зі шкіри.
Запаска (дерга, опинка, горботка, обгортка, фота) — незшитий поясний жіночий одяг, прямокутний клапоть вовняної або шовкової тканини з зав'язками. Давніше носили тільки одну запаску, в 19 сторіччі носили вже дві одну ззаду і одну спереду, яку одягали замість фартуха. Дівчата носили тільки чорну запаску, а одружені жінки ще один клапоть шерстяної тканини спереду синього кольору — попередницю.
Плахта — святковий одяг, клапоть тканини 4 м, з кольорової вовни, в клітинку, деколи з вишивкою в клітинках. Плахту носили подібно до запаски. Плахта і запаска належали до давнього українського стою.
Фартух (передник, попередниця, запаска, припинда) — на півночі носили білі, на Волині вишивали фартухи. Найбагатше оздоблені були фартухи на Поділлі, Підгірцю та в Карпатах.
Спідниця (літник, димка, фарбанка) — були ткані або полотняні, з вибитим узором або без узору.
Штани (шаровари, ногавиці, гачі) — чоловіча частина одягу. Були полотняні, а також суконні. Штани могли бути вузькі, до яких носили сорочку на випуск або широкі, тоді сорочку заправляли в середину.
Свита (сердак, полотнянка, юпка, чамарка) — вбрання верхньої частини тіла, рід сучасного пальто, переважно білого кольору, подібна кроєм на бойківський сердак, мала в залежності від регіону різноманітну форму і довжину, носили свиту на Поліссі, Волині, козацькій Україні. Сердак носили в Карпатах, Буковині, Покуттю.
Кобеняк (опонча, бурка, чуганя, бунда, гугля, манта, гуня, сіряк, кирея) — верхній плечовий широкий одяг без стану, рід сучасного плаща з відлогою (каптур, бородиця, богородиця, кобеняк).
Кептар (коцовейка, гуцуляк, бунда, катанка, лейбик, горсик) — частина одягу без рукавів. Носили жінки і чоловіки. В 19 сторіччі кептар був як білий кожушок, без коміра або з невеликим. Гуцули мали розшиті кептарі, бойки взагалі не вишивали. В деяких регіонах кептар був з повсті і називався — катанка.
Кожух (байбарак, бекеша, шуба, губа) — хутряний одяг подібний на кептар, але з рукавами і довший. Кожухи були довгі та короткі, з рукавами або без рукавів. Кожух покритий сукном називали також байбарак, бекеша, жупан.
Взуття: зі взуття носили личаки, постоли, ходаки, черевики або чоботи. Личаки робили з лика, носили на півночі. Постоли робили зі шкіри з шнурками, носили переважно на Волині і Чернігівщині. Чоботи червоні, жовті, рідше зелені з сап'янової шкіри — називали сап'янці.
Вінок — у давнину на Русі дівчата носили розпущене волосся, з часом почали заплітати в коси, в дві, а за Дніпром в чотири коси. Волосся прикрашали квітами. З живих квітів носили маки, чорнобривці, волошки, рожі (мальви), восени — жоржини та крокуси). На правобережній Україні стрічки в великій кількості прив'язували до вінка і спускали по плечах, на Чернігівщині стрічок було менше їх прив'язували вряд до поперечної стрічки і вони йшли від шиї по спині. На Полтавщині і Харківщині дівчата заплітали косу, яку пускали по спині і в неї вплітали стрічки. На Лівобережжі стрічки були одноколірні, на Правобережжі стрічки були в квіткові та геометричні орнаменти.
Дівчата носили на голові вінки з квітів, пір'я, перлин або колко (стрічка, лубок) (з кори), покрите барвистою тканиною і стрічками. На Поліссі дівчата носили корони з різнобарвного пір'я.
Очіпок, обрус, хустка — жінки покривали голови очіпком. Зверху по очіпку носили обрус або перемітку (намітку). Намітка була шовкова або лляна; з часом почали носити також хустки, хустки спочатку були білі, пізніше почали носити різних кольорів.
Шапка — шапки носили баранячі, з сукна або шкіряні. Шкіряну шапку називали капелюх, шапку з баранів — кучма, шапку з вухами — клепання. Капелюх з соломи називали бриль. Популярним чоловічим убором у XVIII—другій половині XIX сторіччя була конфедератка. Жіноча шапочка — кораблик.
Чоловіки в давній Русі носили довге волосся, у козацькі часи голови почали голити, залишаючи тільки «оселедець», який закладали за вухо. Бороди носили переважно люди похилого віку, у деяких місцевостях також молоді.

## Історія народного вбрання

### XVII століття
Русини, як жінки так чоловіки носять верхній одяг брунатного кольору, домашнього виробництва. Шляхта та городяни носили синього кольору.

Українське козацтво носило верхній одяг білого кольору в теплу пору року і зимою довгі до кісточок білі кожухи, які по всіх швах були оздоблені ремінцями з кольорової шкіри (червоного, жовтого, коричневого та ін. кольорів) і дуже гарно виглядали. Зимою носили тільки кожухи, а влітку носили тільки сорочки.

Просте населення носило сорочки з грубішого лляного полотна, а міщани та заможніші з котону. Такі сорочки біля шиї та на поясі були призбирані в фалди і оздоблені різнокольоровою вишивкою бавовняними нитками. До сорочки носили пояс червоного, жовтого чи зеленого кольору або ін. фарби.
Влітку носили як прикраси живі квіти або віночки з зелені, а зимою ваксові. Як прикраси носили багато перснів та великі сережки і шийні прикраси з кришталю, скла, міді, латуні.
Волосся носили на проділ, нижче вух заплітали дві коси, з яких сплітали далі одну косу і закладали позаду голови і всі без винятку носили віночок з зелені чи квітів. (за описом 1671 Ульріха фон Вердум). Київських модниць XVII сторіччя у 1654 році описав Павло Алеппський у «Подорож патріарха Макарія»:
«Знай, читачу, що доньки київських вельмож носять на голові віночок з чорного оксамиту, розшитий золотою ниткою, оздоблений перлами й коштовним камінням, на взірець корони, вартістю двісті злотих — більше чи менше. Доньки бідняків сплітають собі віночки з усіляких квітів.»

### XVIII століття
Верхнє вбрання носили, і деякі ще носять, таке як і черкеські жінки, тобто юпки зі шнурівками, а зверху довгий кафтан з коротким ліфом і кунтуші. На голові носили круглий очіпок або збірник, який поверху обвивали серпанком, а також носили кибалки обвиті серпанком, які були подібні на російські кокошники, тільки з переду були вищими. Деякі носили маленькі шапочки-кораблики з шовку або соболині. В кін. 18 ст. шляхта почала носити верхній одяг довгий, з перехватом, подібний на англійський рембронт з гладкою спинкою та довгими рукавами. Також дехто починав тоді носити німецький одяг. Прості жінки носили звичайні плахти і спереду запаску або передник, що раніше шляхта носила також; зверху вдягали білий кафтан, голови як і шляхта обвивали серпанком і носили також кибалки. Дівчата носили такий самий одяг, як і жінки. Волосся заплітали в дві коси, які обвивали навколо голови і в них запихали квіти, які виглядали як вінок, а деякі обвивали волосся золотою або срібною сіткою і разом з кольоровими стрічками пускали по спині.
Чоловіки бороди не носили, тільки вуса, вбрання носили черкеське, кафтан та жупан, а деякі носили також польське вбрання. Голови підбривали, а зверху волосся було обстрижене півколом (чуб). Шапки носили польські та черкеські, а просте населення — кучми. Нижній одяг називали шаровари, вбрання і штанці. На ногах носили чоботи. (за описом Олександра Рігельмана 1787)

## У музеях
Колекція українського народного одягу є однією з найчисельніших у Музеї етнографії та художнього промислу Інституту народознавства НАН України. Виставка національного українського одягу відкрилась в Музеї Івана Гончара у Києві. В місті Львів з колекцією національного одягу можна ознайомитися в експозиції Музею традиційного українського одягу приватної колекції Роксоляни Шимчук.

## Галерея

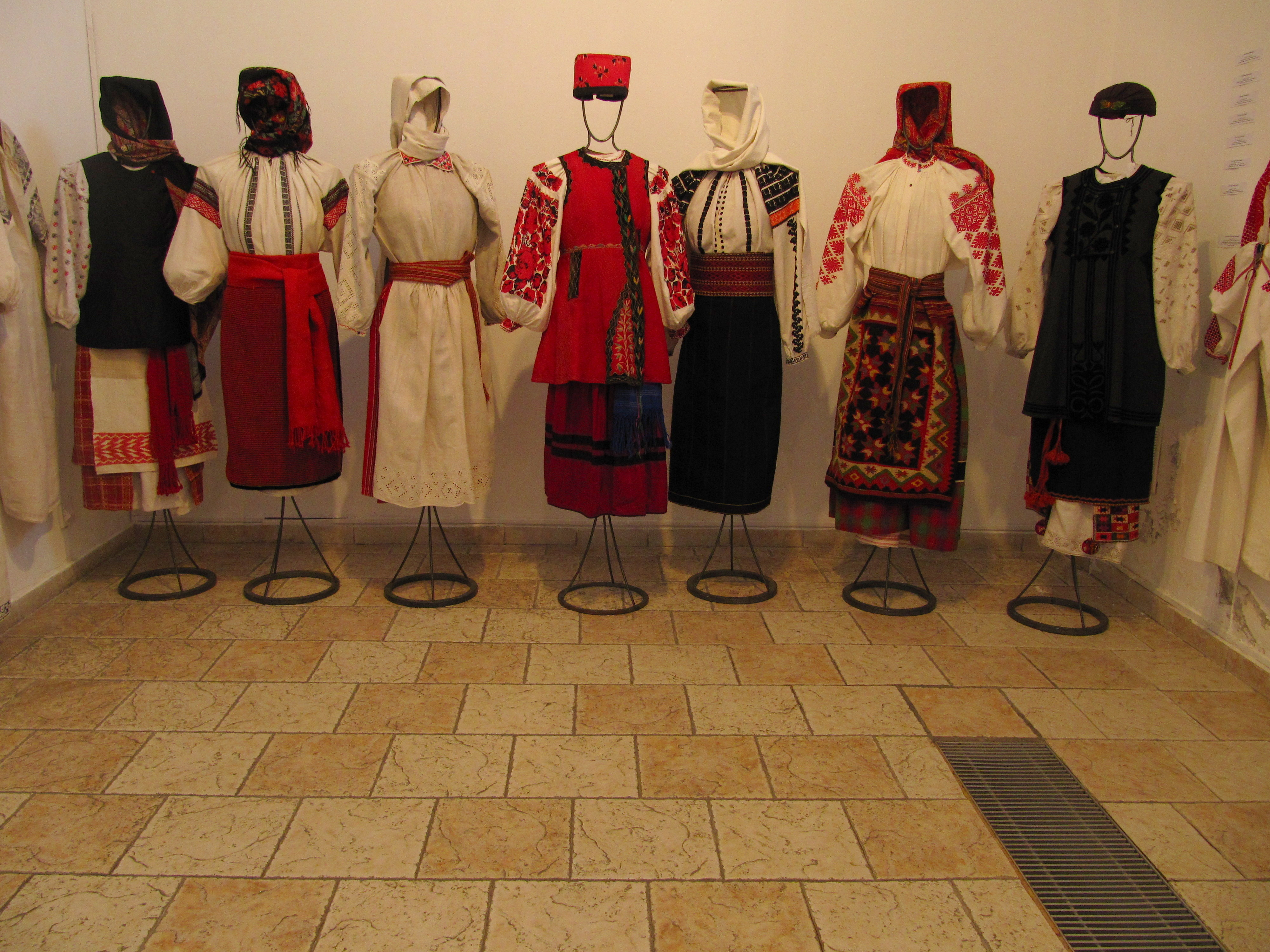
Виставка жіночих сорочок у музеї Івана Гончаря (Київ)
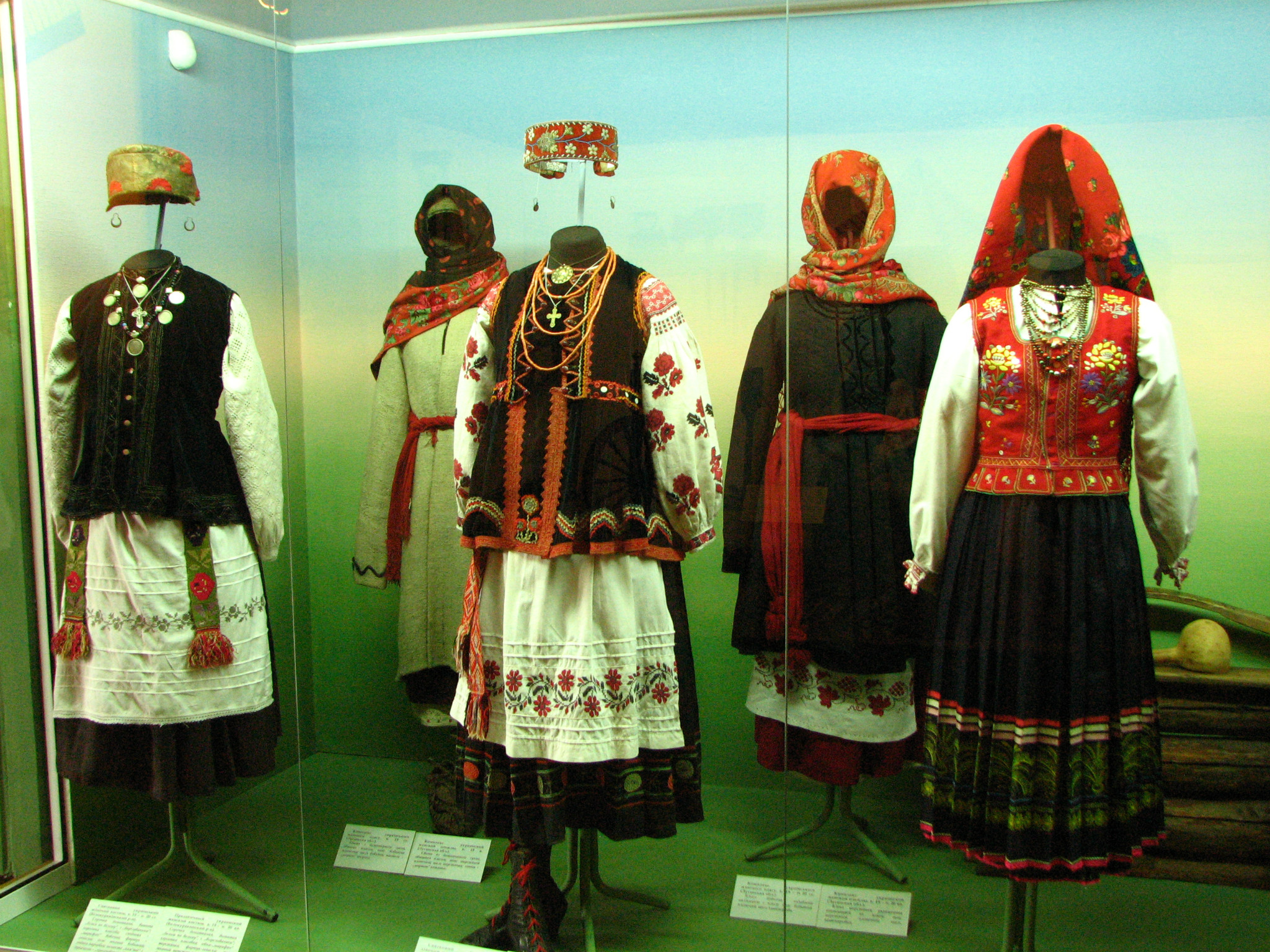
Жіноче народнє вбрання в залях луганського краєзнавчого музею
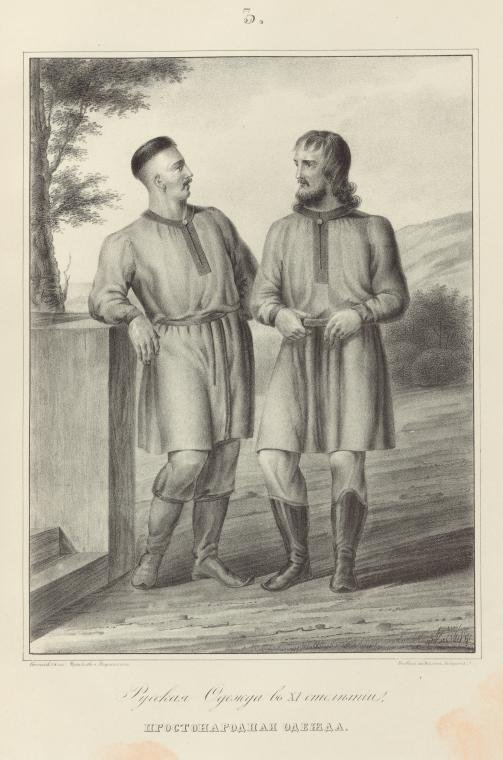
Народне вбрання 9 ст.
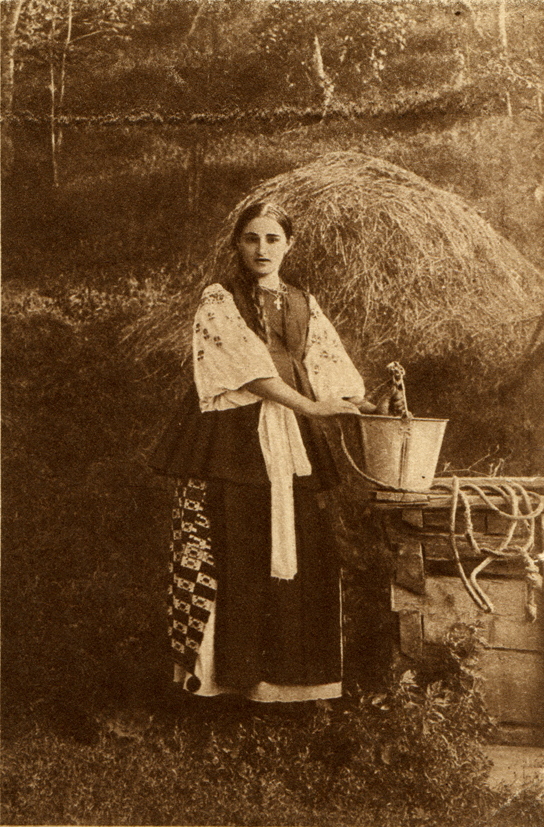
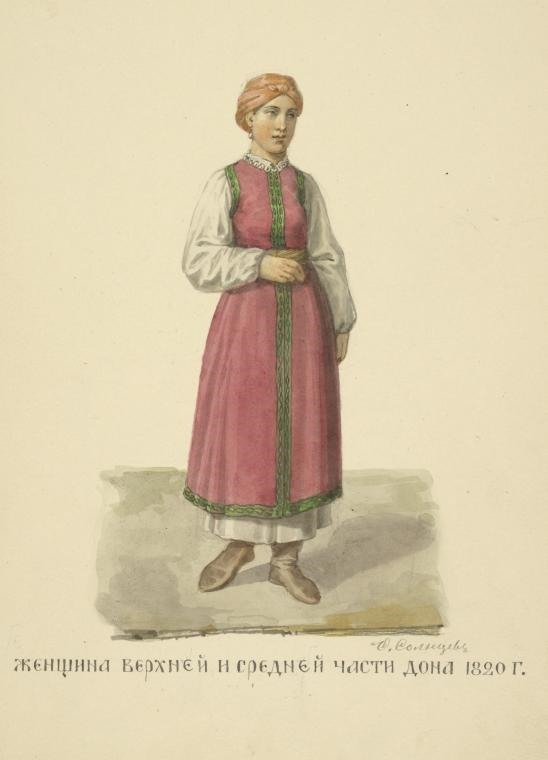
Донська козачка 1820
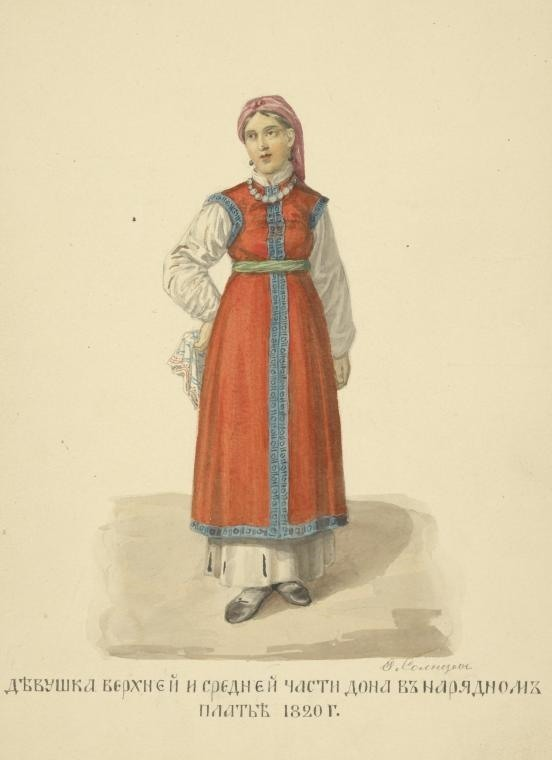
Донська козачка 1820
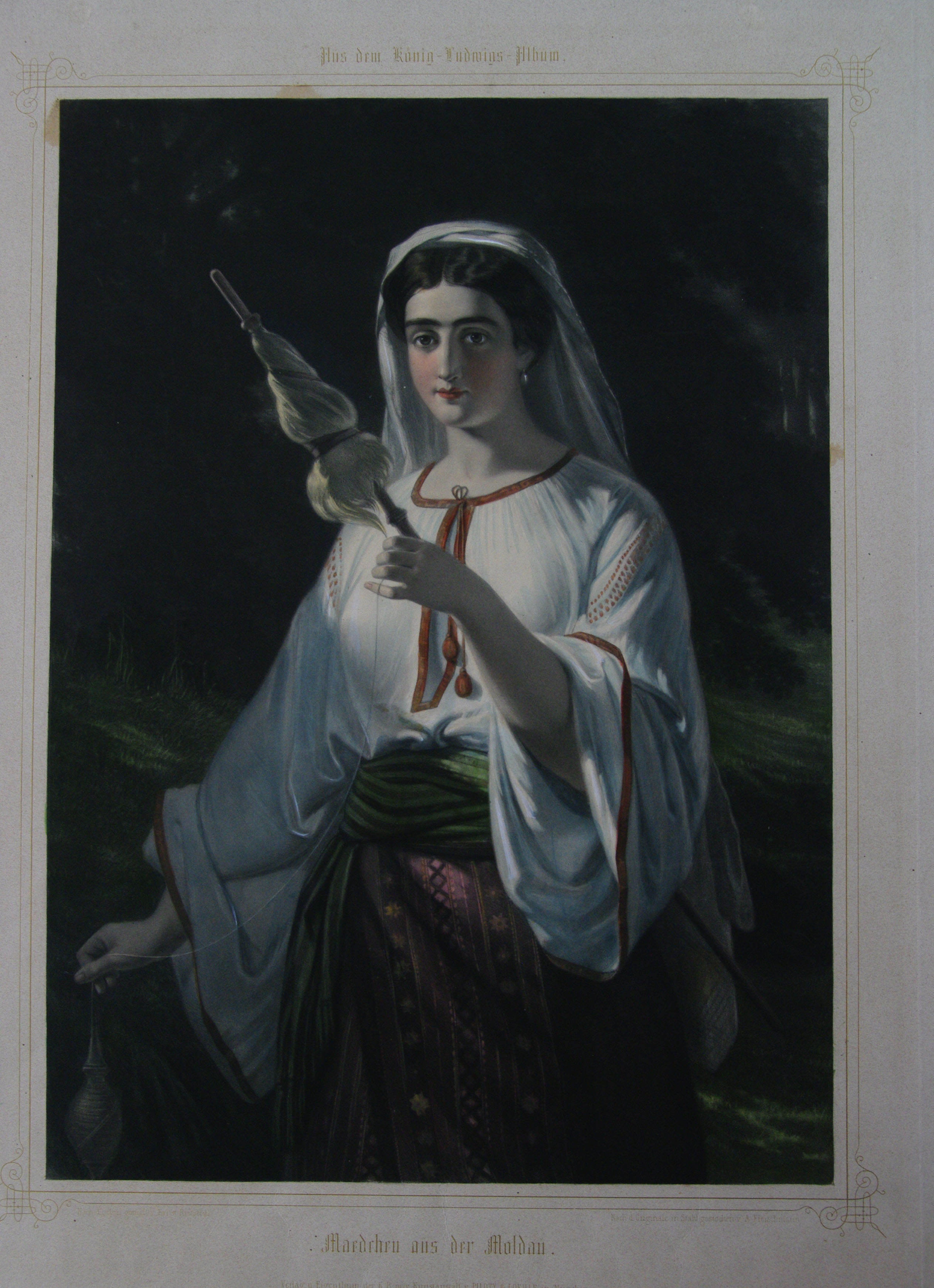
Дівчина з Молдови. Аглая Розетті